# Shemot (parashá)
Shemot, Shemoth, o Shemos (שְׁמוֹת, 'nombres'; segunda palabra e íncipit de la parashá) es la decimotercera porción semanal de la Torá (פָּרָשָׁה, parashá) en el ciclo anual judío de lectura de la Torá y la primera del Libro del Éxodo. Constituye el Éxodo 1:1-6:1. La parashá habla de la aflicción de los israelitas en Egipto, el ocultamiento y rescate del niño Moisés, la estancia de Moisés en Midian, la llamada de Moisés por parte de Dios, la circuncisión en el camino, el encuentro con los ancianos y Moisés ante el Faraón.
Está compuesto por 6762 letras hebreas, 1763 palabras hebreas, 124 versículos y 215 líneas en un rollo de la Torá. Los judíos lo leen el decimotercer Sabbath después de Simjat Torá, generalmente a finales de diciembre o enero. 

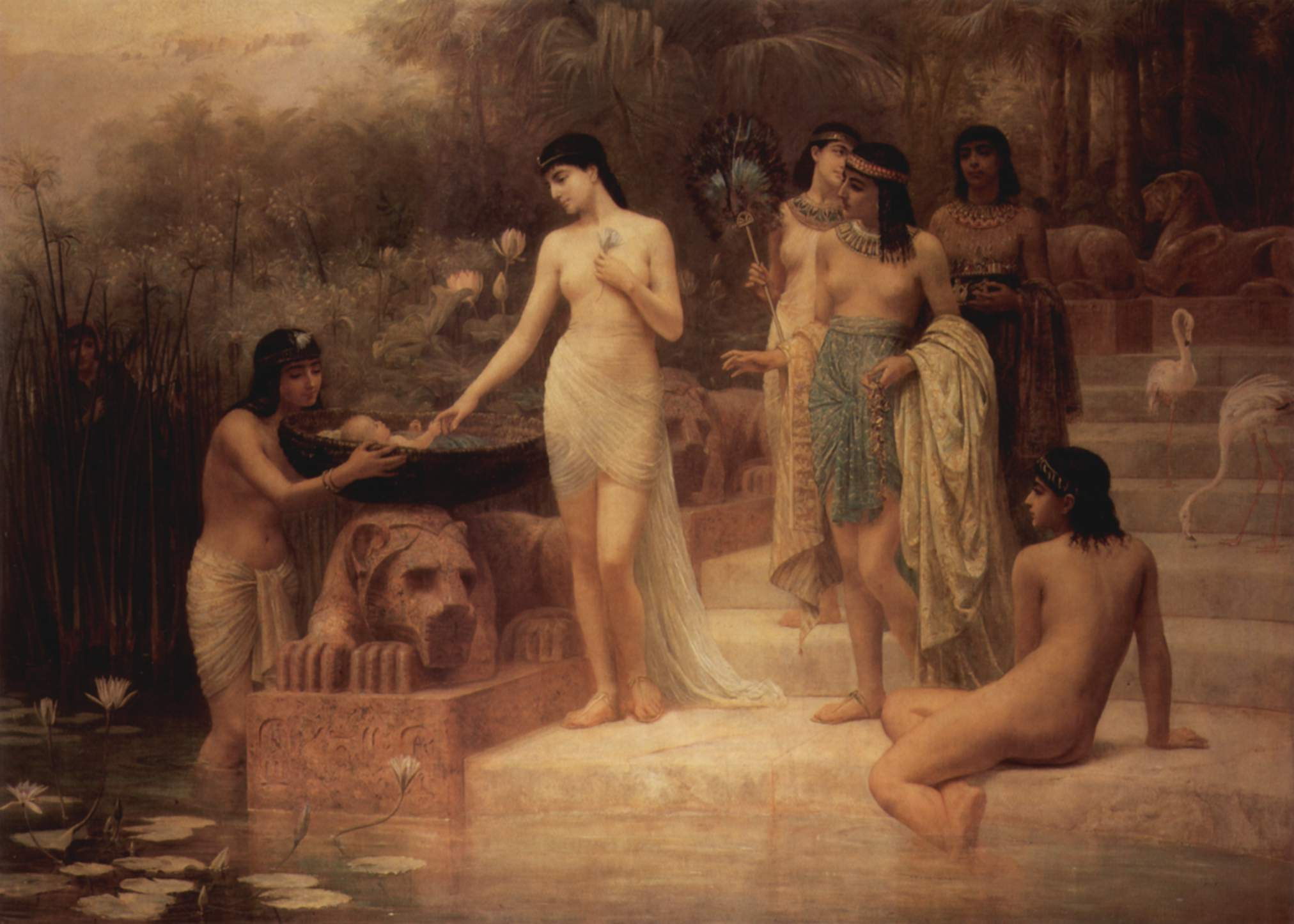
La hija del faraón encuentra a Moisés en el Nilo (pintura de 1886 de Edwin Long)

## Lecturas
En la lectura tradicional de la Torá del sábado, la parashá se divide en siete lecturas, o עליות, aliyot. En el Texto Masorético del Tanaj (Biblia hebrea), Parashat Shemot tiene seis divisiones de «porción abierta» (פתוחה, petuhah) (aproximadamente equivalentes a párrafos, a menudo abreviados con la letra hebrea פ (peh)). La parashat Shemot tiene dos subdivisiones más, llamadas divisiones de «porción cerrada» (סתומה, setumah), abreviadas con la letra hebrea ס (samekh) dentro de las divisiones de porciones abiertas. La primera porción abierta divide la primera lectura. La segunda porción abierta cubre el resto de la primera y parte de la segunda lectura. La tercera porción abierta cubre el resto de la segunda y parte de la tercera lectura. La cuarta porción abierta cubre el resto de la tercera y toda la cuarta y quinta lectura. La quinta porción abierta divide la sexta lectura. Y la sexta porción abierta cubre el resto de la sexta y todas las lecturas de la séptima. Las divisiones de porciones cerradas separan la tercera y la cuarta lectura y concluyen la séptima lectura.

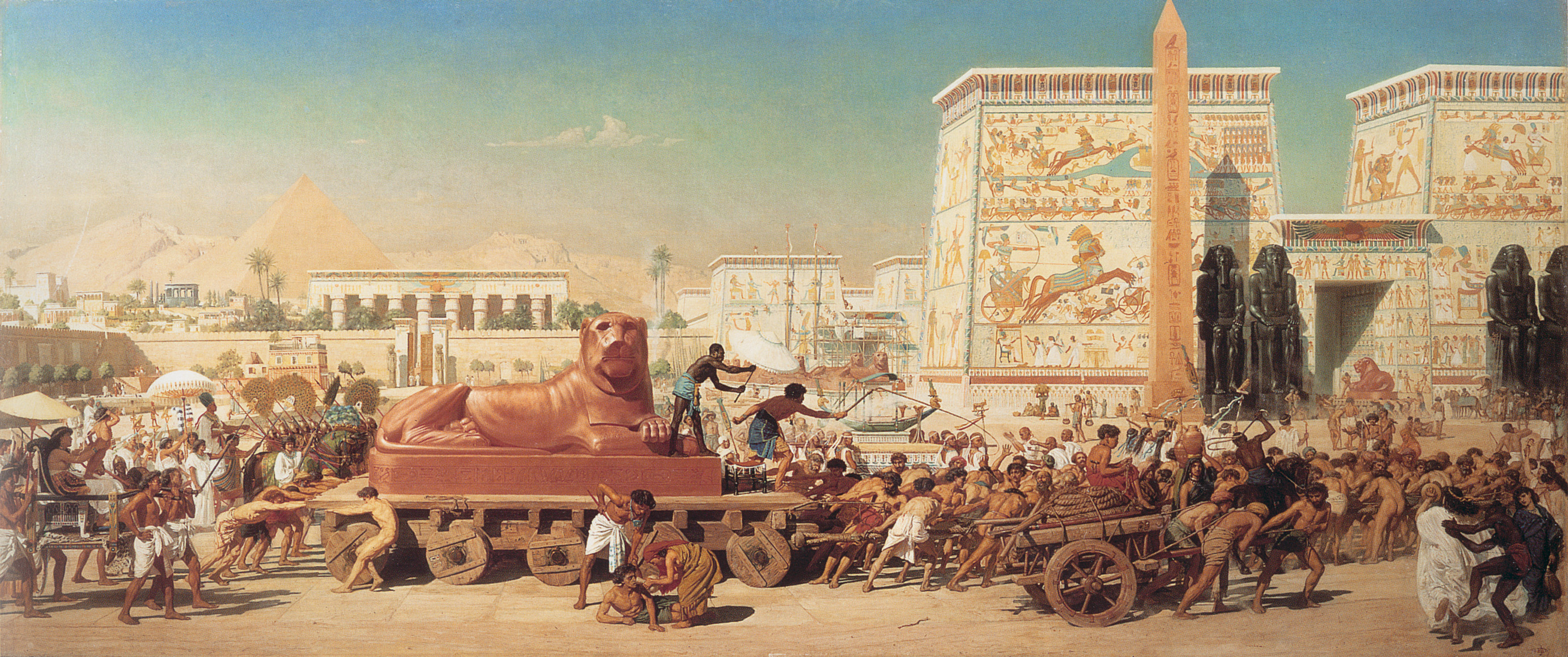
Israel en Egipto (pintura de 1867 de Edward Poynter)

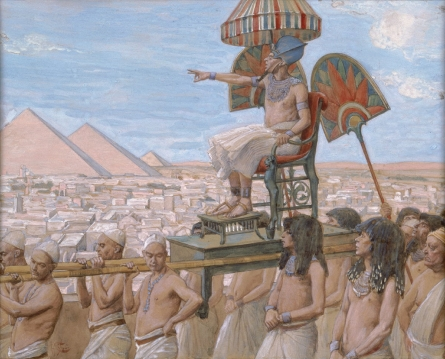
El faraón advierte la importancia del pueblo judío (acuarela circa 1896-1902 de James Tissot)

### Primera lectura: Éxodo 1:1-17
En la primera lectura, 70 descendientes de Jacob bajaron a Egipto, y los israelitas resultaron fértiles y llenaron la tierra. La primera parte abierta termina aquí.
José y toda su generación murieron, y un nuevo faraón, que no conocía a José, ocupó el trono de Egipto. Le dijo a su pueblo que los israelitas se habían vuelto demasiado numerosos y que era necesario actuar con astucia, para que no se multiplicaran y se unieran en una guerra a los enemigos de Egipto. Así que los egipcios pusieron capataces sobre los israelitas para afligirlos con cargas, y los israelitas construyeron ciudades-almacén para el faraón, Heroónpolis y Ramses, pero cuanto más los afligían los egipcios, más se multiplicaban. Los egipcios amargaron la vida de los israelitas con un duro servicio en la fabricación del ladrillo y del mortero, y en el campo.  El faraón dijo a las matronas hebreas Sifra y Pua que cuando asistieran en el parto a las mujeres hebreas, debían matar a los hijos, pero dejar vivir a las hijas. Pero las parteras temían a Dios, y desobedecieron al faraón, salvando también a los bebés varones. La primera lectura termina aquí. 

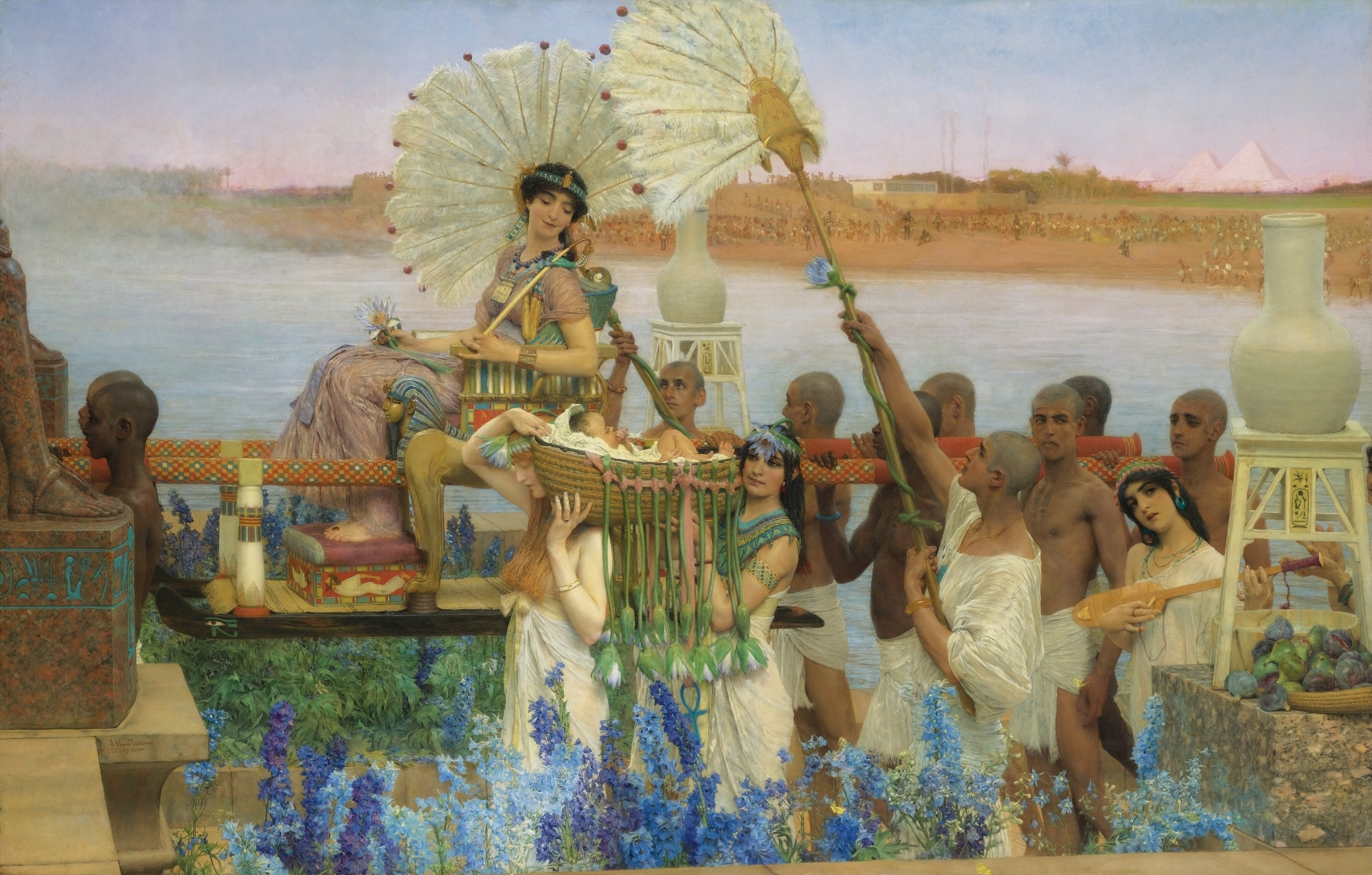
El hallazgo de Moisés (cuadro de 1904 de Lawrence Alma-Tadema)

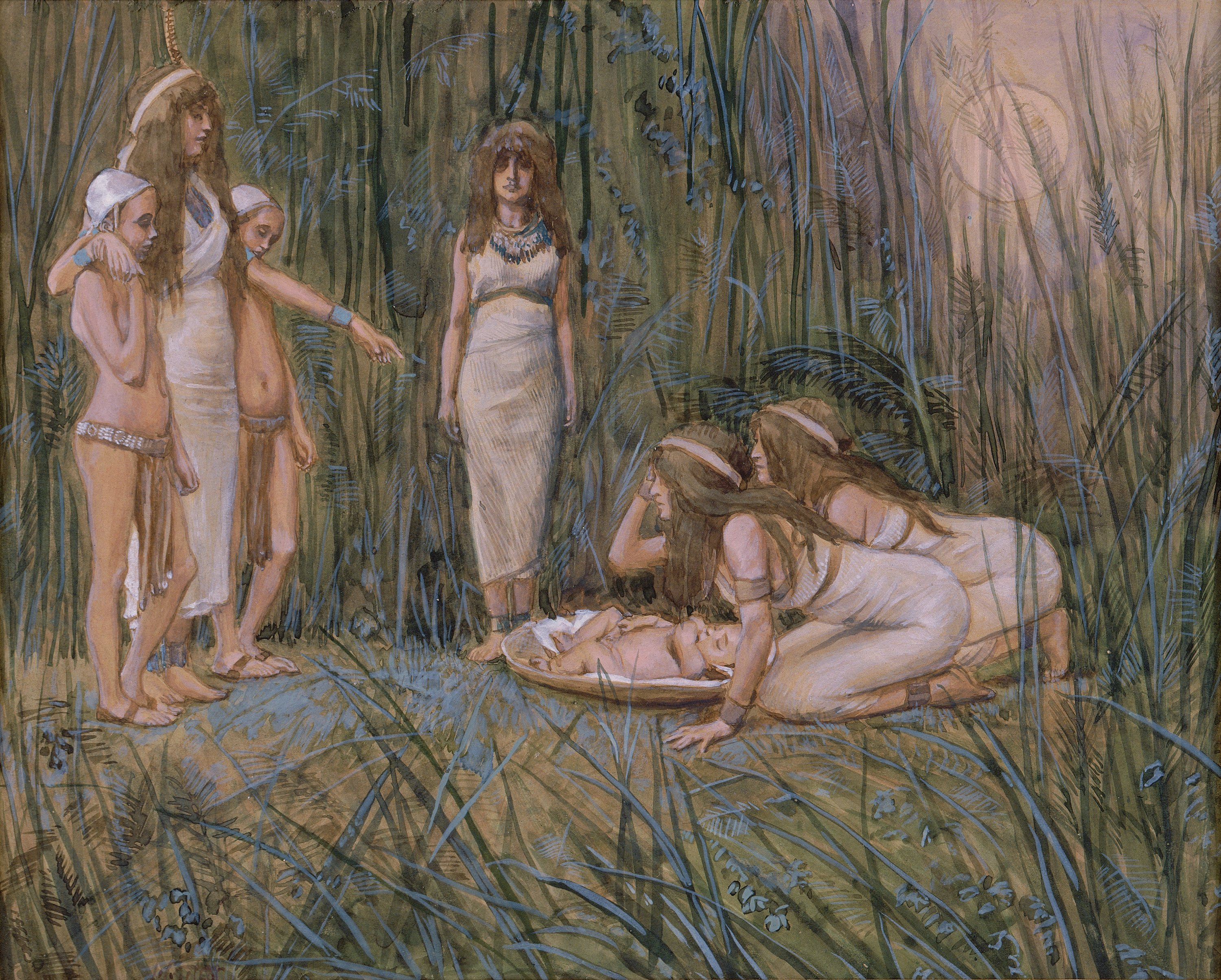
La hija del faraón recibe a la madre de Moisés (acuarela de James Tissot, circa 1896-1902)

### Segunda lectura: Éxodo 1:18-2:10
En la segunda lectura, el faraón preguntó a las parteras por qué habían salvado a los niños, y las parteras le dijeron que las mujeres hebreas eran más vigorosas que las egipcias y daban a luz antes de que una partera pudiera llegar hasta ellas. Dios recompensó a las parteras porque le temían, y Dios les dio casas. Los israelitas continuaron multiplicándose y el faraón ordenó a todo su pueblo que arrojara a todos los niños recién nacidos al río, dejando con vida a las niñas. La segunda parte abierta termina aquí con el final del capítulo 1.
Mientras la lectura continúa con el capítulo 2, una pareja de levitas tuvo un niño y la mujer lo escondió durante tres meses. Cuando ya no pudo ocultarlo más, hizo un arca con juncos, la embadurnó con limo y brea, metió al niño dentro y la depositó en el río. Mientras su hermana observaba, la hija del Faraón fue a bañarse al río, vio el arca y envió a su sirvienta a buscarla. Ella la abrió, vio al niño llorando y se compadeció de él, reconociendo que era uno de los niños hebreos. Su hermana le preguntó a la hija de Faraón si debía llamar a una nodriza entre las mujeres hebreas, y la hija del faraón estuvo de acuerdo. La niña llamó a la madre del niño y la hija del faraón la contrató para que lo cuidara. Cuando el niño creció, su madre lo llevó a la hija del faraón, quien lo adoptó como su hijo, llamándolo Moisés, porque lo sacó del agua. La segunda lectura termina aquí. 

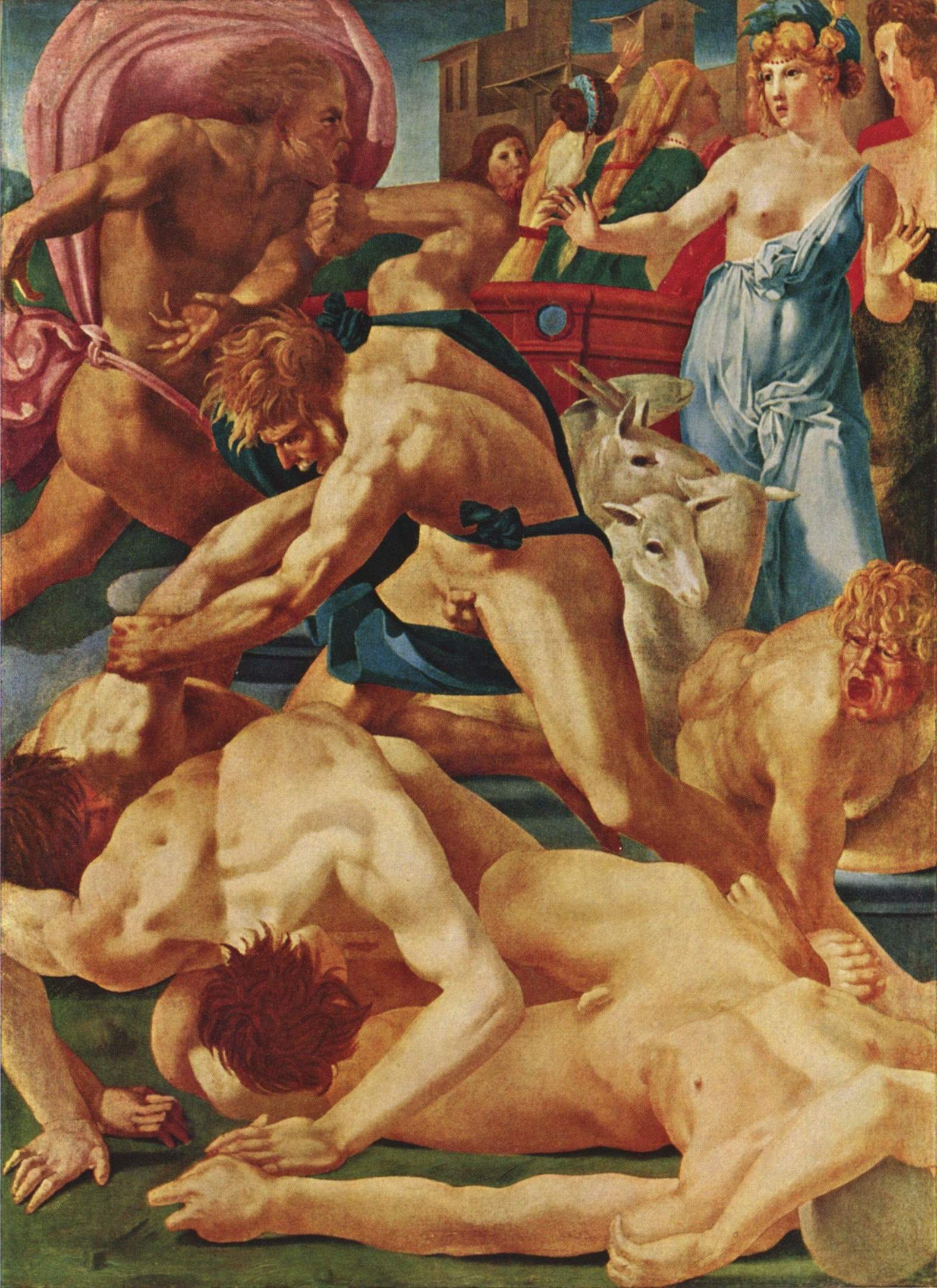
Moisés defendiendo a las hijas de Jetro (pintura de alrededor de 1523 de Rosso Fiorentino)

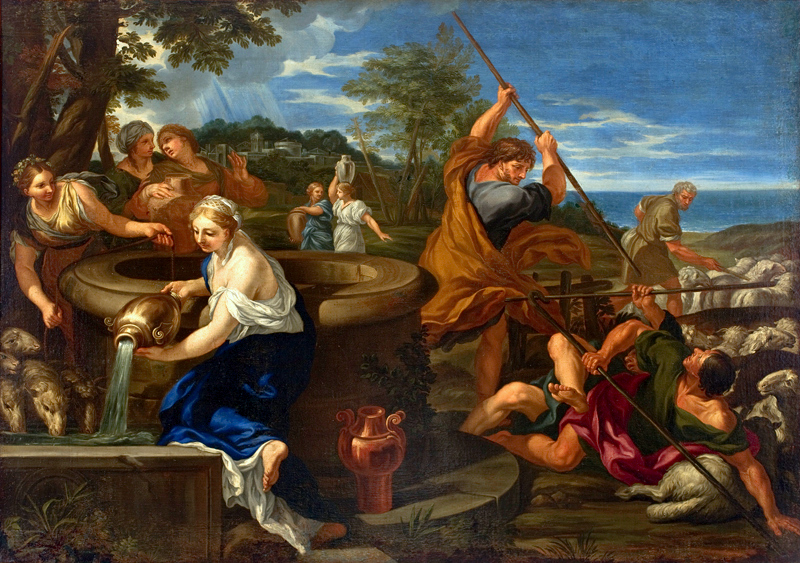
Moisés defendiendo a las hijas de Jetro (pintura de alrededor de 1523 de Ciro Ferri)

### Tercera lectura: Éxodo 2:11-25
En la tercera lectura, cuando Moisés creció, fue a ver a sus hermanos y vio sus cargas. Vio a un egipcio golpeando a un hebreo, miró a un lado y a otro, y al no ver a nadie, golpeó al egipcio y lo escondió en la arena. Al día siguiente, cuando salió, se encontró con dos hebreos que estaban peleando y le preguntó al malhechor por qué había golpeado a su compañero. El hombre preguntó a Moisés quién lo había hecho rey, preguntándole si tenía la intención de matarlo como había hecho con el egipcio, por lo que Moisés se dio cuenta de que su hazaña era conocida. Cuando el faraón se enteró, trató de matar a Moisés, pero este huyó a Madián, donde se sentó junto a un pozo. Las siete hijas del sacerdote de Madián habían ido a abrevar el rebaño de su padre, pero los pastores las ahuyentaron. Moisés se levantó y ayudó a las hijas, y dio de beber a su rebaño. Cuando llegaron a casa de su padre Jetró, él les preguntó cómo habían podido volver a casa tan temprano, y ellas le explicaron que un egipcio las había liberado de los pastores y también había sacado agua para el rebaño. Entonces Reuel preguntó a sus hijas por qué habían dejado allí al hombre y les dijo que lo llamaran para que se reuniera con ellas para comer. Moisés se mostró conforme con vivir con el hombre, y este le dio a su hija Séfora para que se casara con él. Moisés y Séfora tuvieron un niño, al que Moisés llamó Gershom, diciendo que había sido un extranjero en tierra extraña. La tercera parte abierta termina aquí.

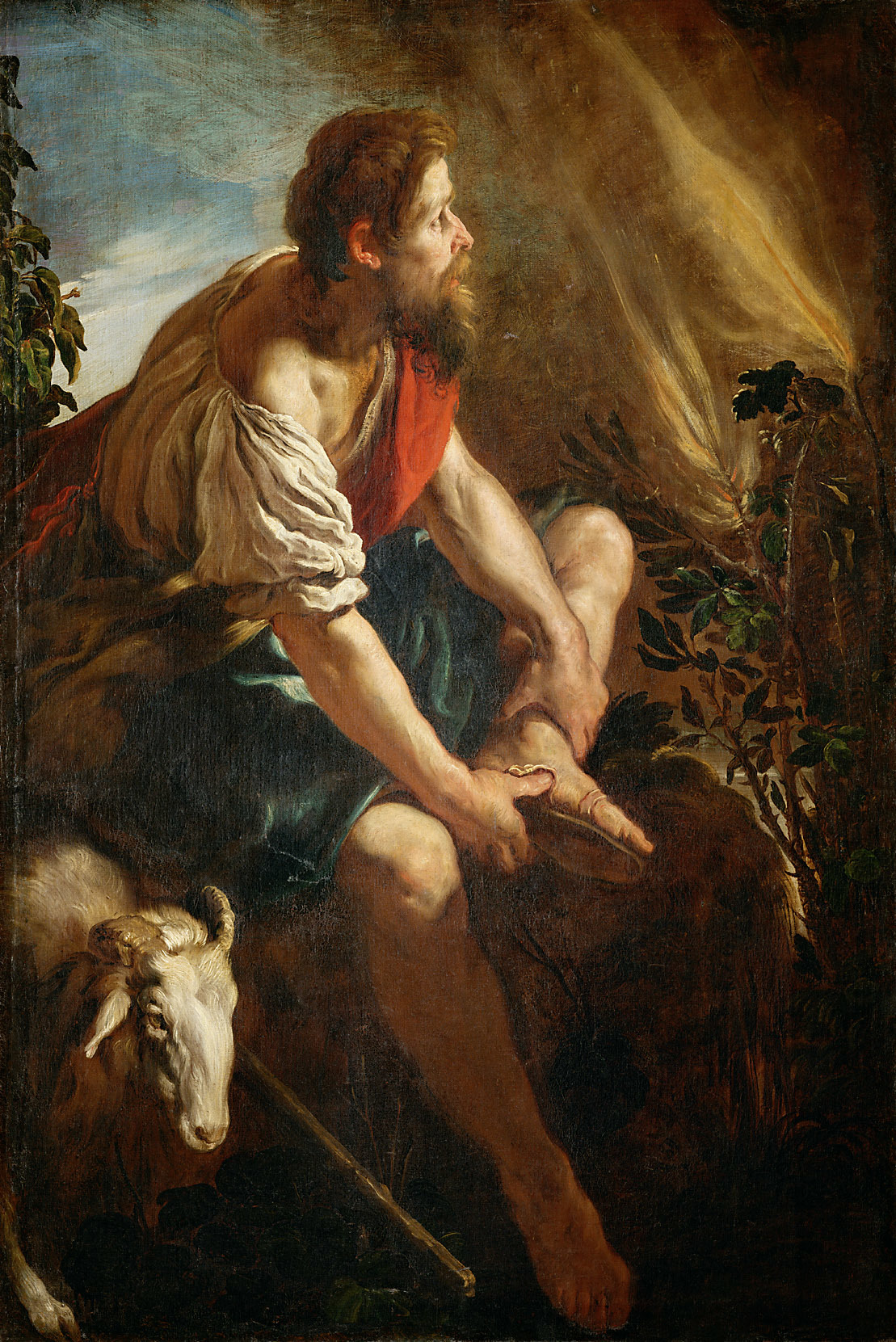
Moisés en la zarza ardiente (pintura de Domenico Fetti, circa 1615-1617)

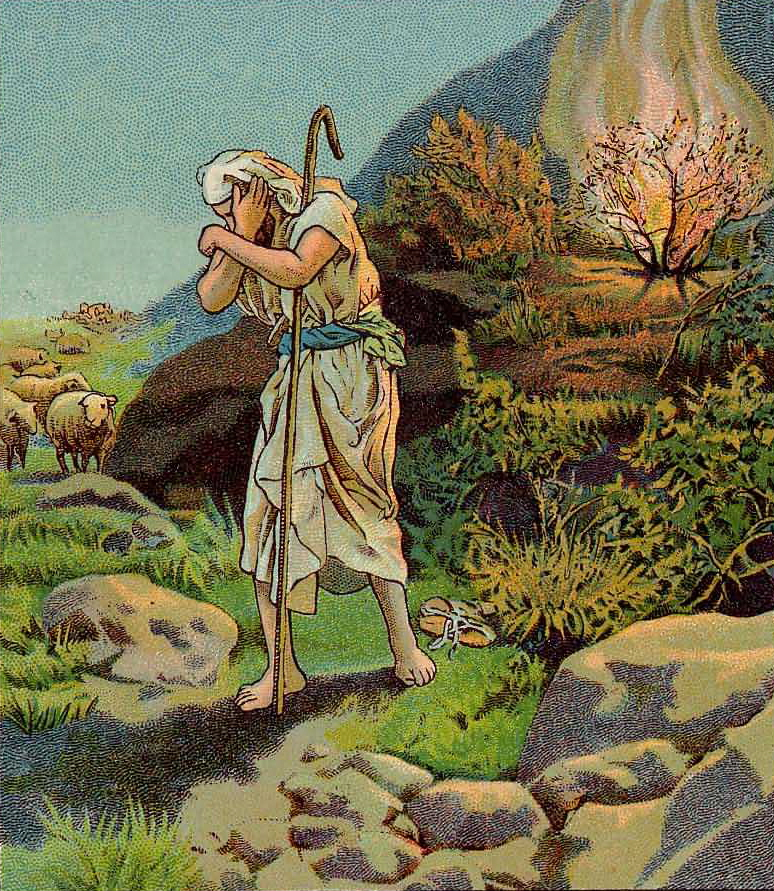
La llamada de Moisés (ilustración de una tarjeta bíblica publicada en 1900 por Providence Lithograph Company)

### Cuarta lectura: Éxodo 3:1-15
En la cuarta lectura, en el capítulo 3, cuando Moisés estaba cuidando el rebaño de su suegro Jetró en el monte de Dios, Horeb (otro nombre para el monte bíblico Sinaí), el ángel de Dios se le apareció en una llama en medio de un zarza que ardía pero no se consumía. Dios llamó a Moisés desde la zarza, y Moisés respondió: «Aquí estoy». Dios le dijo a Moisés que no se acercara y que se quitara las sandalias, porque el lugar donde estaba era tierra santa. Dios, identificado como el Dios de Abraham, Isaac y Jacob, informó haber visto la aflicción de los israelitas y haber oído su clamor, y prometió liberarlos de Egipto y llevarlos a Canaán, una tierra donde fluye leche y miel. Dios le dijo a Moisés que lo enviaba al faraón para sacar a los israelitas de Egipto, pero Moisés preguntó quién era él para hacerlo. Dios le dijo a Moisés que estaría con él, y que después de sacarlos de Egipto, serviría a Dios en esa montaña. Moisés le preguntó a Dios a quién debía decir que lo enviaba a los israelitas, y Dios dijo: «Yo seré lo que yo seré» (אֶהְיֶה אֲשֶׁר אֶהְיֶה, Ehyeh-Asher-Ehyeh), y le dijo a Moisés que les dijera a los israelitas que «Yo Seré» (אֶהְיֶה, Ehyeh) lo envió. Dios le dijo a Moisés que les dijera a los israelitas que el Señor (יְהוָה, YHVH), el Dios de sus padres, el Dios de Abraham, Isaac y Jacob, lo había enviado, y que este sería el Nombre de Dios para siempre.  La cuarta lectura termina aquí. 

### Quinta lectura: Éxodo 3:16-4:17
En la quinta lectura, Dios ordenó a Moisés que les contara a los ancianos de Israel lo que Dios había prometido, y predijo que harían caso a Moisés y se irían con él a decirle al faraón que Dios se había reunido con ellos y pedirle que les permitiera ir tres días de viaje al desierto para ofrecer sacrificios a Dios. 
 Dios sabía que el faraón no los dejaría ir a menos que una mano poderosa lo obligara, por lo que Dios golpearía a Egipto con maravillas, y entonces el faraón los dejaría ir. Dios haría que los egipcios vieran favorablemente a los israelitas, de modo que estos no se fueran con las manos vacías, sino que cada mujer le pidiera a su vecina joyas y ropa y los israelitas despojaron a los egipcios. Moisés predijo que no le creerían, así que Dios le dijo que arrojara su vara al suelo, esta se convirtió en una serpiente y Moisés huyó de ella.  Dios le dijo a Moisés que lo tomara por la cola, él lo hizo, y se convirtió en una vara de nuevo.  Dios explicó que esto era para que pudieran creer que Él se le había aparecido. Entonces Dios le dijo a Moisés que metiera la mano en el seno, y cuando la sacó, su mano estaba leprosa, tan blanca como la nieve. Dios le dijo que volviera a meter la mano en el seno, y cuando la sacó, había vuelto a la normalidad. Dios predijo que si no hacían caso de la primera señal, creerían en la segunda, y si no creían en esas dos señales, Moisés tomaría agua del río y la derramaría sobre la tierra, y el agua se convertiría en sangre. Moisés comentó que no era un hombre de palabras, sino lento para hablar, pero Dios le preguntó quién había hecho la boca del hombre, así que Moisés debía ir, y Dios le enseñaría qué decir. Moisés suplicó a Dios que enviara a otra persona y Dios se enojó con Moisés. Dios dijo que el hermano de Moisés, Aarón, que hablaba bien, iba a ir a su encuentro, que Moisés le diría las palabras que Dios les enseñaría, que él sería el portavoz de Moisés y que Moisés sería como Dios para él. Y Dios le dijo a Moisés que llevara su bastón para realizar señales. La quinta lectura y la cuarta parte abierta terminan aquí.

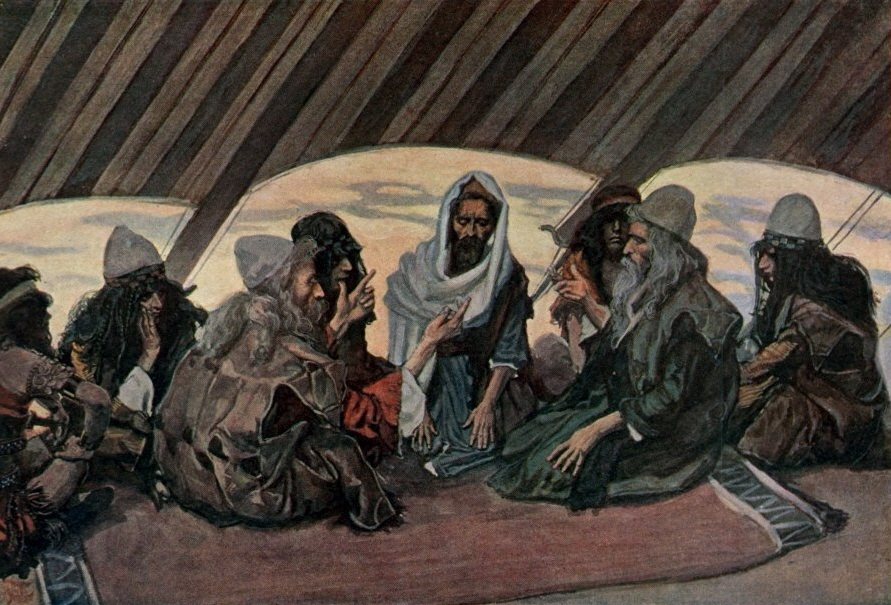
Jethro y Moisés (acuarela circa 1896-1902 por James Tissot)

### Sexta lectura: Éxodo 4:18-31
En la sexta lectura, Moisés volvió a ver a Jetro y le pidió que le dejara regresar a Egipto, y Jetro le dijo que se fuera en paz. Dios le dijo a Moisés que podía regresar porque todos los hombres que intentaron matarlo estaban muertos. Moisés tomó a su esposa y a sus hijos y la vara de Dios y regresó a Egipto. Dios le dijo a Moisés que se asegurara de actuar ante el faraón. Moisés tomó a su esposa y a sus hijos y la vara de Dios y regresó a Egipto. Dios le dijo a Moisés que se asegurara de realizar ante el faraón todas las maravillas que Dios había puesto en su mano, pero que Dios endurecería su corazón, y no dejaría ir al pueblo. Y Moisés debía decirle al faraón que Israel era el hijo primogénito de Dios y el faraón debía dejar ir al hijo de Dios para servir a Dios, y si se negaba, Dios mataría al hijo primogénito del faraón. En el lugar de alojamiento a lo largo del camino, Dios trató de matarlo. Entonces Séfora tomó una piedra de pedernal y circuncidó a su hijo, y tocó sus piernas con ella, diciendo que él era un novio de sangre para ella, por lo que Dios lo dejó en paz. La quinta parte abierta termina aquí. 

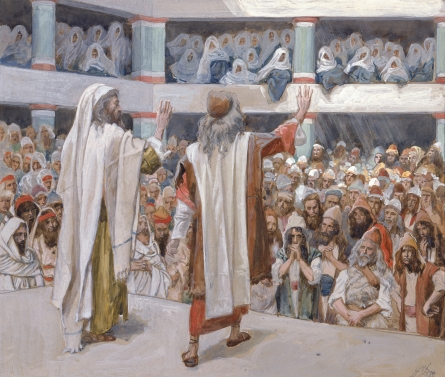
Moisés y Aarón hablan al pueblo (acuarela circa 1896-1902 de James Tissot)

Mientras continuaba la lectura, Dios le dijo a Aarón que fuera al desierto a encontrarse con Moisés, y él fue, se encontró con él en la montaña de Dios y lo besó. Moisés le contó todo lo que Dios había dicho, y reunieron a los ancianos israelitas y Aarón les contó lo que Dios había dicho y realizó las señales. El pueblo creyó, y cuando oyeron que Dios se había acordado de ellos y había visto su aflicción, inclinaron la cabeza y le adoraron. La sexta lectura termina aquí con el final del capítulo 4.

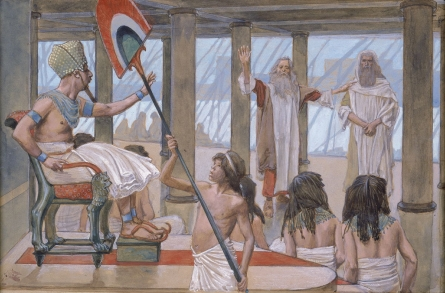
Moisés habla con el faraón (acuarela circa 1896-1902 de James Tissot)

### Séptima lectura: Éxodo 5:1-6:1
En la séptima lectura, en el capítulo 5, Moisés y Aarón le dijeron al faraón que Dios dijo que dejara ir a su pueblo para que pudieran celebrar una fiesta en honor a Dios en el desierto, pero el faraón preguntó quién era ese Dios para que dejara ir a Israel. Dijeron que Dios se había reunido con ellos y le pidieron al Faraón que los dejara ir tres días al desierto y ofrecer sacrificios a Dios, para que Dios no cayera sobre ellos con pestilencia o la espada. El faraón les preguntó por qué hacían que la gente descansara de su trabajo, y ordenó que los capataces les impusieran más trabajo y que ya no les dieran paja para hacer ladrillos sino que los obligaran a ir a recoger paja para hacer la misma cantidad de ladrillos.

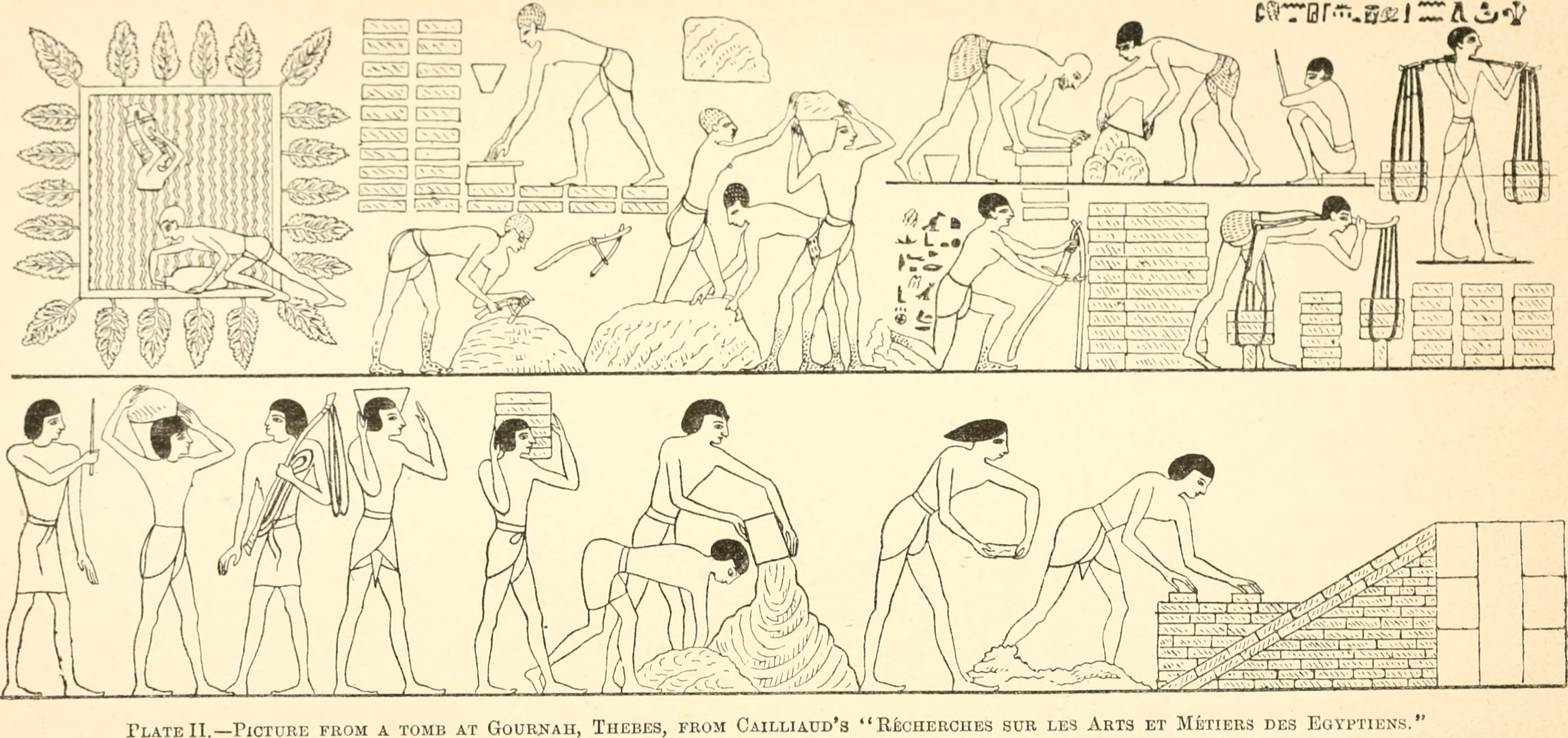
Fabricación de ladrillos en el antiguo Egipto (ilustración basada en las de la tumba de Rejmira del libro de 1881 La Biblia y la ciencia de Thomas Lauder Brunton)

La gente se dispersó para recoger paja y los capataces golpearon a los oficiales israelitas, preguntándoles por qué no habían cumplido la cuota de producción de ladrillos como antes. Los israelitas clamaron al faraón, preguntándole por qué trataba tan duramente a sus siervos, pero él dijo que eran ociosos si tenían tiempo para pedir ir a sacrificar a Dios. Así que los oficiales se reunieron con Moisés y Aarón cuando volvían de la reunión con el faraón y los acusaron de hacer que los israelitas fueran aborrecibles para el faraón y sus siervos y de darles un arma para matar al pueblo.
Con la lectura del «maftir» (מפטיר), que concluye la parashá, Moisés le preguntó a Dios por qué había tratado tan mal al pueblo y por qué lo había enviado a él, ya que desde que había ido a hablar en nombre de Dios al faraón, este había tratado mal al pueblo y Dios no lo había liberado. Y Dios le dijo a Moisés que ahora vería lo que Dios le haría a Faraón, porque por mano fuerte dejaría ir al pueblo, y por mano fuerte lo expulsaría de su tierra. La séptima lectura, una porción cerrada, y la parashá terminan aquí. 

### Lecturas según el ciclo trienal
Los judíos que leen la Torá según el ciclo trienal de lectura de la Torá leen la parashá según el siguiente calendario:

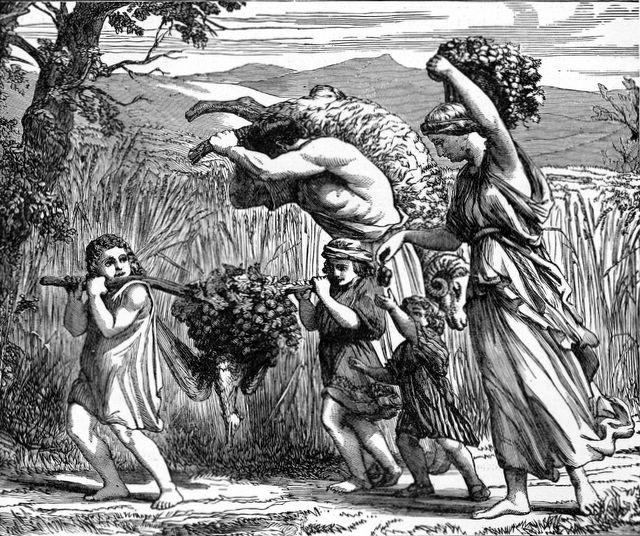
Una tierra donde fluyen la leche y la miel (ilustración de Henry Davenport Northrop de 1894, Tesoros de la Biblia)

|          | Año 1                                    | Año 2                                        | YAño 3                                   |
|          | Enero 2023, Enero 2026, Enero 2029 . . . | Enero 2024, Enero 2027, Diciembre 2029 . . . | Enero 2025, Enero 2028, Enero 2031 . . . |
| Lecturas | 1:1–2:25                                 | 3:1–4:17                                     | 4:18–6:1                                 |
| -------- | ---------------------------------------- | -------------------------------------------- | ---------------------------------------- |
| 1        | 1:1–7                                    | 3:1–6                                        | 4:18–20                                  |
| 2        | 1:8–12                                   | 3:7–10                                       | 4:21–26                                  |
| 3        | 1:13–17                                  | 3:11–15                                      | 4:27–31                                  |
| 4        | 1:18–22                                  | 3:16–22                                      | 5:1–5                                    |
| 5        | 2:1–10                                   | 4:1–5                                        | 5:6–9                                    |
| 6        | 2:11–15                                  | 4:6–9                                        | 5:10–14                                  |
| 7        | 2:16–25                                  | 4:10–17                                      | 5:15–6:1                                 |
| Maftir   | 2:23–25                                  | 4:14–17                                      | 5:22–6:1                                 |

## En paralelos antiguos
La parashá tiene paralelos en las siguientes  
fuentes antiguas:

### Éxodo capítulo 3
Éxodo 3:8 y 17, 13:5 y 33:3, Levítico 20:24, Números 13:27 y 14:8, y Deuteronomio 6:3, 11:9, 26:9 y 15, 27:3 y 31:20 describen la Tierra de Israel como una tierra que mana «leche y miel». De manera similar, el cuento egipcio medio (principios del segundo milenio a. C.) de Sinuhe describía la Tierra de Israel o, como la llamaba el cuento egipcio, la tierra de Yaa: «Era una buena tierra llamada Yaa. Había higos y uvas. Tenía más vino que agua. Abundante era su miel, abundante su aceite. Todo tipo de frutas estaban en sus árboles. Había cebada y farro, y un sinfín de ganado de todo tipo. »

## En la interpretación bíblica interna
La parashá tiene paralelismos o se discute en estas fuentes bíblicas:

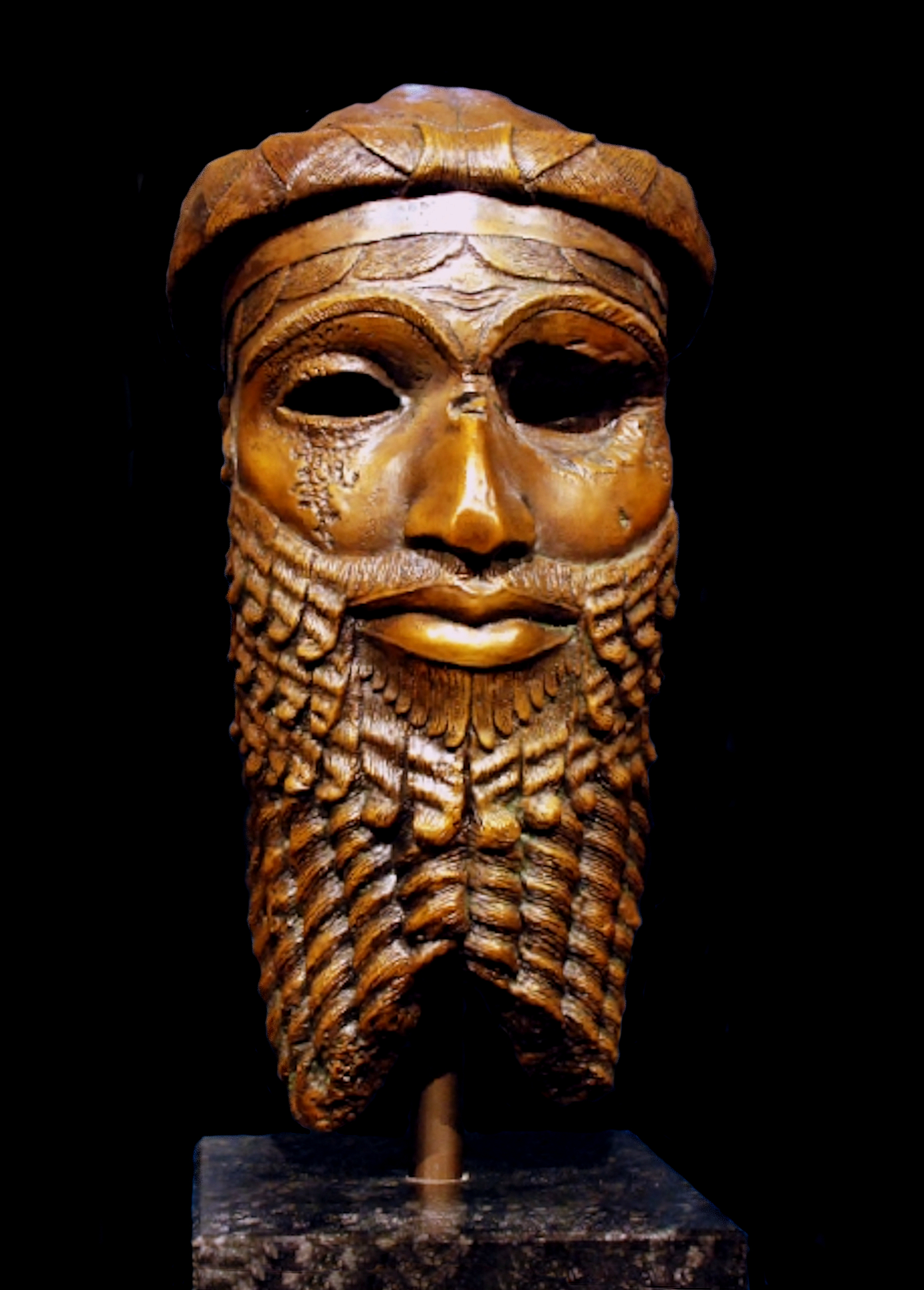
Sargón

### Éxodo, capítulo 1
El informe de Éxodo 1:7 de que los israelitas fueron fructíferos y se multiplicaron se hace eco de Génesis 47:27.

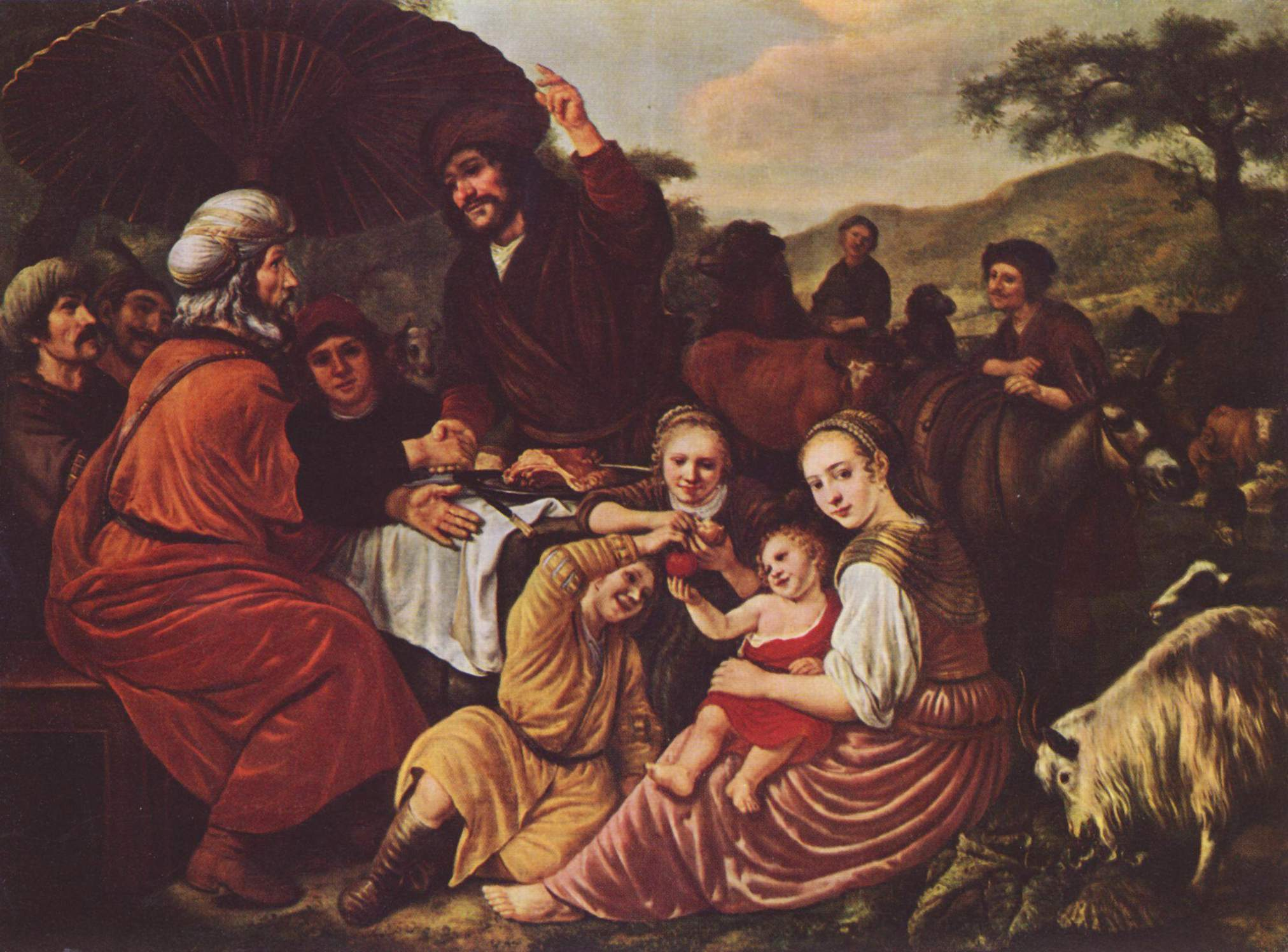
Moisés y Jetro (pintura de Jan Victors, circa 1635)

### Éxodo, capítulo 2
El encuentro de Moisés y Séfora en el pozo, en Éxodo 2:15-21, es el tercero de varios encuentros de la Torá en abrevaderos que conducen al matrimonio. También del mismo tipo de escena son el encuentro del siervo de Abraham (en nombre de Isaac) con Rebeca en el pozo en Génesis 24:11-27 y el encuentro de Jacob con Raquel en el pozo en Génesis 29:1-12. Cada una de ellas implica (1) un viaje a una tierra lejana, (2) una parada en un pozo, (3) una joven que se acerca al pozo para sacar agua, (4) una heroica extracción de agua, (5) la joven que regresa a casa para informar a su familia, (6) el hombre visitante que es presentado a la familia, y (7) un matrimonio posterior. 
Robert Wilson señaló que el lenguaje que se utiliza en Éxodo 2:23 y 3:7-9 para relatar la liberación de Israel de Egipto por parte de Dios se repite en el lenguaje que se utiliza en 1 Samuel 9:16 para relatar la elevación de Saúl.
En Éxodo 2:24 y 6:5-6, Dios recordó su pacto con Abraham, Isaac y Jacob para liberar a los israelitas de la esclavitud egipcia. Del mismo modo, Dios se acordó de Noé para librarlo del diluvio en Génesis 8:1; Dios prometió recordar su pacto de no volver a destruir la Tierra por un diluvio en Génesis 9:15-16; Dios se acordó de Abraham para librar a Lot de la destrucción de Sodoma y Gomorra en Génesis 19:29; Dios se acordó de Raquel para librarla de la esterilidad en Génesis 30:22; Moisés invocó a Dios para que recordara el pacto de Dios con Abraham, Isaac y Jacob de librar a los israelitas de la ira de Dios tras el incidente del becerro de oro en Éxodo 32:13 y Deuteronomio 9:27; Dios promete «recordar». El pacto de Dios con Jacob, Isaac y Abraham para liberar a los israelitas y la Tierra de Israel en Levítico 26:42-45; los israelitas debían tocar sus trompetas para ser recordados y liberados de sus enemigos en Números 10:9; Sansón pidió a Dios que lo liberara de los filisteos en Jueces 16:28; Ana oró para que Dios se acordara de ella y la librara de la esterilidad en 1 Samuel 1:11 y Dios se acordó de la oración de Ana para librarla de la esterilidad en 1 Samuel 1:19; Ezequías pidió a Dios que se acordara de la fidelidad de Ezequías para librarlo de la enfermedad en 2 Reyes 20:3 e Isaías 38:3; Jeremías pidió a Dios que recordara su pacto con los israelitas de no condenarlos en Jeremías 14:21; Jeremías pidió a Dios que se acordara de él y pensara en él, y que lo vengara de sus perseguidores en Jeremías 15:15; Dios promete recordar el pacto su con los israelitas y establecer un pacto eterno en Ezequiel 16:60; Dios recuerda el clamor de los humildes en Sion para vengarlos en el Salmo 9:13; David invocó a Dios para que recordara su compasión y misericordia en el Salmo 25:6; Asaf invocó a Dios para que recordara a su congregación y la librara de sus enemigos en el Salmo 74:2; Dios recordó que los israelitas eran solo humanos en el Salmo 78:39; Etán el ezraíta pidió a Dios que recordara lo corta que fue la vida de Ethan en el Salmo 89:48; Dios recuerda que los humanos no son más que polvo en el Salmo 103:14; Dios recuerda el pacto de Dios con Abraham, Isaac y Jacob en el Salmo 105:8-10; Dios recuerda la palabra que le dio a Abraham de liberar a los israelitas a la Tierra de Israel en el Salmo 105: 42-44; el salmista pide a Dios que se acuerde de él para favorecer al pueblo de Dios, que piense en él en la salvación de Dios, para que pueda contemplar la prosperidad del pueblo de Dios en el Salmo 106:4-5; Dios se acordó de su pacto y se arrepintió según su misericordia para liberar a los israelitas tras su rebelión e iniquidad en el Salmo 106: 4-5; el salmista pide a Dios que recuerde la palabra de Dios a su siervo para darle esperanza en el Salmo 119:49; Dios se acordó de nosotros en nuestro estado de debilidad para librarnos de nuestros adversarios en el Salmo 136:23-24; Job pidió a Dios que se acordara de él para librarlo de la ira de Dios en el Libro de Job 14:13; Nehemías rezó a Dios para que recordara la promesa de Dios a Moisés de liberar a los israelitas del exilio en Nehemías 1:8; y Nehemías rezó a Dios para que lo recordara y lo liberara para siempre en Nehemías 13:14-31.

### Éxodo, capítulo 4
La Biblia hebrea menciona la enfermedad de la piel (צָּרַעַת, tzara'at) y a una persona afectada por la enfermedad de la piel (מְּצֹרָע, metzora) en varios lugares, a menudo (y a veces incorrectamente) traducido como «lepra» y «un leproso». En Éxodo 4:6, para ayudar a Moisés a convencer a los demás de que Dios lo había enviado, Dios le ordenó a Moisés que metiera la mano en su pecho, y cuando la sacó, su mano estaba «leprosa (מְצֹרַעַת, m'tzora'at), blanca como la nieve». En Levítico 13-14, la Torá establece normas para las enfermedades de la piel (צָּרַעַת, tzara'at) y para las personas afectadas por enfermedades de la piel (מְּצֹרָע, metzora). En Números 12:10, después de que Miriam hablara en contra de Moisés, la nube de Dios se retiró del Tienda de la Reunión y «Miriam quedó leprosa (מְצֹרַעַת, m'tzora'at), blanca como la nieve». En Deuteronomio 24:8-9, Moisés advirtió a los israelitas que en caso de enfermedad de la piel (צָּרַעַת, tzara'at) debían observar diligentemente todo lo que los sacerdotes les enseñaran, recordando lo que Dios le hizo a Miriam. En 2 Reyes 5:1-19 (parte de la Haftará para la parashá Tazría), el profeta Eliseo cura a Naamán, el comandante del ejército del rey de Aram, que era un «leproso» (מְצֹרָע, «metzora»). En 2 Reyes 7:3-20 (parte de la haftarah para la parashá Metzora), se cuenta la historia de cuatro «hombres leprosos» (מְצֹרָעִים, «m'tzora'im») en la puerta durante el asedio arameo de Samaria. Y en 2 Crónicas 26:19, después de que el rey Uzías intentara quemar incienso en el Templo de Jerusalén, «la lepra (צָּרַעַת, tzara'at) brotó en su frente».

## En la interpretación no rabínica temprana
La parashá tiene paralelismos o se discute en estas fuentes no rabínicas tempranas:

### Éxodo, capítulo 1
Filo explicó que el faraón ordenó que se permitiera vivir a las niñas, porque las mujeres eran reacias e incapaces para la guerra, y el faraón ordenó que se destruyera a los niños, porque una abundancia de hombres podría ser «una fortaleza difícil de tomar y difícil de destruir». 

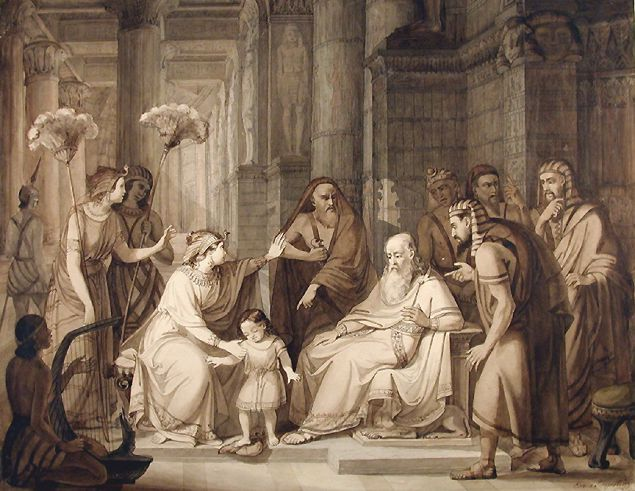
Moisés pisoteando la corona del faraón (ilustración de 1846 de Enrico Tempestini)

### Capítulo 2
Josefo informó de que la hija del faraón, llamada Thermuthis, vio que Moisés era un niño tan extraordinario que lo adoptó como su hijo, al no tener ella ninguno. Una vez llevó a Moisés ante su padre el faraón, se lo mostró y dijo que pensaba hacer de Moisés su sucesor, si no tenía un hijo legítimo propio. La hija del faraón dijo que Moisés era de forma divina y mente generosa, que lo había recibido del río y que pensaba que era apropiado adoptarlo y hacerlo heredero del reino del faraón. Puso al niño en manos del faraón, y el faraón lo abrazó y, por cuenta de su hija, de manera agradable, puso su corona en la cabeza del niño. Pero Moisés arrojó la corona al suelo y la pisoteó. Cuando el escriba lo vio, trató de matar a Moisés, gritando que este niño era el predicho, que si los egipcios lo mataban, ya no estarían en peligro. El escriba dijo que el propio Moisés atestiguaba la predicción al pisotear la corona del faraón. El escriba pidió al faraón que se llevara a Moisés y librara a los egipcios del miedo. Pero la hija del faraón se interpuso y arrebató a Moisés. Y el faraón no ordenó matar a Moisés, porque Dios inclinó al faraón a perdonarle.Josefo,

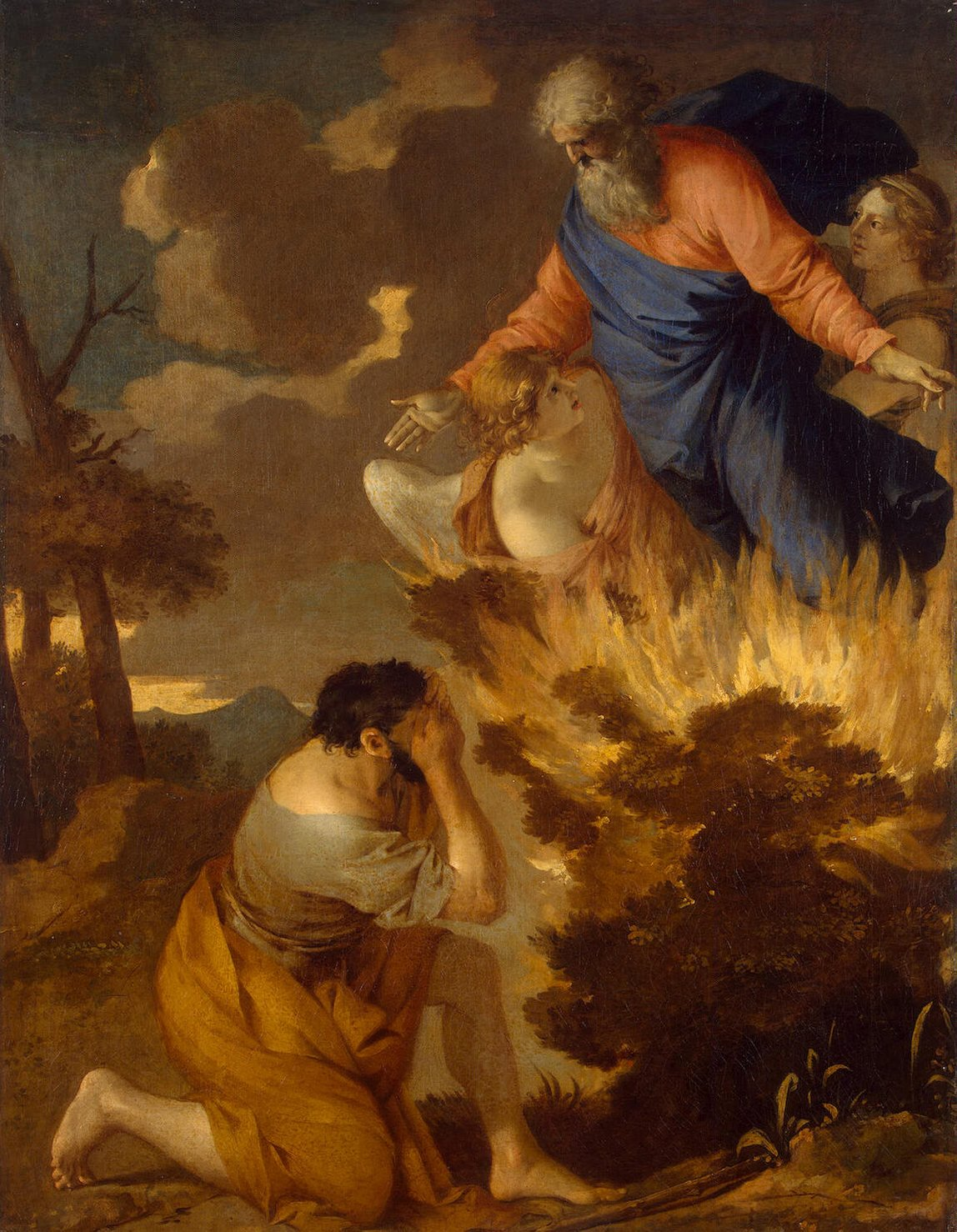
La zarza ardiente (pintura del de Sébastien Bourdon en el Museo del Hermitage)

### Capítulo 3
Filón dijo que cuando Moisés conducía su rebaño, se encontró con un bosque en un valle, donde vio un arbusto que de repente se incendió sin que nadie le prendiera fuego. Estaba completamente envuelto por las llamas, como si el fuego procediera de una fuente que lo rociara, pero permaneció entero sin consumirse, como si tomara el fuego como su propio combustible. En medio de la llama había una hermosa forma, una imagen divina, que emitía una luz más brillante que el fuego, que cualquiera podría haber imaginado como la imagen del Dios vivo. Pero Filón dijo que se llamara ángel, porque simplemente relataba los acontecimientos que estaban a punto de suceder en un silencio más claro que cualquier voz. Porque la zarza ardiente era un símbolo del pueblo oprimido, y el fuego ardiente era un símbolo de los opresores. Y el hecho de que la zarza ardiente no se consumiera simbolizaba que el pueblo oprimido no sería destruido por quienes lo atacaban, sino que su hostilidad sería infructuosa y no tendría éxito. El ángel era el emblema de la Providencia de Dios.

## En la interpretación rabínica clásica
La parashá es ampliamente discutida por los rabinos palestinos y otros eruditos en la literatura rabínica clásica, incluyendo la Mishná, el Talmud y el Midrash. 

### Éxodo, capítulo 1
El rabino Shimon bar Yojai interpretó 1 Samuel 2:27 para mostrar que la Shejiná acompañó a los israelitas durante su exilio en Egipto, destacando su condición de amados ante Dios.
Un «midrash» dedujo de las palabras «estos son los nombres de los hijos de Israel» en Éxodo 1:1 que Israel es igual en importancia a Dios con la Hueste celestial. Éxodo 1:1 incluye la palabra «nombres», y el Salmo 147:4 también utiliza «nombres» para referirse a las estrellas, diciendo de Dios: «Él cuenta el número de las estrellas; Él les da a todas sus nombres». Así que Dios contó su número cuando Israel y su séquito llegaron a Egipto. Como se les comparaba con estrellas, Dios los llamó a todos por sus nombres. Por eso, Éxodo 1:1 dice: «Estos son los nombres».
El Sifre preguntó por qué Éxodo 1:5 hace especial mención de José, diciendo: «José ya estaba en Egipto», cuando el lector ya lo sabría. El Sifre explicó que la Escritura quería decir con ello hablar de la rectitud de José. José pastoreaba el rebaño de Jacob, y aunque el faraón hizo a José como un rey en Egipto, siguió siendo José en su rectitud. [ref] Sifre a Deuteronomio 334:3:2. [/ref]
Como Éxodo 1:6 informa que «José murió, y todos sus hermanos», un midrash informa que los rabinos concluyeron que José murió antes que sus hermanos. El rabino Yehudah Hanasí enseñó que José murió antes que sus hermanos porque José «ordenó a sus sirvientes, los médicos, que embalsamaran a su padre» (como se relata en Génesis 50:2). Pero los rabinos enseñaron que Jacob había ordenado a sus hijos que lo embalsamaran, ya que Génesis 50:12 relata que «sus hijos le hicieron lo que él les había mandado». Según los rabinos, José murió antes que sus hermanos porque casi cinco veces Judá le dijo a José: «Tu siervo mi padre, tu siervo mi padre» (cuatro veces él mismo en Génesis 44:24, 27, 30 y 31, y una vez junto con sus hermanos en Génesis 43:48), pero José lo oyó y guardó silencio (sin corregir a Judá para mostrar humildad a su padre).  Por otra parte, el Talmud babilónico relata que Hama bar Hanina, hijo del rabino Ḥanina, enseñó que José murió antes que sus hermanos, como demuestra el orden en Éxodo 1:6, porque se comportaba con aire de superioridad. Los que no ocupaban puestos de liderazgo siguieron viviendo después de su muerte.

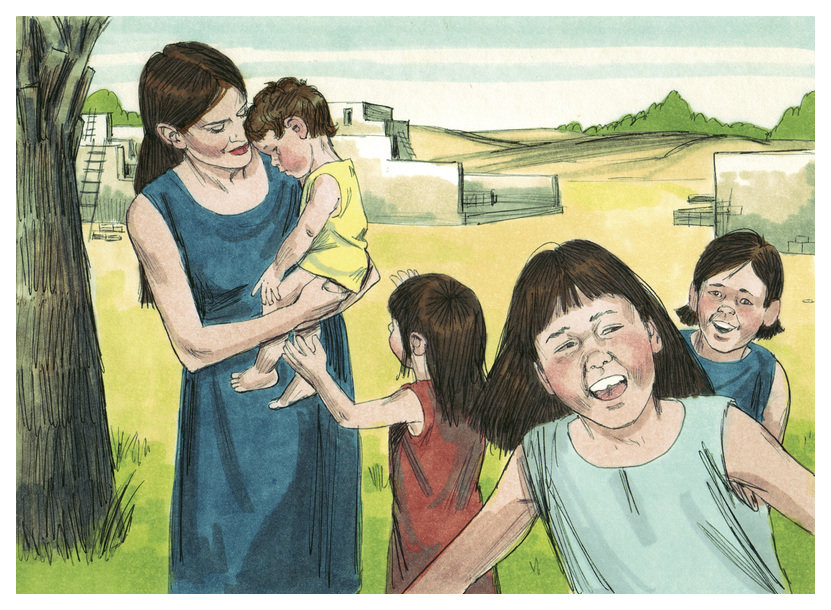
Cuanto más oprimían los egipcios a los israelitas, más aumentaba el número de israelitas. (Ilustración de 1984 de Jim Padgett, cortesía de Distant Shores Media/Sweet Publishing)

Al leer el relato de Éxodo 1:7, «los hijos de Israel fueron fértiles y aumentaron en abundancia», un midrash enseñó que cada mujer daba a luz a seis hijos en cada parto (Éxodo 1:7 contiene seis verbos que implican fecundidad). Otro midrash decía que cada mujer daba a luz a 12 hijos en cada parto, porque la palabra «fructíferos» (פָּרוּ, «paru») implica dos, «multiplicados» (וַיִּשְׁרְצוּ, «va-yisheretzu») otros dos, «aumentados» (וַיִּרְבּוּ, va-yirbu) otros dos, «creció» (וַיַּעַצְמוּ,va-ye'atzmu) otros dos, «en gran medida, en gran medida» (בִּמְאֹד מְאֹד,  bi-me'od me'od) otros dos, y «la tierra se llenó de ellos» (וַתִּמָּלֵא הָאָרֶץ אֹתָם, va-timalei ha'aretz otam) otros dos, lo que hace un total de 12. El midrash aconsejaba que el lector no se sorprendiera, porque el escorpión, que el midrash consideraba una de las cosas que pululan (sheratzim, que es similar a וַיִּשְׁרְצוּ, va-yisheretzu), da a luz a 70 crías a la vez. 
La Guemará citó Éxodo 1:7 para ayudar a demostrar que Dios siempre cumple sus promesas. En Deuteronomio 9:14, Dios prometió a Moisés: «Déjame solo; los destruiré y borraré su nombre de debajo del cielo; y haré de ti una nación más poderosa y más grande que ellos». Aunque Moisés rezó para que se derogara el decreto de borrar el nombre de los israelitas, y Dios anuló ese decreto, Dios cumplió su promesa de que los descendientes de Moisés se convertirían en una nación más poderosa y grande que los 600 000 israelitas en el desierto. 1 Crónicas 23:15-17 dice: «Los hijos de Moisés: Gersón y Eliezer... y los hijos de Eliezer fueron Rejavia el jefe. Y Eliezer no tuvo otros hijos; y los hijos de Rejavia fueron muy numerosos». Y Rav Yosef bar Ḥiyya enseñó en una baraita que se puede deducir del uso de la Escritura de la misma palabra «muchísimos» tanto en 1 Crónicas 23:15-17 como en Éxodo 1:7 que «muchísimos» significa más de 600 000. En cuanto a los hijos de Reḥaviya, 1 Crónicas 23:15-17 dice que «eran muchísimos». Y Éxodo 1:7 dice que «los hijos de Israel se hicieron numerosos y se multiplicaron y fueron muchísimos». Al igual que cuando los hijos de Israel estaban en Egipto, «muchísimos» significaba que eran más de 600 000, Rav Yosef razonó que también los descendientes de Reḥaviya, descendiente de Moisés, debían de ser más de 600 000. 
Rabí Jeremías bar Abba vio prefigurado Éxodo 1:7 en el sueño del mayordomo del faraón en Génesis 40:10: «Y en la vid había tres sarmientos; y cuando brotaba, sus flores se abrían, y sus racimos daban uvas maduras». El rabino Jeremías enseñó que la «vid» se refería al pueblo judío, como dice el Salmo 80:9: «Arrancaste una vid de Egipto; expulsaste a las naciones y la plantaste». Y el rabino Jeremías leyó las palabras de Génesis 40:10, «y cuando brotaba, sus flores se abrían», para predecir el momento que se relata en Éxodo 1:7, cuando el pueblo judío sería fructífero y se multiplicaría.

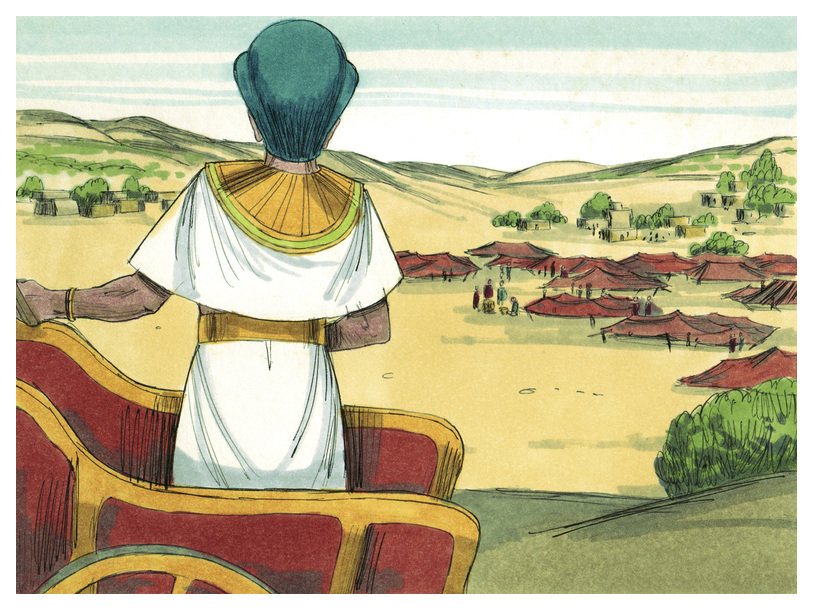
Entonces un nuevo rey, o faraón, llegó al poder en Egipto. (Ilustración de 1984 de Jim Padgett, cortesía de Distant Shores Media/Sweet Publishing)

La Tosefta dedujo de Éxodo 1:7 que mientras José y sus hermanos estuvieran vivos, los israelitas disfrutaron de grandeza y honor, pero después de la muerte de José (como se relata en Éxodo 1:6), surgió un nuevo faraón que tomó consejo contra los israelitas (como se relata en Éxodo 1:8-10).
Rav y Samuel discreparon en su interpretación de Éxodo 1:8. Uno dijo que el «nuevo» faraón, que no conocía a José, era en realidad una persona diferente, interpretando la palabra «nuevo» literalmente. El otro dijo que solo los decretos del faraón eran nuevos, ya que en ninguna parte del texto se afirma que el antiguo faraón murió y que el nuevo faraón reinó en su lugar. El Talmud interpretó las palabras «¿Quién no conocía a José?» en Éxodo 1:8 en el sentido de que dictó decretos contra los israelitas como si no supiera de José.

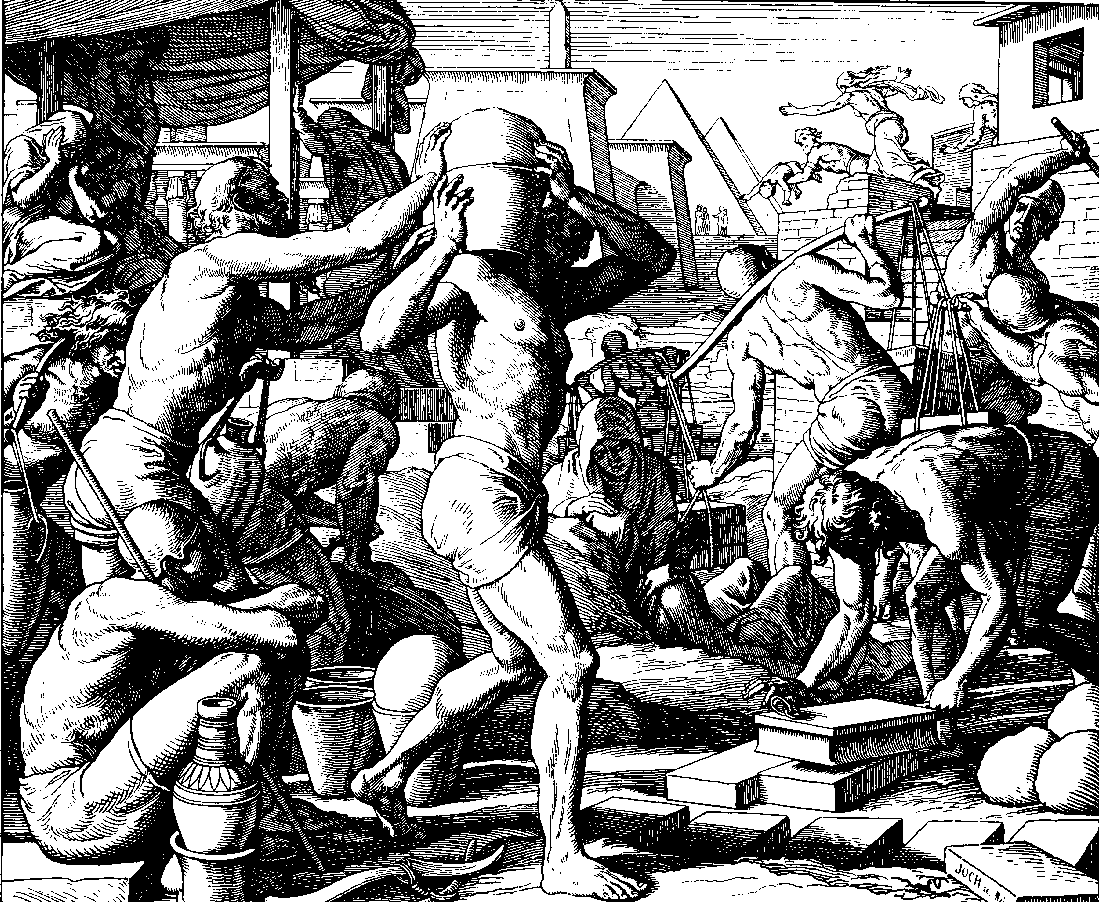
Los egipcios afligieron a los israelitas con cargas (grabado en madera de Julius Schnorr von Carolsfeld de la obra Die Bibel in Bildern de 1860)

#### La aflicción de los israelitas
La Tosefta dedujo de Éxodo 1:8 que el faraón comenzó a pecar antes que el pueblo, y por lo tanto Dios lo golpeó primero, pero el resto no escapó. Del mismo modo, un baraita enseñaba que el faraón fue el primero en idear el plan contra Israel en Éxodo 1:9, y por lo tanto fue castigado primero cuando en Éxodo 7:29, las ranas cayeron «sobre [él], y sobre [su] pueblo, y sobre todos [sus] siervos». 

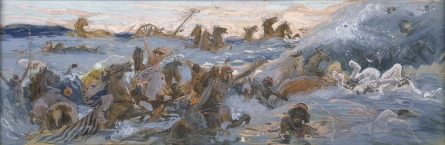
Los egipcios son destruidos (acuarela circa 1896-1902 por James Tissot)

La Guemará señaló que en Éxodo 1:10, el faraón dijo: «Venid, tratemos sabiamente con él», cuando debería haber dicho «con ellos». El rabino Hama bar Hanina dijo que el faraón quiso decir con eso: «Venid, burlemos al Salvador de Israel». Entonces el faraón consideró con qué afligirlos. El faraón razonó que si los egipcios afligían a los israelitas con fuego, entonces Isaías 66:15-16 indica que Dios castigaría a los egipcios con fuego. Si los egipcios afligían a los israelitas con la espada, entonces Isaías 66:16 indica que Dios castigaría a los egipcios con la espada. El faraón concluyó que los egipcios debían afligir a los israelitas con agua, porque como indicaba Isaías 54:9, Dios había jurado no traer otro diluvio para castigar al mundo. Los egipcios no se dieron cuenta de que, aunque Dios había jurado no traer otro diluvio sobre el mundo entero, Dios aún podía traer un diluvio sobre un solo pueblo. Alternativamente, los egipcios no se dieron cuenta de que podían caer en las aguas, como indican las palabras de Éxodo 14:27, «los egipcios huyeron hacia él». Todo esto confirmó lo que dijo Rabí Eleazar: En la olla en la que cocinaban, ellos mismos eran cocinados, es decir, con el castigo que los egipcios pretendían para los israelitas, los egipcios eran castigados a su vez. 
El rabino Hiyya, hijo de Abba, dijo en nombre del rabino Simai que Balaam, Job y Jetro (Biblia) estaban en el consejo del faraón cuando formuló este plan contra los israelitas. Balaam ideó el plan y fue asesinado; Job consintió y fue afligido con sufrimientos; y Jethro huyó del consejo del faraón y así mereció que sus descendientes se sentaran en la Salón de las piedras talladas como miembros del Sanedrín. 

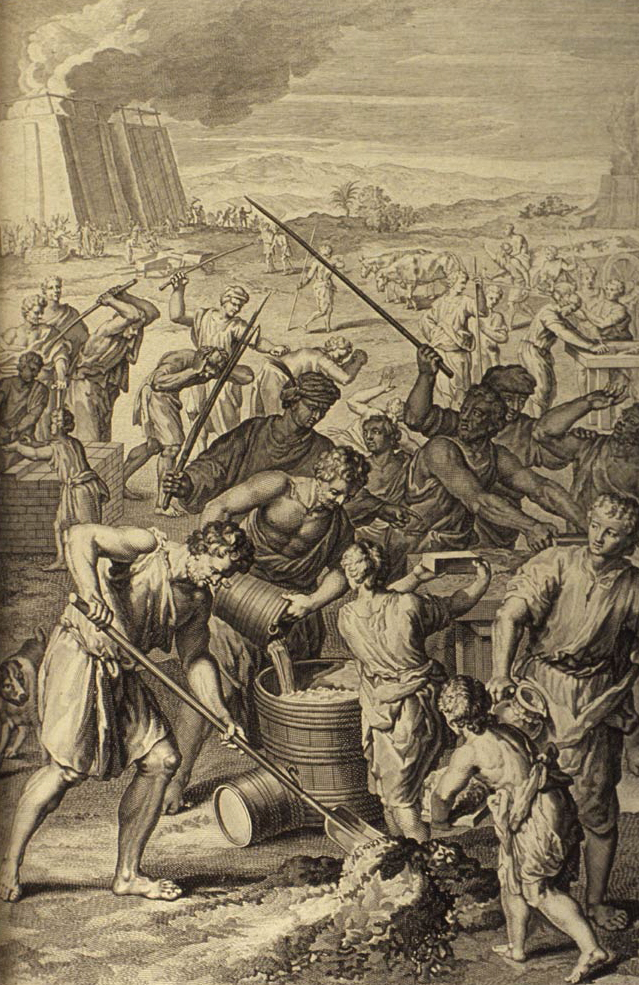
La cruel esclavitud de los israelitas en Egipto (ilustración de Figures de la Bible de 1728)

La Guemará se preguntó por qué en Éxodo 1:10, el faraón expresó su preocupación de que «cuando nos sobrevenga la guerra», los israelitas «abandonarían la tierra». La Guemará razonó que la preocupación del faraón debería haber sido que «nosotros [los egipcios] abandonaremos la tierra». El rabino Abba bar Kahana concluyó que el uso era como el de un hombre que teme una maldición sobre sí mismo, pero habla eufemísticamente en términos de una maldición sobre otra persona.

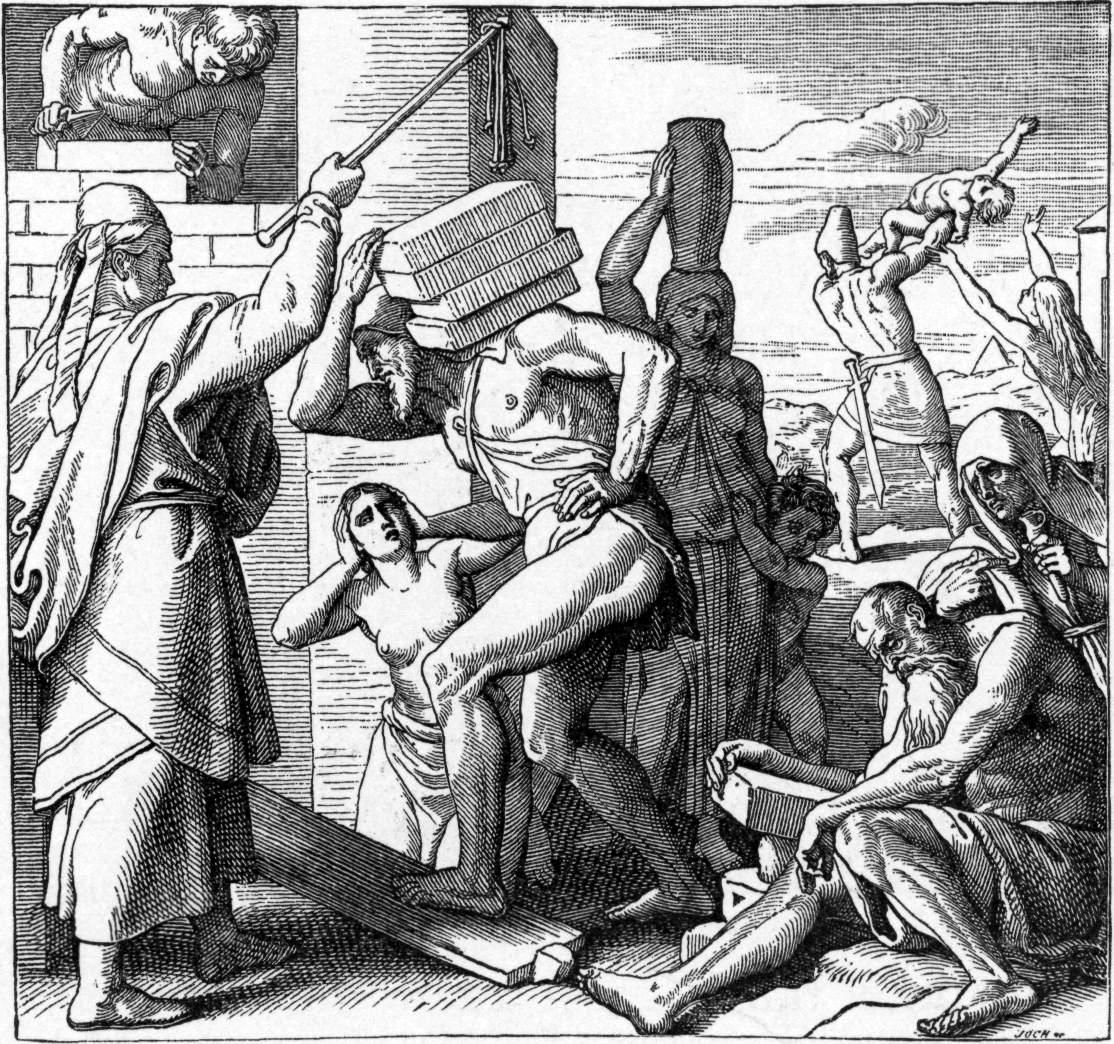
The Egyptians Afflicted the Israelites (illustration from the 1897 Bible Pictures and What They Teach Us by Charles Foster)

La Guemará señaló que Éxodo 1:11 utilizaba el singular en «pusieron capataces sobre él», cuando el texto debería haber dicho «sobre ellos». La escuela del rabino Shimon bar Yojai dedujo de esto que los egipcios colgaban un molde de ladrillo alrededor del cuello del faraón, y cada vez que un israelita se quejaba de que estaba débil, le preguntaban: «¿Eres más débil que el faraón?». Así, la Guemará señaló la similitud entre la palabra hebrea «amos de la tarea» («missim») y algo que forma («mesim»)
La Guemará señaló que Éxodo 1:11 utilizaba el singular en «afligir a él con sus cargas», cuando el texto debería haber dicho «a ellos». La Guemará dedujo de esto que el versículo predecía que el faraón se vería afligido por las cargas de Israel.
Rav y Samuel discreparon en su interpretación de las palabras de Éxodo 1:11, «y construyeron para el faraón ciudades de aprovisionamiento (miskenot)». Uno dijo que se llamaban así porque ponían en peligro (mesakkenot) a sus propietarios, mientras que el otro dijo que era porque empobrecían (memaskenot) a sus propietarios, pues un maestro había declarado que quien se ocupa de construir se empobrece.
Rav y Samuel discreparon en su interpretación de los nombres «Pitón y Ramsés» en Éxodo 1:11. Uno dijo que el verdadero nombre de la ciudad era Pithom, pero que se llamaba Raamses porque un edificio tras otro se derrumbaba (mitroses). El otro dijo que su verdadero nombre era Raamses, pero que se llamaba Pithom porque la boca del abismo (pi tehom) se tragaba un edificio tras otro.
La Guemará cuestionó por qué las palabras «cuanto más lo afligían, más se multiplicaba y más se extendía» en Éxodo 1:12 no se expresaron en tiempo pasado como «cuanto más se multiplicaba y más se extendía». Resh Lakish interpretó el versículo para enseñar que, en ese momento, el Espíritu Divino les predijo que este sería el resultado de la aflicción. 
La Guemará interpretó las palabras «Y se entristecieron (wa-yakuzu) a causa de los hijos de Israel» en Éxodo 1:12 para enseñar que los israelitas eran como espinas (kozim) a los ojos de los egipcios. 

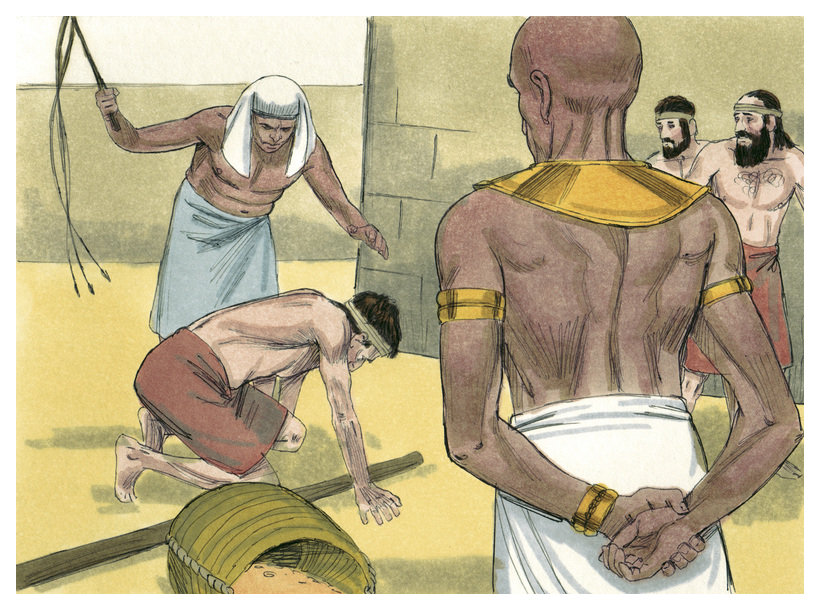
Los egipcios hicieron miserable la vida de los israelitas con trabajos forzados. (Ilustración de 1984 de Jim Padgett, cortesía de Distant Shores Media/Sweet Publishing)

El rabino Eleazar interpretó las palabras «con rigor (parech)» en Éxodo 1:13 en el sentido de que el faraón sometió a los israelitas a la servidumbre «con una boca tierna (peh rak)». Pero el rabino Samuel bar Naḥmani interpretó que las palabras significaban «con trabajo riguroso (perikah).»
El rabino Ahawa, hijo del rabino Ze'ira, enseñó que así como la lechuga es dulce al principio (en la hoja) y amarga al final (en el tallo), los egipcios fueron dulces con los israelitas al principio y amargos al final. Los egipcios fueron dulces al principio, como relata Génesis 47:6, cuando el faraón le dijo a José: «La tierra de Egipto está ante ti; haz que tu padre y tus hermanos habiten en lo mejor de la tierra». Y los egipcios fueron amargos al final, como relata Éxodo 1:14: «Y ellos (los egipcios) amargaron la vida de ellos (los israelitas)». 

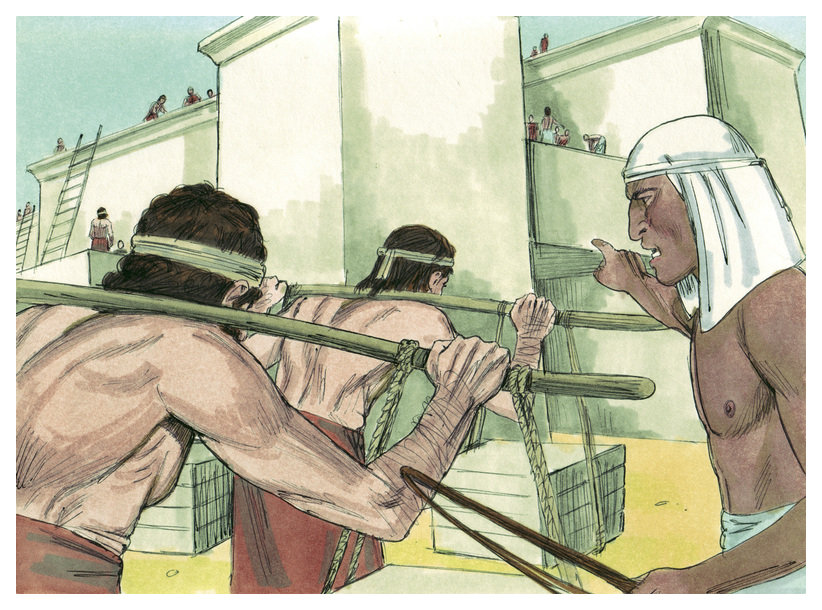
Los egipcios hicieron trabajar a los israelitas como esclavos en los campos y construyeron ciudades de ladrillo y mortero. (Ilustración de 1984 de Jim Padgett, cortesía de Distant Shores Media/Sweet Publishing)

Rava interpretó Éxodo 1:14 para enseñar que al principio, los egipcios amargaron la vida de los israelitas con mortero y ladrillo, pero finalmente fue con todo tipo de servicio en el campo. El rabino Samuel bar Naḥmani dijo en nombre del Rabino Jonathan que los egipcios asignaron el trabajo de los hombres a las mujeres y el trabajo de las mujeres a los hombres. E incluso el rabino Eleazar, que explicó que «rigor (פָרֶךְ, parej)» significaba «con boca tierna» en Éxodo 1:13, admitió que al final de Éxodo 1:14, פָרֶךְ, parej, significaba «con trabajo riguroso».
Al encontrar cuatro casos del verbo «cargar», por ejemplo en Éxodo 1:22, un midrash enseñó que el faraón decretó cuatro decretos sobre los israelitas. Al principio, ordenó a los capataces que insistieran en que los israelitas hicieran el número prescrito de ladrillos. Luego ordenó que los capataces no permitieran a los israelitas dormir en sus casas, con la intención de limitar su capacidad de tener hijos. Los capataces dijeron a los israelitas que si se iban a casa a dormir, perderían unas horas cada mañana de trabajo y nunca completarían el número asignado de ladrillos, como se relata en Éxodo 5:13: «Y los capataces insistían, diciendo: 'Cumplid vuestro trabajo'». Así que los israelitas dormían en el suelo en la fábrica de ladrillos. Dios dijo a los egipcios que Dios había prometido al antepasado de los israelitas, Abraham, que Dios multiplicaría a sus hijos como las estrellas, como en Génesis 22:17 Dios prometió a Abraham: «Que en bendición te bendeciré, y en multiplicación, multiplicaré tu descendencia como las estrellas del cielo». Pero ahora los egipcios estaban planeando astutamente que los israelitas no aumentaran. Así que Dios se dispuso a ver que su palabra prevaleciera, e inmediatamente Éxodo 1:12 informa: «Pero cuanto más los afligían, más se multiplicaban». Cuando el faraón vio que los israelitas aumentaban abundantemente a pesar de sus decretos, mandó entonces sobre los niños varones, como informa Éxodo 1:15-16: «Y el rey de Egipto habló a las parteras hebreas... y dijo: «Cuando atiendan a las mujeres hebreas, miren el taburete del parto: si es un hijo, mátenlo»». Así que finalmente (como relata Éxodo 1:22), «el faraón ordenó a todo su pueblo, diciendo: «Tiraréis al río a todos los hijos que nazcan»».

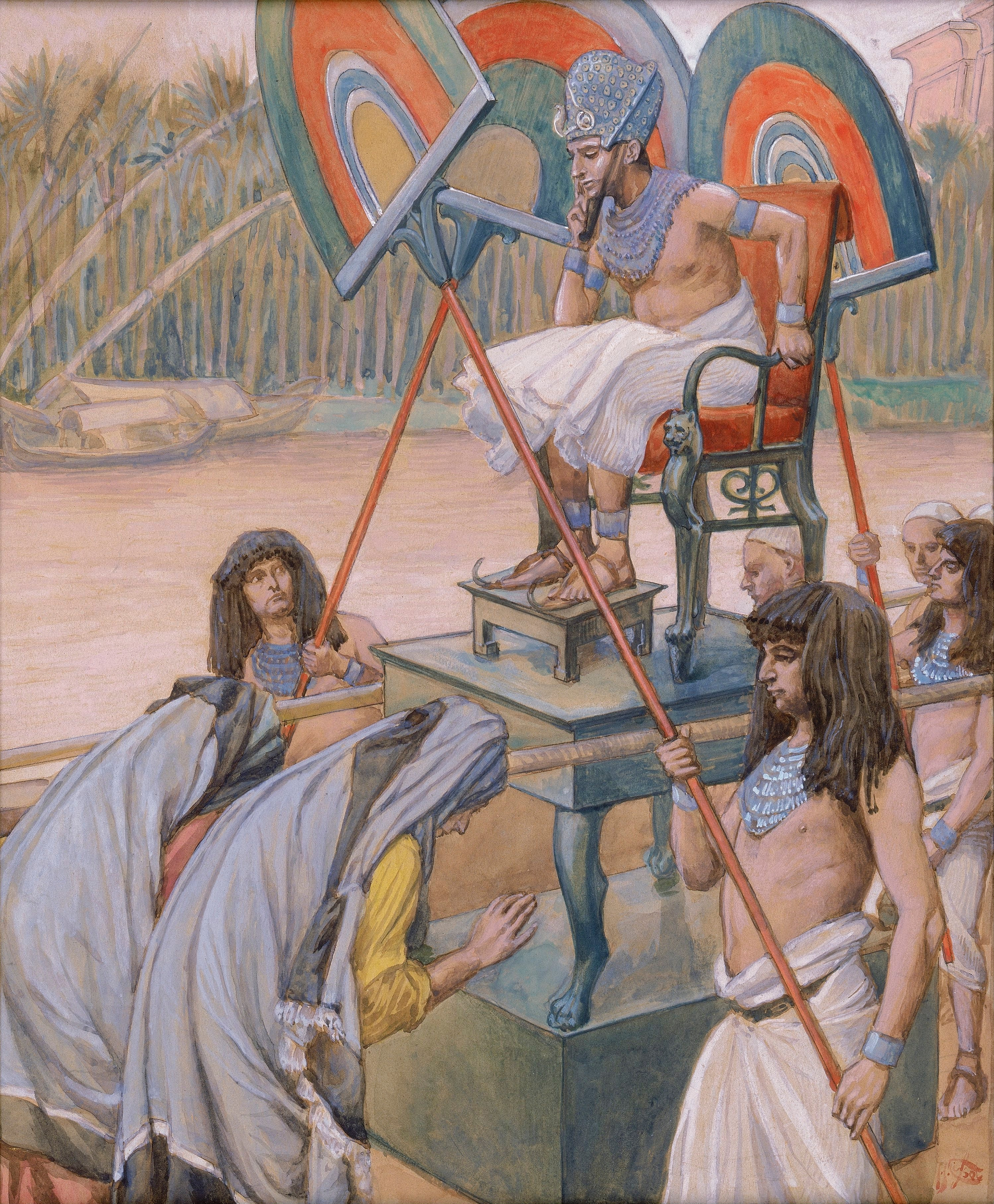
Faraón y las parteras (acuarela circa 1896-1902 de James Tissot)

#### Las parteras justas
Rav Awira enseñó que Dios liberó a los israelitas de Egipto como recompensa para las mujeres justas que vivían en esa generación. Cuando las mujeres justas fueron a sacar agua, Dios hizo que entraran pequeños peces en sus cántaros. Cuando sacaron las jarras, estaban medio llenas de agua y medio llenas de peces. Pusieron dos ollas al fuego, una de agua y otra de peces. Llevaron las ollas a sus maridos en el campo. Los lavaron, ungieron y alimentaron, les dieron de beber y tuvieron relaciones con ellos entre los rediles, como se refleja en el Salmo 68:14. 
La Guemará interpretó el Salmo 68:14 para enseñar que, como recompensa por estar entre los rediles, los israelitas merecían el botín de los egipcios, señalando que el Salmo 68:14 habla de «una paloma cubierta de plata y sus plumas de oro amarillo».
La Guemará enseñaba que cuando las mujeres israelitas concebían, regresaban a sus hogares, y cuando llegaba el momento del parto, daban a luz bajo manzanos, como se refleja en el Cantar de los Cantares 8:5. Dios envió un ángel para lavar y enderezar a los bebés como lo haría una partera, como se refleja en Ezequiel 16:4. El ángel proporcionó a los niños tortas de aceite y miel, como se refleja en Deuteronomio 32:13. Cuando los egipcios descubrieron a los niños, vinieron a matarlos, pero la tierra se tragó milagrosamente a los niños, y los egipcios araron sobre ellos, como se refleja en el Salmo 129:3. Después de que los egipcios se fueron, los niños salieron de la tierra como plantas brotando, como se refleja en Ezequiel 16:7. Cuando los niños crecieron, volvieron en manada a sus hogares, como se refleja en Ezequiel 16:7 (no se lee «adornos (ba'adi 'adayim)» sino «manadas (be'edre 'adarim)»). Y así, cuando Dios se apareció junto al mar, fueron las primeras en reconocer a lo Divino, diciendo en las palabras de Éxodo 15:2: «Este es mi Dios y lo alabaré».
Rav y Samuel discrepaban sobre la identidad de las parteras Shiphrah y Puah, a quienes el faraón se dirigió en Éxodo 1:15. Uno dijo que eran madre e hija, y el otro dijo que eran suegra y nuera. Según el que dijo que eran madre e hija, eran Jocabed y Miriam; y según el que dijo que eran suegra y nuera, eran Jocabed y Elisheva, que se casó con Aarón. Una baraita enseñaba, de acuerdo con quien dijo que eran madre e hija, que Jocabed se llamaba Shiphrah porque enderezaba (meshapperet) las extremidades de los recién nacidos. Otra explicación era que se llamaba Shiphrah porque los israelitas eran fructíferos (sheparu) y se multiplicaban en sus días. A Miriam se la llamó Pua porque gritó (po'ah) a los niños no nacidos para que salieran. Otra explicación era que se la llamaba Puah porque gritaba («po'ah») con el Espíritu Divino para decir: «Mi madre dará a luz un hijo que salvará a Israel».

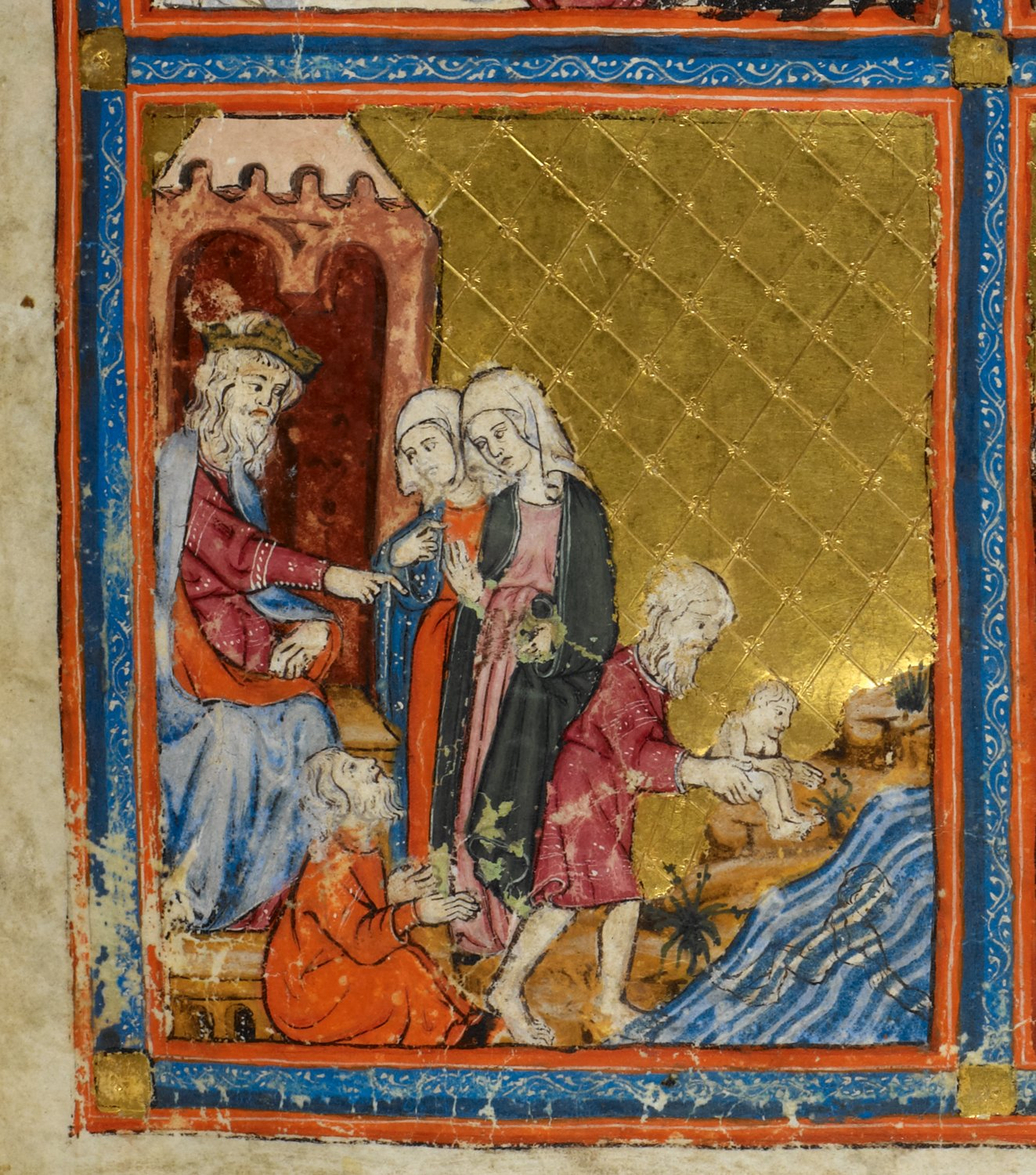
El faraón y las parteras (miniatura sobre vitela de la Haggadah dorada de principios del, Cataluña)

La Guemará interpretó las palabras que pronunció el faraón en Éxodo 1:16: «Cuando atiendan a las mujeres hebreas, mirarán el asiento del parto (obnayim). El rabino Hanan enseñó que el faraón dio a las parteras una señal de que cuando una mujer se inclinara para dar a luz a un niño, sus muslos se enfriarían como piedras (abanim). Otro explicó que la palabra obnayim se refería al taburete de parto, de acuerdo con Jeremías 18:3, que dice: «Entonces bajé a la casa del alfarero, y he aquí que él estaba trabajando en las piedras». Al igual que un alfarero tendría un muslo a un lado, un muslo al otro y el bloque en medio, también una mujer que da a luz tendría un muslo a un lado, un muslo al otro y el niño en medio. 
El rabino Hanina dedujo de las palabras «Si es un hijo, entonces debes matarlo» en Éxodo 1:16, que el faraón dio a las parteras una señal de que cuando una mujer iba a dar a luz a un hijo, la cara del bebé estaba vuelta hacia abajo, y si era una hija, la cara del bebé estaba vuelta hacia arriba. 
El rabino José, hijo del rabino Hanina, dedujo de las palabras «a ellos» en Éxodo 1:17 que el faraón hizo proposiciones a las parteras, pero ellas lo rechazaron. 

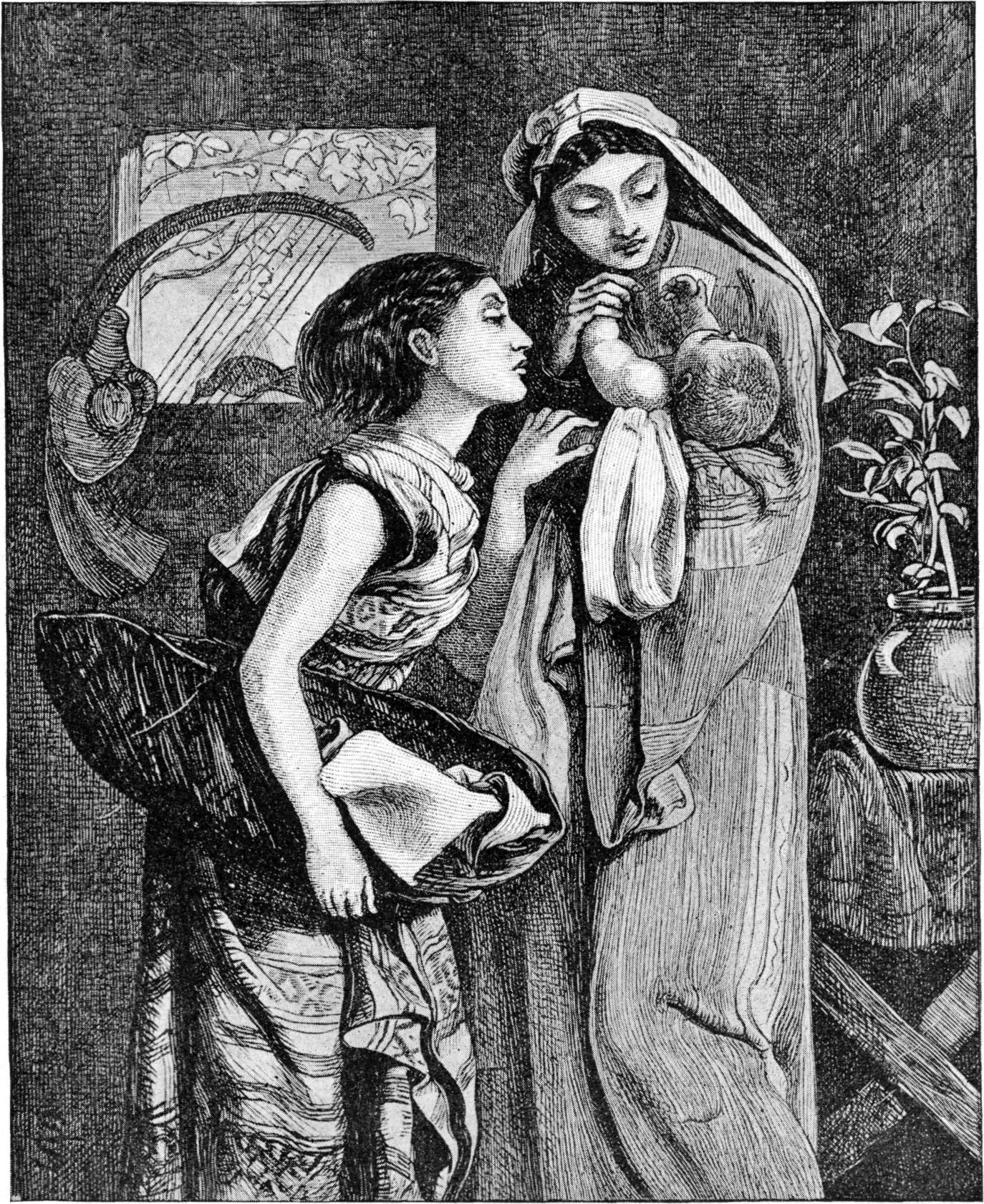
Jocheved, Miriam, and Moses (ilustración de 1897 Bible Pictures and What They Teach Us de Charles Foster)

Una baraita interpretó las palabras «pero salvaron vivos a los niños» en Éxodo 1:17 para enseñar que las parteras no solo no mataron a los bebés varones, sino que les proporcionaron agua y comida. 

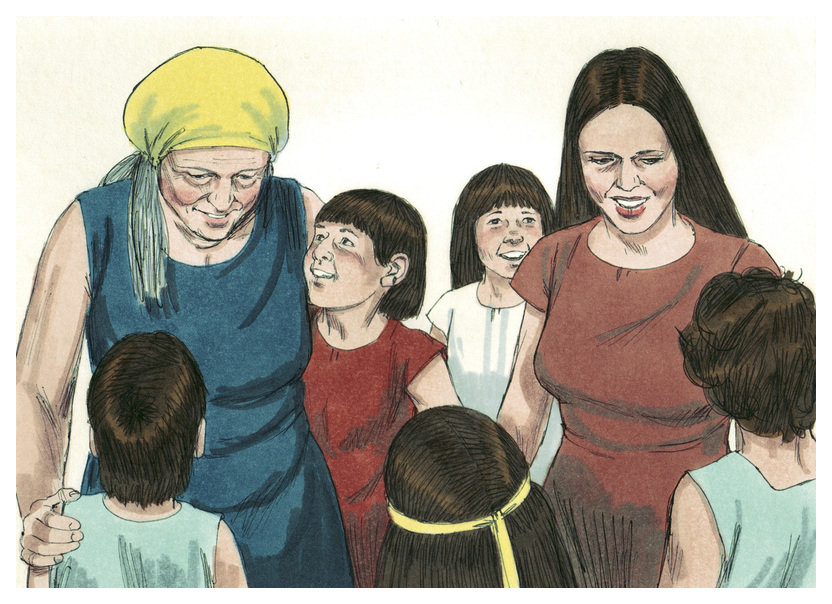
Dios se mostró complacido con las parteras por no obedecer las órdenes del faraón de matar a los bebés, y las bendijo con sus propias familias. (Ilustración de 1984 de Jim Padgett, cortesía de Distant Shores Media/Sweet Publishing)

La Guemará interpretó la respuesta de las parteras al faraón en Éxodo 1:19 de que las mujeres israelitas «son vivaces (חָיוֹת, chayot)» para significar que le dijeron que los israelitas eran como animales (חָיוֹת, chayot), ya que Génesis 49:9 llamó a Judá «cachorro de león», Génesis 49:17 llamó a Dan «serpiente», Génesis 49:21 llamó a Neftalí «una cierva suelta», Génesis 49:14 llamó a Isacar «un asno fuerte», Deuteronomio 33:17 llamó a José «un becerro primogénito», Génesis 49:27 llamó a Benjamín «un lobo que devora», y Ezequiel 19:2 llamó a la madre de todos ellos «una leona».
Rav y Samuel discrepaban en su interpretación del relato de Éxodo 1:21 de que «porque las parteras temían a Dios», Dios «les hizo casas». Uno decía que Dios las convirtió en los antepasados de las casas sacerdotales y levíticas, ya que Aarón y Moisés eran hijos de Jocabed. Y el otro decía que Dios las convirtió en los antepasados de la casa real de Israel, enseñando que Caleb se casó con Miriam, a quien [[Libros de Crónicas|1 Crónicas 2:19 llama a Miriam Efrata, y 1 Samuel 17:12 informa que David era hijo de un efrateo.
La Tosefta dedujo de Éxodo 1:22 que los egipcios se enorgullecían ante Dios solo por el agua del Nilo, y por lo tanto Dios les castigó solo con agua cuando en Éxodo 15:4 Dios arrojó los carros y el ejército de Faraón al Mar Rojo.
El rabino José, hijo del rabino Hanina, dedujo de las palabras «Faraón cargó a todo su pueblo» en Éxodo 1:22 que Faraón impuso el mismo decreto a su propio pueblo y a los israelitas. El rabino José concluyó así que Faraón dictó tres decretos sucesivos: (1) en Éxodo 1:16, el faraón decretó «si es un hijo, entonces lo matarás»; (2) en Éxodo 1:22, el faraón decretó «todos los hijos que nazcan los arrojaréis al río»; y (3) en Éxodo 1:22, el faraón impuso el mismo decreto a su propio pueblo. 

### Éxodo, capítulo 2
Al leer las palabras «Y allí fue un hombre de la casa de Leví» en Éxodo 2:1, la Guemará preguntó adónde fue. Rav Judá bar Zebina enseñó que siguió el consejo de su hija. Una baraita enseñó que cuando Amram oyó que el faraón había decretado (como se relata en Éxodo 1:22) que «a todo hijo que nazca lo arrojaréis al río», Amram concluyó que tener hijos era en vano, se divorció de su esposa y todos los hombres israelitas siguieron su ejemplo y se divorciaron de sus esposas. Pero la hija de Amram le dijo que su decreto era más severo que el del faraón, ya que el decreto del faraón afectaba solo a los hijos varones, mientras que el decreto de Amram afectaba tanto a los hijos varones como a las hijas. El decreto del faraón afectaba solo a este mundo, pero el decreto de Amram privaba a los niños tanto de este mundo como del mundo venidero. Y existía la duda de si el decreto del faraón se cumpliría, pero como Amram era justo, era seguro que su decreto se cumpliría. Persuadido por sus argumentos, Amram recuperó a su esposa, y los hombres israelitas hicieron lo mismo y recuperaron a sus esposas. La Guemará preguntó así por qué Éxodo 2:1 informaba que Amram «tomó por esposa» a Jocabed cuando debería haber leído que la recuperó. Rav Judah bar Zebina enseñó que Amram volvió a casarse con Jocabed como si fuera su primer matrimonio; la sentó en una silla de manos, como era costumbre con las primeras esposas, Aarón y Miriam bailaron ante ella, y los ángeles ministros la llamaron (en palabras del Salmo 113:9) «una madre de hijos feliz».

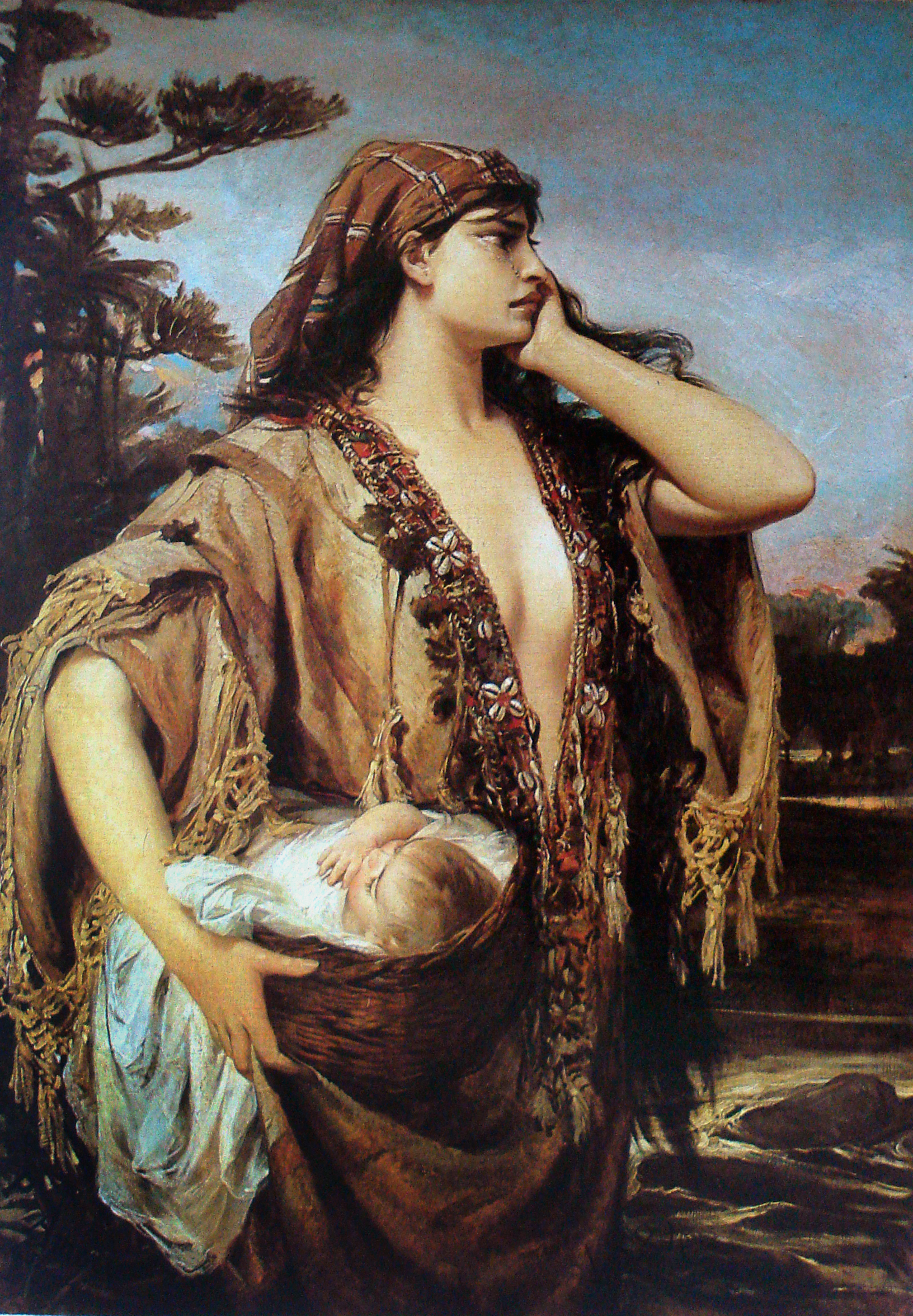
Moisés y Jocabed (pintura de 1884 de Pedro Américo)

Al leer literalmente las palabras «una hija de Leví» en Éxodo 2:1, el rabino Ḥama bar Ḥanina dedujo que Jocabed fue concebida durante el viaje de la familia de Jacob a Egipto (ya que Génesis 46:8-27 no la menciona entre los que partieron hacia Egipto) y nació dentro de las murallas de Egipto (ya que Números 26:59 informa que Jocabed «nació de Levi en Egipto»). A pesar de que esto la haría tener, según el cálculo de la Guemará, 130 años, Rav Judah enseñó que se la llamaba «hija» porque las características de una mujer joven renacieron en ella.
Al interpretar las palabras «escondió [al bebé] tres meses» en Éxodo 2:2, la Guemará explicó que pudo hacerlo porque los egipcios solo contaban el tiempo de su embarazo desde el momento en que Amram y Jocabed se volvieron a casar, pero para entonces, ella ya había estado embarazada tres meses. El Gemara pregunta cómo entonces Éxodo 2:2 debería informar de que «la mujer concibió y dio a luz un hijo» cuando ya había estado embarazada tres meses. Rav Judah bar Zebina explicó que Éxodo 2:2 pretendía comparar el parto de Moisés con su concepción; como su concepción fue sin dolor, también lo fue su nacimiento. La Guemará dedujo que la Providencia excluyó a algunas mujeres justas del decreto de Génesis 3:16 sobre Eva de que «con dolor darás a luz hijos».

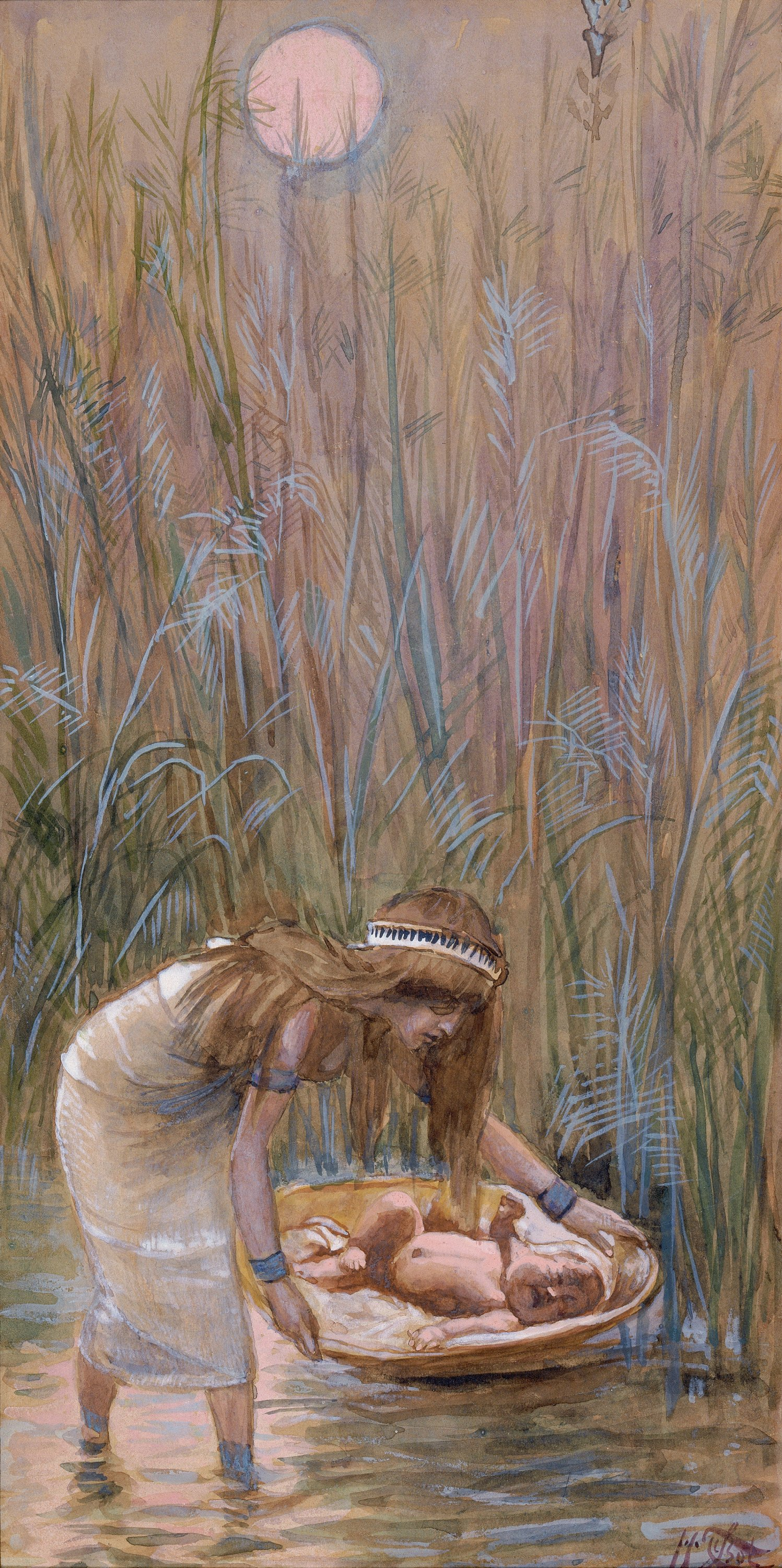
Moisés acostado entre las banderas (acuarela circa 1896-1902 por James Tissot)

Interpretando las palabras «y cuando ella le vio que era bueno» en Éxodo 2:2, Rabí Meir enseñó que su nombre era Tov, que significa «bueno». Rabí Judah dijo que su nombre era Tobías, que significa «Dios es bueno». Rabí Nehemías dedujo de la palabra «bueno» que Jocabed previó que Moisés podría ser un profeta. Otros dijeron que nació sin necesidad de mejora alguna y, por lo tanto, que nació circuncidado. Y los Sabios notaron el paralelismo entre Éxodo 2:2, que dice: «y cuando ella lo vio que era bueno», y Génesis 1:4, que dice: «Y Dios vio la luz que era buena», y dedujeron del uso similar de la palabra «bueno» que cuando Moisés nació, toda la casa se llenó de luz. 
La Guemará preguntó por qué (según se informa en Éxodo 2:3) «ya no pudo ocultarlo». La Guemará explicó que cada vez que se informaba a los egipcios del nacimiento de un niño, llevaban a otros niños al vecindario para que el recién nacido oyera llorar a los otros niños y llorara con ellos, revelando así la ubicación del recién nacido. 
El rabino Eleazar explicó que la elección de espadañas —un material barato— por parte de Jocabed para el arca (como se relata en Éxodo 2:3) demostraba que el dinero de las personas justas es más valioso para ellas que sus cuerpos, por lo que no deberían verse obligadas a robar. El rabino Samuel bar Naḥmani explicó que ella eligió juncos para el arca porque proporcionaban un material blando que podía soportar encuentros con materiales blandos y duros por igual. 
Una baraita enseñaba que Jocabed «lo embadurnó con limo y con brea» (como se relata en Éxodo 2:3), con el limo en el interior y la brea en el exterior, para que el justo bebé Moisés no estuviera sujeto al mal olor de la brea.

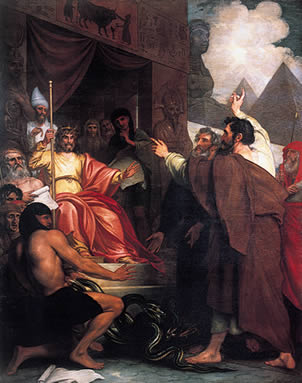
Moisés y Aarón ante el faraón (pintura de Benjamin West)

Al interpretar las palabras «puso al niño allí y lo acostó entre las cañas (suf)» en Éxodo 2:3, el rabino Eleazar interpretó que «suf» significaba el Mar Rojo (llamado el «Yam Suf», יַם-סוּף). Pero el rabino Samuel bar Naḥmani dijo que «suf» significa «cañas», como en Isaías 19:6, donde dice: «se secarán las cañas y las banderas».

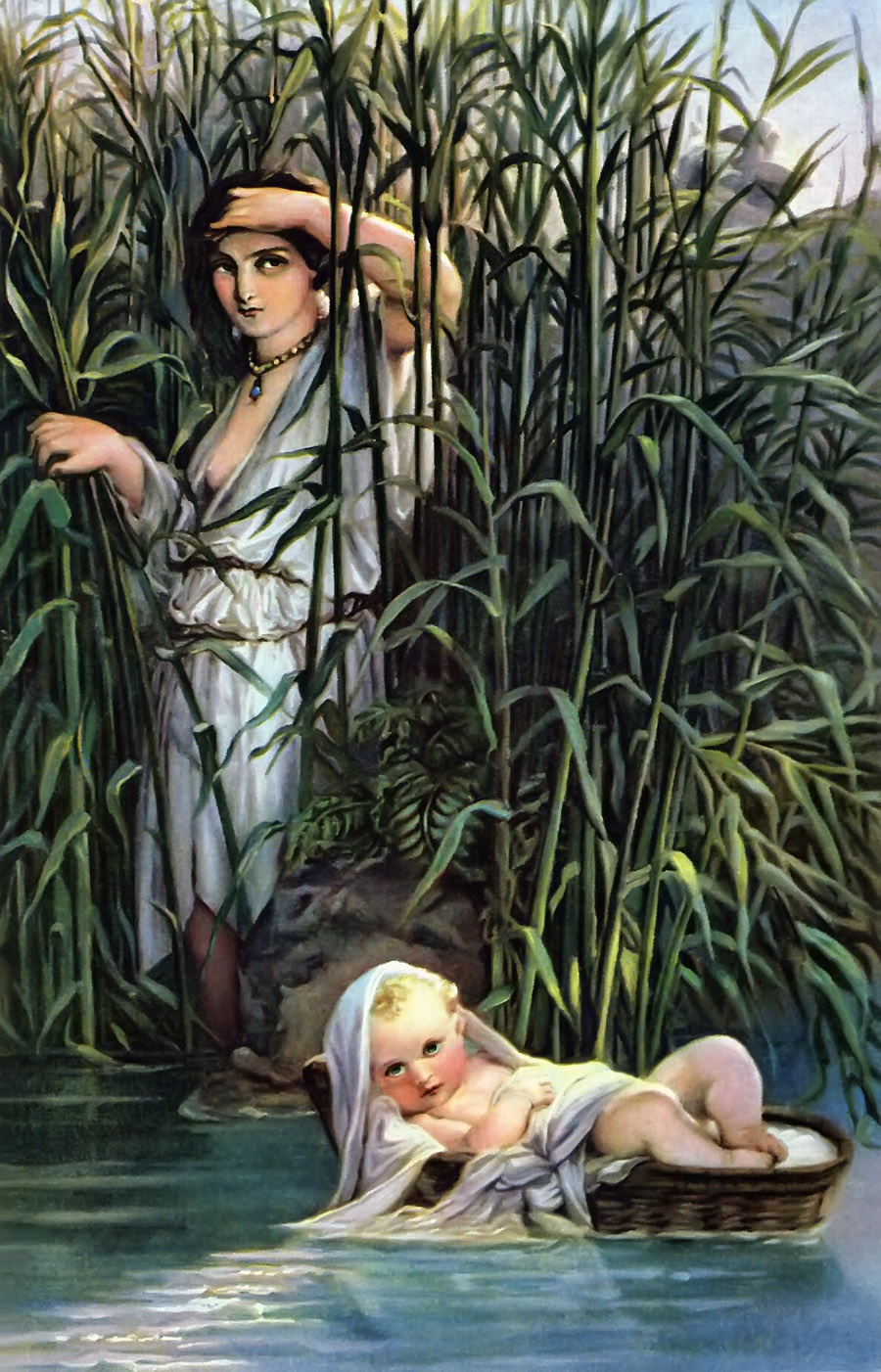
Moisés entre los juncos (pintura del de Hippolyte Delaroche)

Los Sabios enseñaron en una baraita del Talmud babilónico que siete profetisas profetizaron en nombre del pueblo judío. La Guemará las identificó como Sara, Miriam, Débora, Ana, Abigail, Hulda y Ester. La Guemará explicó que Miriam era una profetisa, como dice explícitamente Éxodo 15:20: «Y Miriam la profetisa, la hermana de Aarón, tomó un pandero en su mano». La Guemará preguntó por qué este versículo menciona solo a Aarón y no a Moisés. Rav Naḥman dijo que Rav dijo que ella profetizó cuando solo era la hermana de Aarón, antes de que Moisés naciera, diciendo que su madre estaba destinada a tener un hijo que llevaría al pueblo judío a la salvación. Cuando Moisés nació, toda la casa se llenó de luz, y su padre se puso de pie y la besó en la cabeza y le dijo que su profecía se había cumplido. Pero cuando Moisés fue arrojado al río, su padre le dio unas palmaditas en la cabeza y le preguntó qué había sido de su profecía, ya que parecía que Moisés pronto encontraría su fin. Por eso en Éxodo 2:4 se dice: «Y su hermana se quedó a distancia para saber qué le sucedería», porque Miriam quería saber cómo se cumpliría su profecía.

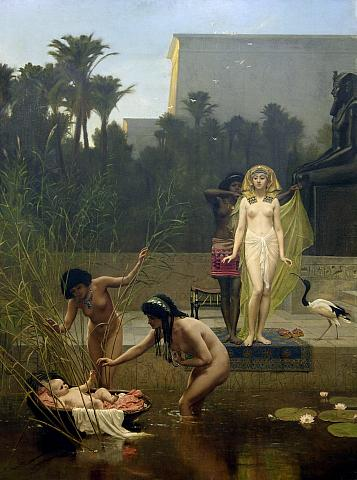
El hallazgo de Moisés (pintura de 1862 de Frederick Goodall)

La Mishná citó Éxodo 2:4 para la proposición de que la Providencia trata a una persona medida por medida como esa persona trata a los demás. Y así, porque, como relata Éxodo 2:4, Miriam esperó al bebé Moisés, los israelitas la esperaron siete días en el desierto en Números 12:15. La Tosefta enseñó que la recompensa por las buenas acciones es 500 veces mayor que el castigo por la retribución.  Abaye dijo que, en relación con las buenas acciones, el principio de «medida por medida» no se aplica estrictamente con equivalencia. Rava respondió que la Mishná enseñaba: «Lo mismo ocurre con el bien», por lo que la Mishná debe querer decir que la Providencia recompensa las buenas acciones con el mismo tipo de medida, pero la medida de la recompensa por el bien es mayor que la medida del castigo.
El rabino Isaac señaló que Éxodo 2:4 utilizaba varias palabras asociadas en otras partes de las Escrituras con la Shejiná, y dedujo que la Presencia Divina estaba con Miriam mientras velaba por el bebé Moisés.
El rabino Josué identificó al israelita que preguntó a Moisés en Éxodo 2:14: «¿Quién te ha puesto por gobernante y juez sobre nosotros?», como Datan, quien más tarde se unió a la rebelión de Coré en Números 16:1.

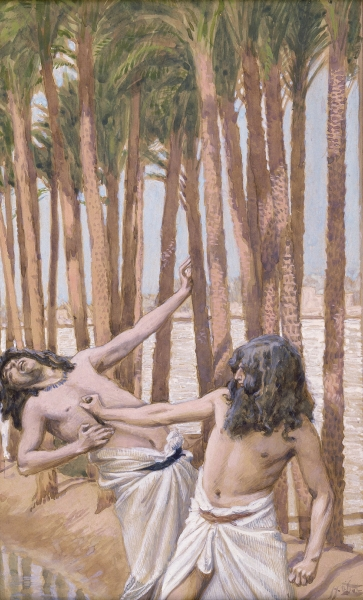
Moisés mata a un egipcio (acuarela de James Tissot, circa 1896-1902)

En el Talmud de Jerusalén, el rabino Judan dijo en nombre del rabino Isaac que Dios salvó a Moisés de la espada del faraón. Al leer Éxodo 2:15, Rabí Yannai preguntó si era posible que una persona de carne y hueso escapara de un gobierno. Más bien, Rabí Yannai dijo que el faraón atrapó a Moisés y lo sentenció a ser decapitado. Justo cuando el verdugo bajó su espada, el cuello de Moisés se convirtió en una torre de marfil (como se describe en el Cantar de los Cantares 7:5) y rompió la espada. El rabino Judah haNasi dijo en nombre del rabino Evyasar que la espada salió volando del cuello de Moisés y mató al verdugo. La Guemará citó Éxodo 18:4 para apoyar esta deducción, leyendo las palabras «y me libró» como superfluas a menos que fueran necesarias para mostrar que Dios salvó a Moisés pero no al verdugo. El rabino Berechyah citó el destino del verdugo como una aplicación de la proposición de Proverbios 21:8 21:8 que un malvado rescata a un justo, y el rabino Avun lo citó para la misma proposición aplicando Proverbios 11:18. En una segunda explicación de cómo escapó Moisés, Shimon bar Kappara enseñó una baraita que un ángel bajó del cielo con la apariencia de Moisés, ellos capturaron al ángel y Moisés escapó. En una tercera explicación de cómo escapó Moisés, el rabino Josué ben Levi dijo que cuando Moisés huyó del faraón, Dios incapacitó al pueblo del faraón haciendo que algunos de ellos quedaran mudos, otros sordos y otros ciegos. Cuando el faraón preguntó dónde estaba Moisés, los mudos no pudieron responder, los sordos no pudieron oír y los ciegos no pudieron ver. Y fue a este acontecimiento al que se refirió Dios en Éxodo 4:11 cuando preguntó a Moisés quién había hecho mudo, sordo o ciego a los hombres.
Al leer Éxodo 2:23-25, el Talmud de Jerusalén enseñaba que Dios redimió a los israelitas de Egipto por cinco razones: (1) debido a la tribulación relatada en Éxodo 2:23, (2) debido a la súplica relatada en Éxodo 2:23, (3) debido al mérito de los antepasados de los patriarcas que se menciona en Éxodo 2:24, (4) por el arrepentimiento, como dice Éxodo 2:25: «Dios miró a los israelitas», y (5) por el transcurso del plazo predeterminado en Génesis 15:13 para su rescate, como dice Éxodo 2:25: «Dios se dio cuenta».

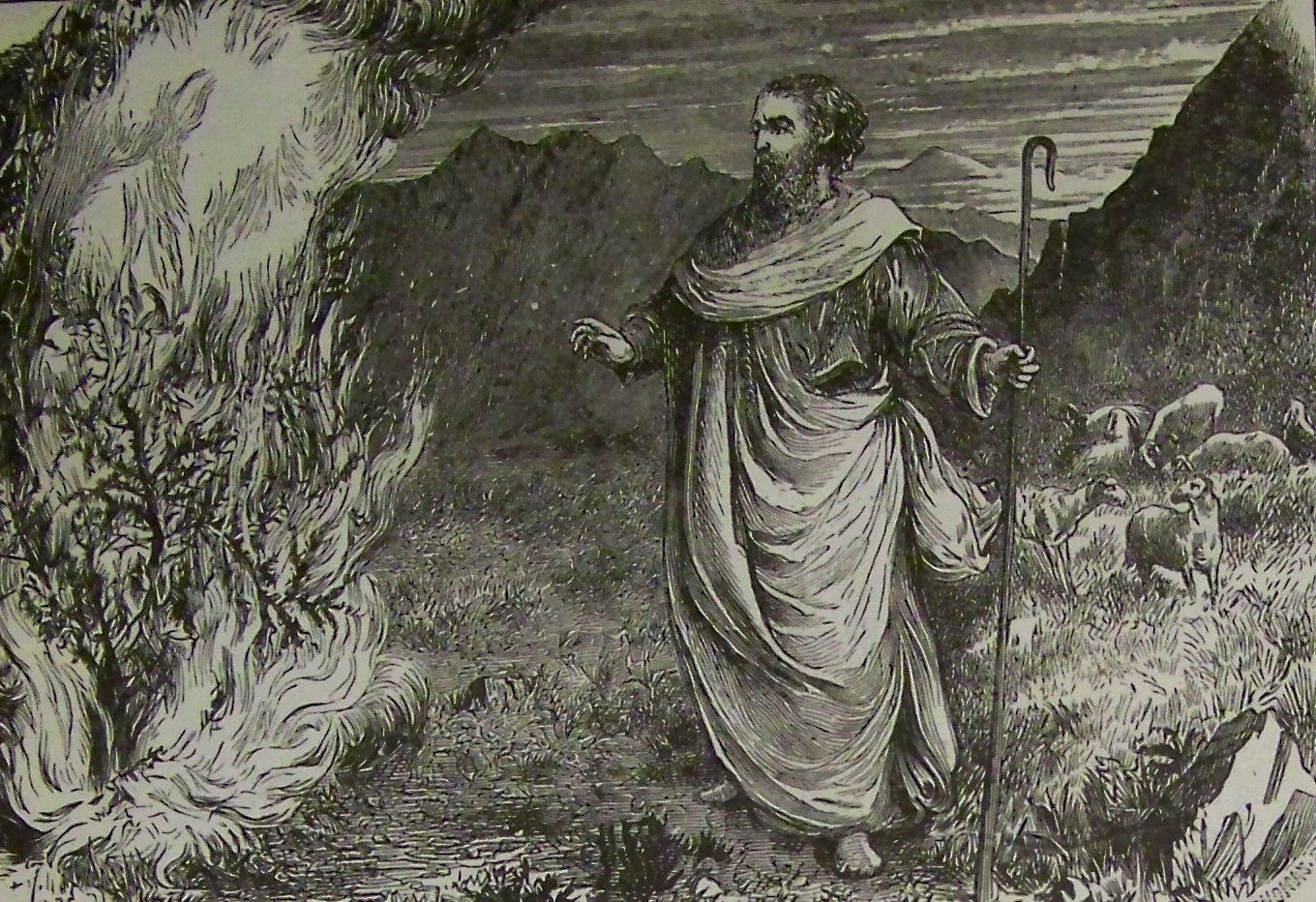
Moisés y la zarza ardiente (ilustración de la Biblia Holman de 1890)

### Éxodo, capítulo 3
Al interpretar Éxodo 3:1, un midrash enseñó que Dios puso a prueba a Moisés a través de su experiencia como pastor. Los rabinos dijeron que cuando Moisés estaba cuidando el rebaño de Jetro en el desierto, un cabrito se escapó. Moisés corrió tras el cabrito hasta que llegó a un lugar sombreado, donde el cabrito se detuvo a beber en un charco de agua. Moisés razonó que el cabrito había huido porque tenía sed y concluyó que debía de estar cansado. Así que Moisés se llevó al cabrito a hombros. En consecuencia, Dios decidió que, como Moisés había tenido misericordia al guiar ese rebaño de ovejas, Moisés cuidaría con seguridad del rebaño de Dios, Israel.
Al interpretar las palabras de Éxodo 3:1, «condujo el rebaño hasta el extremo del desierto», un midrash enseñó que Moisés lo hizo para evitar que despojaran los campos de otros. Por lo tanto, Dios llevó a Moisés a cuidar de Israel.

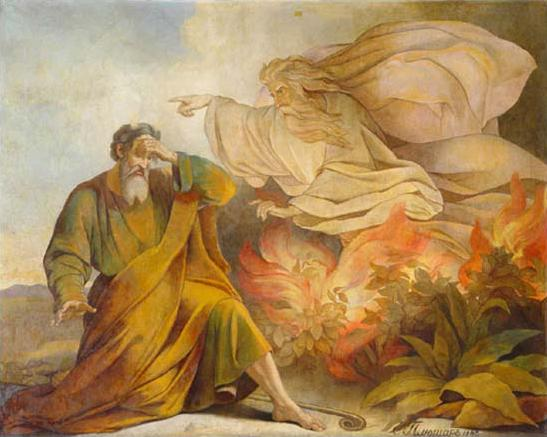
Dios se aparece a Moisés en la zarza ardiente (pintura de 1848 de Eugène Pluchart de la Catedral de San Isaac, San Petersburgo)

Un midrash enseñaba que cuando Dios habló por primera vez a Moisés (a través del ángel al principio de Éxodo 3:2), Moisés no estaba dispuesto a desistir de su trabajo. Así que Dios le mostró a Moisés la zarza ardiente, para que Moisés volviera su rostro para ver (un fenómeno tan sorprendente) y hablar con Dios. Así, Éxodo 3:2 dice al principio: «Y se le apareció el ángel del Señor», y sin embargo Moisés no fue a ver. Pero tan pronto como Moisés dejó su trabajo y fue a ver (en Éxodo 3:4), Dios (y no simplemente el ángel) llamó inmediatamente a Moisés.
El rabino Yannai enseñó que, al igual que si un gemelo tiene un dolor, el otro también lo siente, así dijo Dios (en el Salmo 91:15): «Estaré con él en la angustia». Del mismo modo, un midrash enseñó que, como dice Isaías 63:9: «En toda su angustia Él fue angustiado». Y así, Dios le pidió a Moisés que se diera cuenta de que Dios vive en problemas al igual que los israelitas viven en problemas, y que Moisés podía ver desde el lugar desde el que Dios le hablaba a Moisés, desde la zarza, que Dios era un compañero en sus problemas.
Leyendo Éxodo 3:2, «Y el ángel del Señor apareció», Rabí Joḥanan dijo que era Miguel, mientras que Rabí Hanina dijo que era Gabriel.
Un midrash enseñó que Dios habló desde el interior de una zarza para enseñar que no hay lugar que esté vacío de la Presencia Divina, ni siquiera una zarza.
Rav Joseph enseñó que una persona siempre debe aprender del Creador; porque Dios ignoró todas las montañas y alturas e hizo que la Presencia Divina (Shejiná) morara en el Monte Sinaí, e ignoró todos los hermosos árboles e hizo que la Presencia Divina (Shejiná) morara en un arbusto (como se relata en Éxodo 3:2). (Del mismo modo, las personas deben practicar la humildad).
La Mekhilta del rabino Simeón enseñaba que Dios habló a Moisés desde la zarza espinosa porque es más formidable que otras plantas, ya que un pájaro que entra en ella no puede salir de ella sin ser cortado. Del mismo modo, la servidumbre en Egipto era más dura ante Dios que otras servidumbres, ya que ningún esclavo había salido libre de Egipto, excepto [Agar], a quien el faraón envió fuera de Egipto con Abraham, según indica Génesis 12:20.

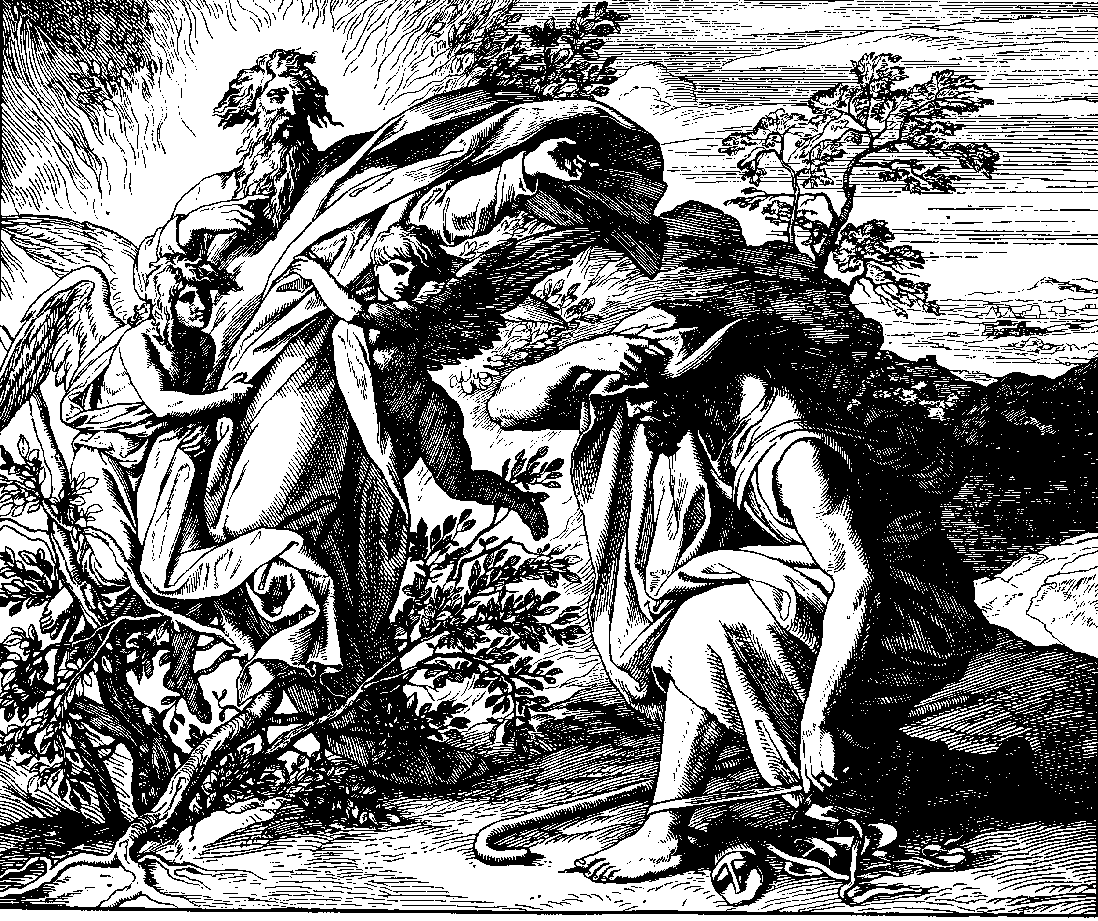
Moses Is Sent to Egypt (xilografía de Julius Schnorr von Carolsfeld de 1860 de Die Bibel in Bildern)

La Sifra citó Éxodo 3:4 junto con Levítico 1:1 para la proposición de que cada vez que Dios hablaba con Moisés, Dios primero le llamaba.  Y el Sifra citó Génesis 22:11, Génesis 46:2, Éxodo 3:4 y 1 Samuel 3:10 para la proposición de que cuando Dios llamó el nombre de un profeta dos veces, Dios expresó afecto y buscó provocar una respuesta.
El Midrash Tanḥuma explica que antes de que los israelitas erigieran el Tabernáculo, Dios habló con Moisés desde la zarza ardiente, como dice Éxodo 3:4: «Dios lo llamó desde la zarza». Después de eso, Dios habló con Moisés en Madián, como dice Éxodo 4:19: «El Señor dijo a Moisés en Madián». Después de eso, Dios habló con Moisés en Egipto, como dice Éxodo 12:1: «El Señor dijo a Moisés y a Aarón en la tierra de Egipto». Después de eso, Dios habló con Moisés en el Sinaí, como dice Números 1:1: «El Señor habló a Moisés en el desierto del Sinaí». Una vez que los israelitas erigieron el Tabernáculo, Dios dijo: «la modestia es hermosa», como dice Miqueas 6:8, «y caminar humildemente con tu Dios», y Dios comenzó a hablar con Moisés en la Tienda de la Reunión. 
Al leer las palabras de Dios a Moisés en Éxodo 3:6, «Yo soy el Dios de tu padre», el rabino Joshua Ha-Kohen bar Neḥemiah enseñó que cuando Dios se apareció por primera vez a Moisés, Moisés era un novato en profecía. Dios razonó que si Dios se aparecía a Moisés en voz alta, Dios lo aterrorizaría, pero si Dios se aparecía en voz baja, Moisés tomaría la profecía a la ligera. Así que Dios se apareció a Moisés con la voz de su padre. Moisés respondió: «Aquí estoy; ¿qué quiere mi padre?». Dios dijo entonces: «No soy tu padre, sino el Dios de tu padre. He venido a ti con incentivos para que no tengas miedo».

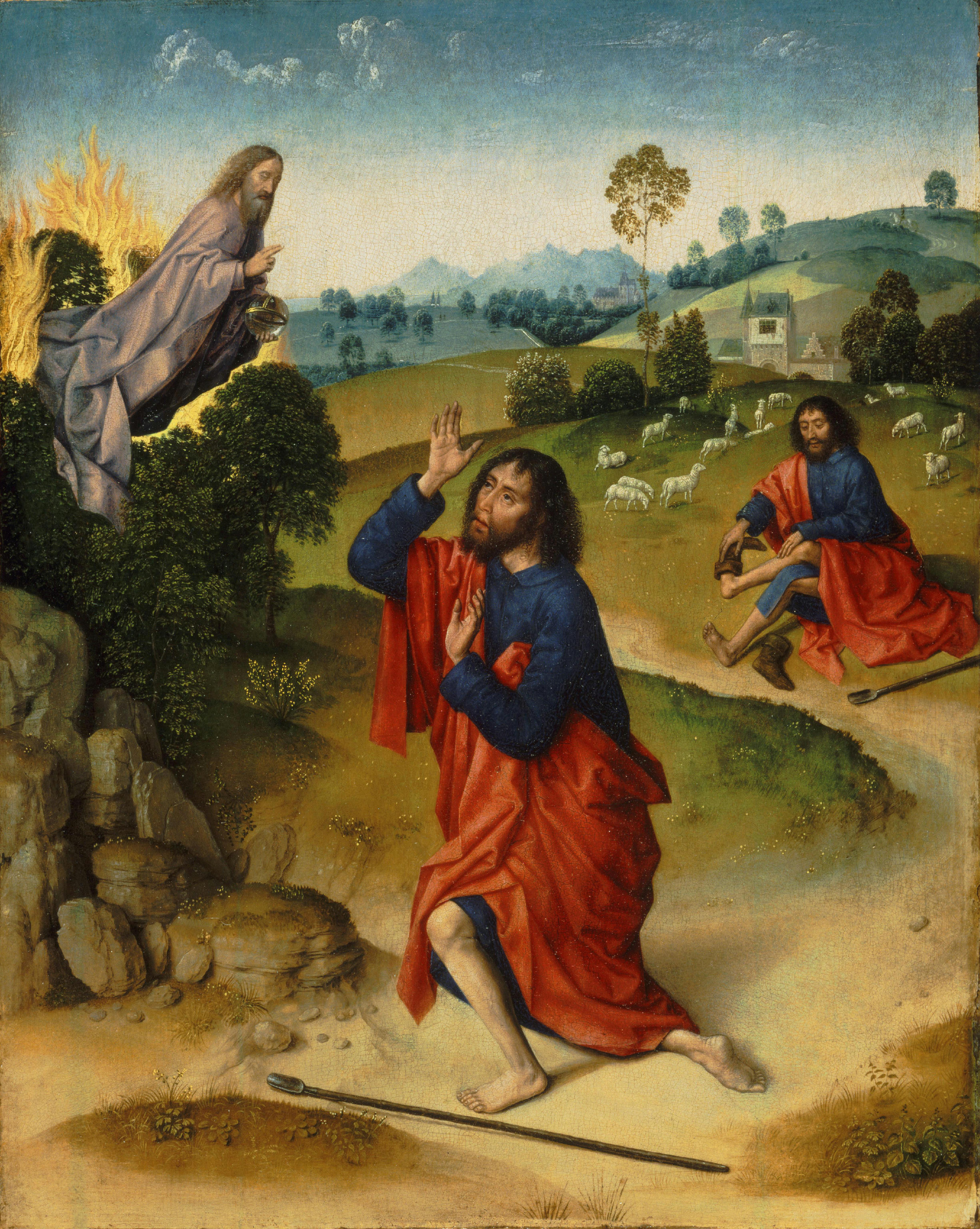
Moisés y la zarza ardiente (pintura de alrededor de 1450-1475 atribuida a Dirk Bouts)

Una baraita enseñaba que una persona no debe entrar en el Monte del Templo con un bastón en la mano o un zapato en el pie, ni con dinero atado en un paño, ni con una bolsa de dinero colgada al hombro, y no debe tomar un atajo a través del Monte del Templo. La baraita enseñaba que escupir en el Monte del Templo está prohibido a fortiori en el caso de llevar un zapato. Aunque llevar un zapato no muestra desprecio, en Éxodo 3:5, Dios instruyó a Moisés: «Quítate los zapatos». La baraita dedujo que la regla debe aplicarse aún más a escupir, lo que sí muestra desprecio. Pero el rabino José bar Judá dijo que este razonamiento era innecesario, porque en el Libro de Ester 4:2 dice: «Nadie puede entrar por la puerta del rey vestido de cilicio». Y así se puede deducir a fortiori que si esa es la regla para el cilicio, que no es en sí mismo repugnante, y ante un rey terrenal, ¡cuánto más lo sería con los escupitajos, que son en sí mismos repugnantes, y ante el Rey de Reyes supremo! 
Una baraita enseñada en nombre del rabino Josué ben Korhah que dice que Dios le dijo a Moisés que cuando Dios quiso ser visto en la zarza ardiente, Moisés no quiso ver el rostro de Dios; Moisés ocultó su rostro en Éxodo 3:6, porque tenía miedo de mirar a Dios. Y luego, en Éxodo 33:18, cuando Moisés quiso ver a Dios, Dios no quiso ser visto; en Éxodo 33:20, Dios dijo: «No puedes ver mi rostro». Pero el rabino Samuel bar Naḥmani dijo en nombre del rabino Jonathan que, como compensación por tres actos piadosos que Moisés hizo ante la zarza ardiente, tuvo el privilegio de obtener tres recompensas. Como recompensa por ocultar su rostro en Éxodo 3:6, su rostro brilló en Éxodo 34:29. Como recompensa por su temor a Dios en Éxodo 3:6, los israelitas tuvieron miedo de acercarse a él en Éxodo 34:30. Como recompensa por su reticencia a «mirar a Dios», contempló la semejanza de Dios en Números 12:8. 

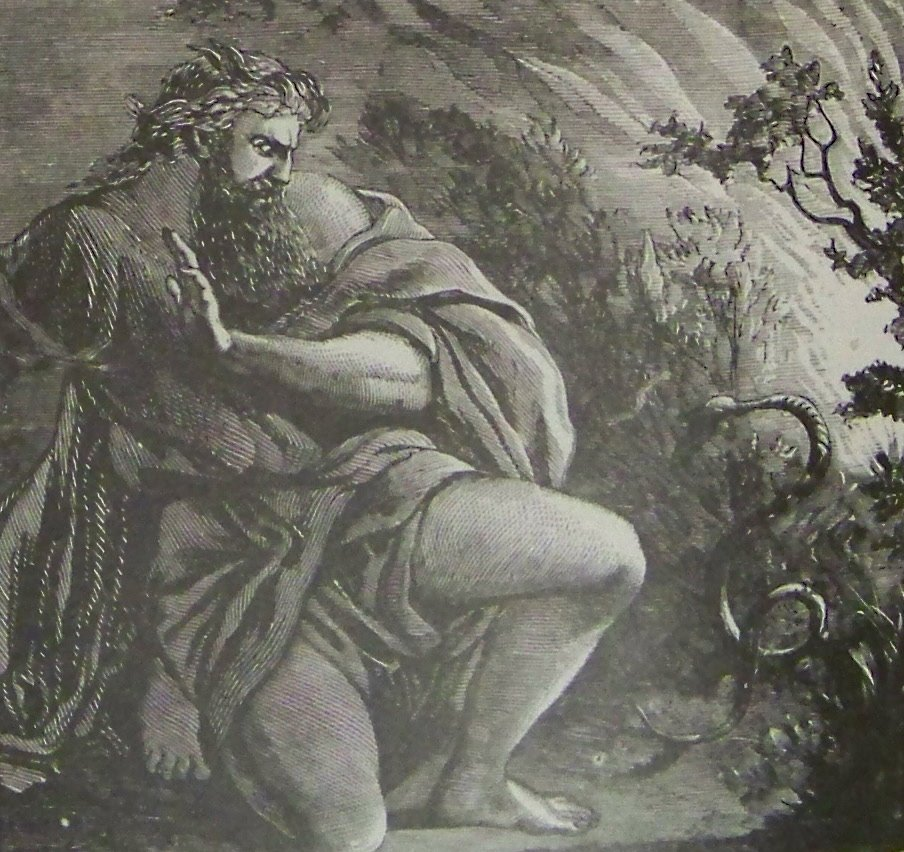
La vara de Moisés convertida en serpiente (ilustración de la Biblia Holman de 1890)

La Guemará recogió varios relatos de rabinos sobre cómo la Tierra de Israel efectivamente fluía con «leche y miel», como se describe en Éxodo 3:8 y 17, 13:5 y 33:3, Levítico 20:24, Números 13:27 y 14:8, y Deuteronomio 6:3, 11:9, 26:9 y 15, 27:3 y 31:20. Una vez, cuando Rami bar Ezekiel visitó Bnei Brak, vio cabras pastando bajo higueras mientras la miel fluía de los higos, y la leche goteaba de las cabras mezclándose con la miel de higo, lo que le hizo comentar que era efectivamente una tierra que fluía leche y miel. El rabino Jacob ben Dostai dijo que hay unos cinco kilómetros de Lod a Ono, y una vez se levantó temprano por la mañana y caminó todo ese camino hasta los tobillos en miel de higo. Resh Lakish dijo que vio que el flujo de la leche y la miel de Seforis se extendía sobre un área de veinticuatro kilómetros por veinticuatro kilómetros. Rabbah bar Bar Hana dijo que vio el flujo de la leche y la miel en toda la Tierra de Israel y que el área total era igual a un área de veintidós Parasangas por seis parasangs.
Al leer las palabras de Dios en Éxodo 3:14, «Yo seré el que seré», la Guemará enseñó que Dios le dijo a Moisés que les dijera a los israelitas que Dios estaba con ellos en esta esclavitud, que estaría con ellos en esta redención y que estaría con ellos en la esclavitud de los reinos en el futuro. Moisés sugirió a Dios que podría ser suficiente que ellos perseveraran en el presente y que no había necesidad de mencionar su futura esclavitud. Dios estuvo de acuerdo con Moisés y le dijo que solo les dijera a los israelitas: «Yo seré quien me ha enviado a vosotros».

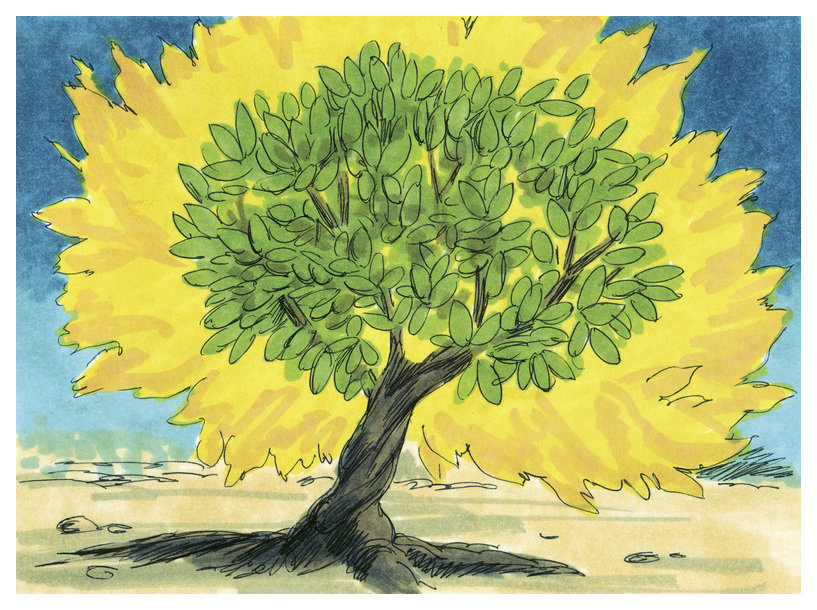
El Señor habló a Moisés desde en medio de una zarza ardiente. (Ilustración de 1984 de Jim Padgett, cortesía de Distant Shores Media/Sweet Publishing)

Ampliando el Éxodo 3:14, el rabino Abba bar Memel enseñó que, en respuesta a la petición de Moisés de conocer el nombre de Dios, Dios le dijo a Moisés que Dios es llamado de acuerdo con la obra de Dios; a veces las Escrituras llaman a Dios «Dios Todopoderoso», «Señor de los Ejércitos», «Dios» o «Señor». Cuando Dios juzga a los seres creados, las Escrituras llaman a Dios «Dios», y cuando Dios hace la guerra contra los malvados, las Escrituras llaman a Dios «Señor de los Ejércitos» (como en 1 Samuel 15:2 e Isaías 12:14-15). Cuando Dios suspende el juicio por los pecados de una persona, la Escritura llama a Dios «El Shadday» («Dios Todopoderoso»), y cuando Dios es misericordioso con el mundo, la Escritura llama a Dios «Adonai» («Señor»), porque «Adonai» se refiere al atributo de la misericordia, como dice Éxodo 34:6: «El Señor, el Señor (Adonai, Adonai), Dios, misericordioso y clemente». Por lo tanto, en Éxodo 3:14, Dios dijo: «Yo soy el que soy» en virtud de mis obras. El rabino Isaac enseñó que Dios le dijo a Moisés que les dijera que «ahora soy lo que siempre fui y siempre seré», y por esta razón Dios dijo la palabra «ehyeh» (que significa «seré» o el eterno «yo soy») tres veces. El rabino Jacob bar Avina, en nombre del rabino Huna de Séforis, interpretó «Yo soy el que soy» en el sentido de que Dios le dijo a Moisés que les dijera que Dios estaría con ellos en esta servidumbre, y que en la servidumbre siempre continuarían, pero Dios estaría con ellos. Moisés le preguntó a Dios si debía decirles esto, preguntando si la maldad de la hora no era suficiente. Dios respondió con las palabras de Éxodo 3:14: «No, «así dirás a los hijos de Israel: “Yo soy me ha enviado a vosotros”». A vosotros solo os revelo esto (los futuros períodos de servidumbre), pero a ellos no». El rabino Isaac, en nombre del rabino Ammi, interpretó que «Yo soy» significaba que los israelitas estaban entre barro y ladrillos y que pasarían a barro y ladrillos (de servidumbre en servidumbre). Moisés le preguntó a Dios si debía decirles esto, y Dios respondió: «No, pero 'Yo soy me ha enviado a vosotros'». El rabino Joḥanan enseñó que Dios dijo: «Yo soy el que soy» a los individuos, pero en cuanto a la masa, gobierno sobre ellos incluso en contra de su deseo y voluntad, aunque se rompan los dientes, como se dice (en Ezequiel 20:33): «Vivo yo, dice el Señor Dios, que ciertamente con mano fuerte y con brazo extendido, y con furor derramado, seré Rey sobre vosotros». El rabino Ananiel bar Rabí Sasson enseñó que Dios dijo: «Cuando yo lo deseo, uno de los ángeles que es un tercio del mundo extiende su mano desde el cielo y toca la tierra, como dice (en Ezequiel 8:3): «Y se extendió la forma de una mano, y fui tomado por un mechón de mi cabeza». Y cuando lo deseo, hago que ellos se sienten debajo de un árbol, como está dicho (en Génesis 18:4): «Y recostáos debajo del árbol»; y cuando lo deseo, Su gloria llena el mundo entero, como está dicho (en Jeremías 23:24): «¿No lleno yo el cielo y la tierra? dice el Señor». Y cuando quise, hablé con Job desde el torbellino, como está dicho (en Job 40:6), «Entonces el Señor respondió a Job desde el torbellino», y cuando quiero, hablo desde un arbusto espinoso (contrayéndome o expandiéndome a voluntad).»
Un midrash enseñó que Dios tiene 70 nombres, uno de los cuales es «Ehyeh Asher Ehyeh», que significa que Dios es el Único y no hay nadie más que Dios. 
Una baraita enseñaba que los nombres de Dios, incluido «Seré como soy», no pueden borrarse.

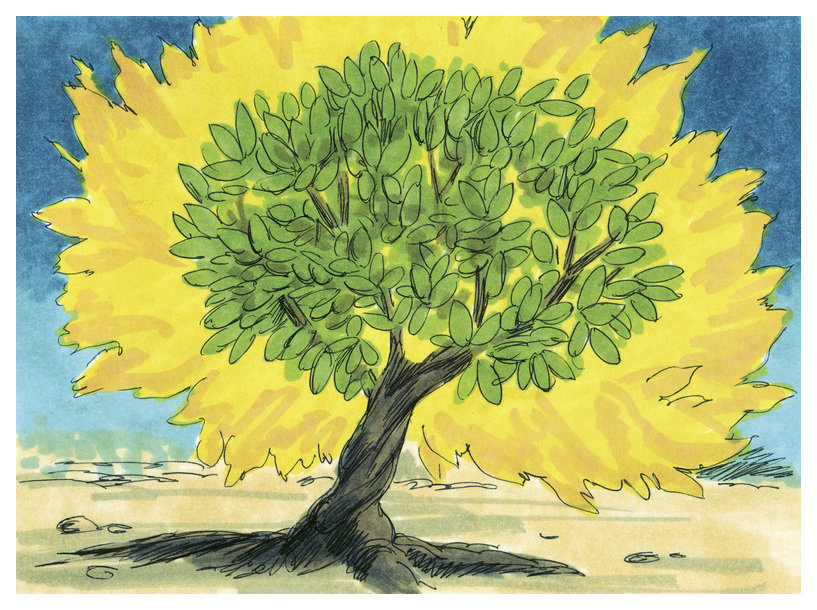
La zarza ardiente (ilustración de 1984 de Jim Padgett, cortesía de Distant Shores Media/Sweet Publishing)

Un anciano le dijo a Rava que se puede leer Éxodo 3:15 como «Este es mi nombre, para ser ocultado». El rabino Avina señaló una contradicción entre «Este es mi nombre, para ser ocultado» y la siguiente cláusula de Éxodo 3:15, «y este es mi memorial para todas las generaciones». El rabino Avina enseñó que Dios dijo que el nombre de Dios no se pronuncia como se escribe el nombre: El Nombre está escrito יהוה, «YHWH», y se lee אֲדֹנָי, «Adonai». Leyendo Zacarías 14:9, «Y el Señor será Rey sobre toda la tierra; en aquel día el Señor será Uno, y Su nombre uno», Rav Naḥman bar Isaac enseñó que el mundo futuro no será como este mundo. En este mundo, el Nombre de Dios se escribe יהוה, YHWH, y se lee אֲדֹנָי, Adonai, pero en el mundo futuro el Nombre de Dios será uno solo: Se escribirá יהוה, «YHWH», y se leerá יהוה, «YHWH».
Al leer Éxodo 3:15, un midrash enseñó que Dios le dijo a Moisés que hablara a los israelitas en el Nombre de Dios (el Tetragrámaton), que es el atributo de la justicia, con el que Dios conduce a Dios Al leer Éxodo 3:15, un midrash enseñó que Dios le dijo a Moisés que hablara a los israelitas en el Nombre de Dios (el Tetragrámaton), que es el atributo de la justicia, con el que Dios se conduce a Sí mismo con los israelitas debido al mérito de sus antepasados.
La Mekhilta del rabino Ishmael enseñó que es debido a Éxodo 3:15 que uno dice (en la oración Amidah) «Bendito seas, oh Señor nuestro Dios, y el Dios de nuestros padres, el Dios de Abraham, el Dios de Isaac y el Dios de Jacob».
La Tosefta equiparó la visitación de Dios con el recuerdo de Dios en versículos como Éxodo 3:16. 
El rabino Ḥama bar Ḥanina enseñó que nuestros antepasados nunca estuvieron sin un consejo de eruditos. Abraham era un anciano y miembro del consejo de eruditos, como dice Génesis 24:1: «Y Abraham era un anciano entrado en años». Eliezer, el sirviente de Abraham, era un anciano y miembro del consejo de eruditos, como dice Génesis 24:2: «Y Abraham dijo a su sirviente, el anciano de su casa, que gobernaba sobre todo lo que tenía», lo que el rabino Eleazar explicó que significaba que gobernaba sobre la Torá de su amo y, por lo tanto, la conocía y tenía control sobre ella. Isaac era un anciano y miembro del consejo de sabios, como dice Génesis 27:1: «Y sucedió que cuando Isaac era anciano». Jacob era un anciano y miembro del consejo de sabios, como dice Génesis 48:10: «Ahora los ojos de Israel estaban nublados por la edad». En Egipto tenían el consejo de sabios, como dice Éxodo 3:16: «Ve y reúne a los ancianos de Israel». Y en el desierto, tenían el consejo de los eruditos, como en Números 11:16, Dios ordenó a Moisés que «reuniera a setenta de los ancianos de Israel».
Un midrash señaló que al decir en Éxodo 3:16: «He tomado nota con toda certeza (פָּקֹ֤ד פָּקַ֙דְתִּי֙, pakod pakadeti)», Dios se hizo eco de la profecía de José en Génesis 50:24: «Dios se fijará en ti (פָּקֹ֧ד יִפְקֹ֣ד, pakod yifkod).» El midrash enseñó que Dios le dijo a Moisés que los ancianos tenían una tradición de José de que Dios los liberaría con esta expresión, por lo que Moisés debía ir y usar esa expresión como señal de la inminente liberación de Dios.
Del mismo modo, Rabí Eliezer enseñó que las cinco letras hebreas de la Torá, que son las únicas entre las letras hebreas que tienen dos formas distintas (dependiendo de si están en el medio o al final de una palabra) —צ פ נ מ כ (Kh, M, N, P, Z)—, todas se relacionan con el misterio de la redención. Con la letra kaph (כ), Dios redimió a Abraham de Ur de los caldeos, como en Génesis 12:1, Dios dice: «Sal de tu tierra y de tu parentela, ...a la tierra que te mostraré». Con la letra «mem» (מ), Isaac fue redimido de la tierra de los filisteos, como en Génesis 26:16, el rey filisteo Abimelec le dijo a Isaac: «Vete de nosotros, porque eres mucho más poderoso (מִמֶּנּוּ, מְאֹד, mimenu m'od) que nosotros». Con la letra «nun» (נ), Jacob fue redimido de la mano de Esaú, como en Génesis 32:12, Jacob oró: «Líbrame, te ruego (הַצִּילֵנִי נָא, hazileini na), de la mano de mi hermano, de la mano de Esaú». Con la letra «pe» (פ), Dios redimió a Israel de Egipto, como en Éxodo 3:16-17, Dios le dijo a Moisés: «Ciertamente te he visitado, (פָּקֹד פָּקַדְתִּי, «pakod pakadeti») y (véase) lo que se os hace en Egipto, y he dicho: Os sacaré de la aflicción de Egipto». Con la letra «tsade» (צ), Dios redimirá a Israel de la opresión de los reinos, y Dios dirá a Israel: He hecho brotar una rama para vosotros, como dice Zacarías 6:12: «He aquí el varón cuyo nombre es el Renuevo (צֶמַח, zemach); y crecerá (יִצְמָח, yizmach) sobre su lugar, y edificará el templo de Jehová». Estas cartas fueron entregadas a Abraham. Abraham se las entregó a Isaac, Isaac se las entregó a Jacob, Jacob entregó el misterio de la Redención a José, y José entregó el secreto de la Redención a sus hermanos, como en Génesis 50:24, José dijo a sus hermanos: «Dios ciertamente os visitará (פָּקֹד יִפְקֹד, pakod yifkod)». Asher, el hijo de Jacob, transmitió el misterio de la Redención a su hija Serah. Cuando Moisés y Aarón se presentaron ante los ancianos de Israel y realizaron señales ante sus ojos, los ancianos se lo contaron a Sara. Ella les dijo que las señales no son reales. Los ancianos le dijeron que Moisés había dicho: «Dios ciertamente te visitará (פָּקֹד יִפְקֹד, pakod yifkod)» (como en Génesis 50:24). Sara dijo a los ancianos que Moisés era quien redimiría a Israel de Egipto, pues oyó (en palabras de Éxodo 3:16): «Ciertamente os he visitado (פָּקֹד פָּקַדְתִּי, pakod pakadeti)». El pueblo creyó inmediatamente en Dios y Moisés, como dice Éxodo 4:31: «Y el pueblo creyó, y oyeron que el Señor había visitado a los hijos de Israel».
Al leer la advertencia de Dios a Moisés en Éxodo 3:19, «Sé que el rey de Egipto no te dejará ir», un midrash enseñó que Dios vio lo que el faraón estaba destinado a hacer y que aumentaría la carga de trabajo del pueblo tan pronto como Moisés fuera a ver al faraón. Así que Dios dio a conocer esto a Moisés para que no reprochara al Cielo. Sin embargo, reprochó al Cielo, y las palabras de Eclesiastés 7:7 se aplican a Moisés: «Porque la opresión convierte a un sabio en necio».

### Éxodo, capítulo 4
Resh Lakish enseñó que la Providencia castiga físicamente a quienes sospechan injustificadamente de los inocentes. En Éxodo 4:1, Moisés dijo que los israelitas «no me creerán», pero Dios sabía que los israelitas creerían. Dios le dijo a Moisés que los israelitas eran creyentes y descendientes de creyentes, mientras que Moisés finalmente no creería. El Talmud explica que Éxodo 4:13 informa que «el pueblo creyó» y Génesis 15:6 informa que el antepasado de los israelitas Abraham «creyó en el Señor», mientras que Números 20:12 informa que Moisés «no creyó». Así, Moisés fue golpeado cuando en Éxodo 4:6 Dios volvió su mano blanca como la nieve.
La Mishná contó la vara milagrosa de Éxodo 4:2-5,17 entre las diez cosas que Dios creó al anochecer al final del sexto día de la creación.
Un midrash leyó las palabras de Moisés a Dios en Éxodo 4:10, «No soy un hombre de palabras, ni ayer, ni el día anterior, ni desde que hablaste», para indicar que Dios había estado persuadiendo a Moisés para que fuera a la misión a Egipto durante siete días, pero Moisés se resistió hasta el incidente de la Zarza Ardiente. El midrash decía «No soy un hombre de palabras» para indicar el primer día, «ayer» para indicar el segundo día, «ni (גַּ֛ם, gam)» para indicar el tercer día, «el día anterior» para indicar el cuarto día, «ni (גַּ֛ם, gam)» para indicar el quinto día, «desde» para indicar el sexto día, y «Tú hablaste» para indicar el séptimo día. 
El rabino Samuel bar Naḥman enseñó que Moisés incurrió por primera vez en su destino de morir en el desierto debido a su conducta en la Zarza Ardiente, pues allí Dios intentó durante siete días persuadir a Moisés para que fuera a Egipto. Y al final, Moisés le dijo a Dios en Éxodo 4:13: «Envía, te ruego, por mano de aquel a quien tú enviarás». Dios respondió que se lo guardaría para Moisés. El rabino Berekiah en nombre del rabino Levi y el rabino Helbo dan respuestas diferentes sobre cuándo Dios recompensó a Moisés. Uno dijo que durante los siete días de la consagración del sacerdocio en Levítico 8, Moisés actuó como Sumo Sacerdote y llegó a pensar que el cargo le pertenecía. Pero al final, Dios le dijo a Moisés que el cargo no era suyo, sino de su hermano, como dice Levítico 9:1: «Y sucedió que al octavo día, Moisés llamó a Aarón». El otro enseñaba que todos los primeros siete días de Adar del cuadragésimo año, Moisés suplicó a Dios que entrara en la Tierra Prometida, pero al final, Dios le dijo en Deuteronomio 3:27: «No cruzarás este Jordán».
El rabino Simeón ben Yojái enseñó que, debido a que Aarón estaba, en palabras de Éxodo 4:14, «contento en su corazón» por el éxito de Moisés, en palabras de Éxodo 28:30, «el pectoral del juicio, el Urim y el Tumim... estarán sobre el corazón de Aarón».

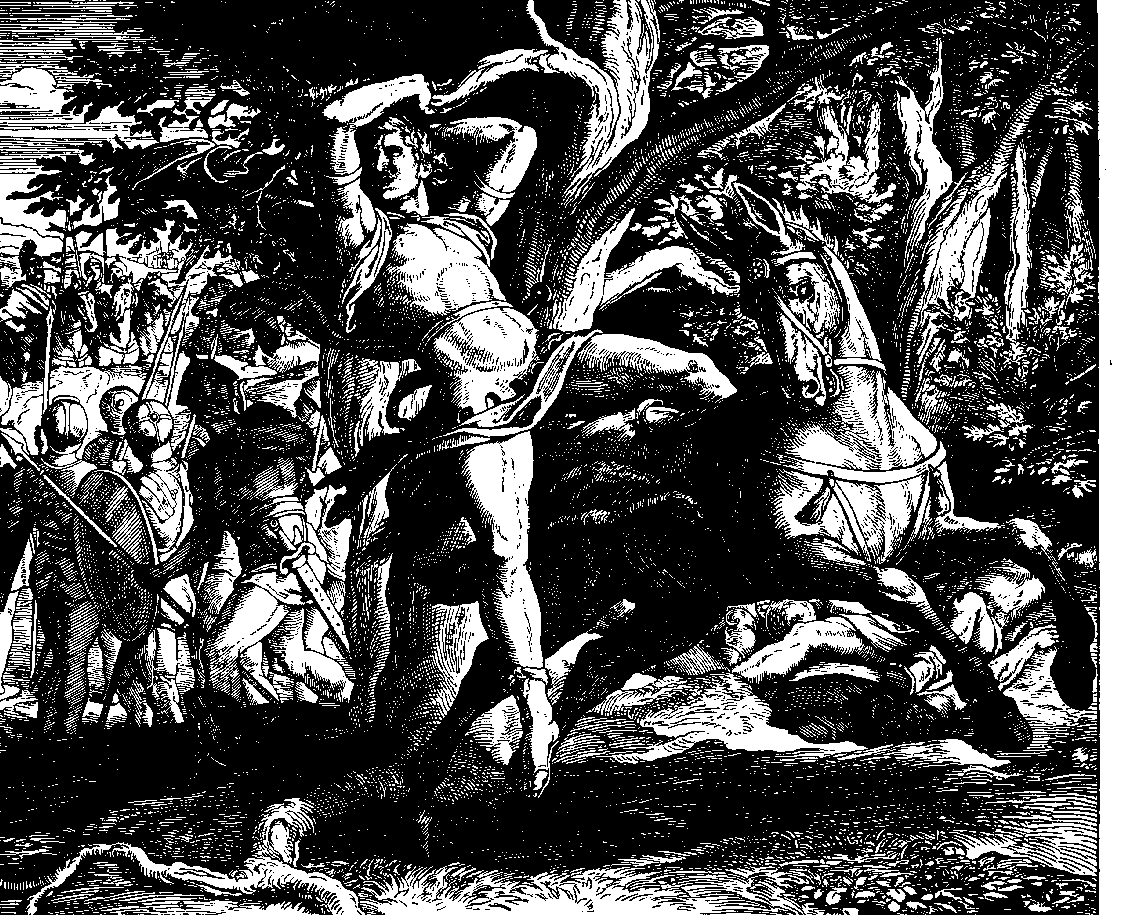
Muerte de Absalón (xilografía de Julius Schnorr von Carolsfeld de la obra Die Bibel in Bildern de 1860)

Un midrash explica por qué Moisés regresó a Jetro en Éxodo 4:18. El midrash enseñaba que cuando Moisés llegó por primera vez a Jetro, juró que no se iría sin el conocimiento de Jetro. Así, cuando Dios le encargó a Moisés que regresara a Egipto, Moisés primero fue a pedirle a Jetro que lo absolviera de su juramento.
El rabino Levi bar Hitha enseñó que al despedirse de un amigo vivo no se debe decir: «Ve en paz (לֵךְ בְּשָׁלוֹם, lech b'shalom)», sino «Ve a la paz (לֵךְ לְשָׁלוֹם, lech l'shalom)». La Guemará citó la despedida de Jetro a Moisés en Éxodo 4:18 como prueba de la despedida adecuada, pues allí Jetro dijo: «Ve en paz», y Moisés siguió adelante para tener éxito en su misión. La Guemará citó la despedida de David a Absalón en 2 Samuel 15:9 como prueba de una despedida inapropiada, porque allí David dijo: «Ve en paz», y Absalón fue y quedó atrapado en un árbol y se convirtió en presa fácil de sus adversarios, que lo mataron.
El rabino Joḥanan dijo, bajo la autoridad del rabino Simeón ben Yoḥai, que dondequiera que la Torá menciona «pelearse» (nizzim), la Torá se refiere a Datán y Abiram. Así, la Guemará identificó como Datán y Abiram a los hombres que, según se informa en Éxodo 4:19, intentaron acabar con la vida de Moisés. Resh Lakish explicó además que en realidad no habían muerto, como parece informar Éxodo 4:19, sino que se habían empobrecido, ya que (como enseñaba una baraita) a los empobrecidos se les considera como si estuvieran muertos (ya que tienen igualmente poca influencia en el mundo). La baraita enseñaba que cuatro tipos de personas se contabilizan como si estuvieran muertas: una persona pobre, una persona afectada por una enfermedad de la piel (una «metzora»), una persona ciega y una persona sin hijos. Una persona pobre se considera muerta, porque Éxodo 4:19 dice: «porque todos los hombres que buscaban tu vida han muerto» (y la Guemará interpretó que esto significaba que habían sido golpeados por la pobreza). Una persona afectada por una enfermedad de la piel (מְצֹרָע, metzora) se considera muerta, porque Números 12:10-12 dice: «Y Aarón miró a Miriam, y he aquí que estaba leprosa (מְצֹרָעַת, metzora'at). Y Aarón dijo a Moisés... que no la considerara como muerta». Los ciegos se consideran muertos, pues en Lamentaciones 3:6 se dice: «Me ha puesto en lugares oscuros, como a los muertos de antaño». Y se considera muerta a la que no tiene hijos, pues en Génesis 30:1, Raquel dijo: «Dame hijos, o si no, estoy muerta».

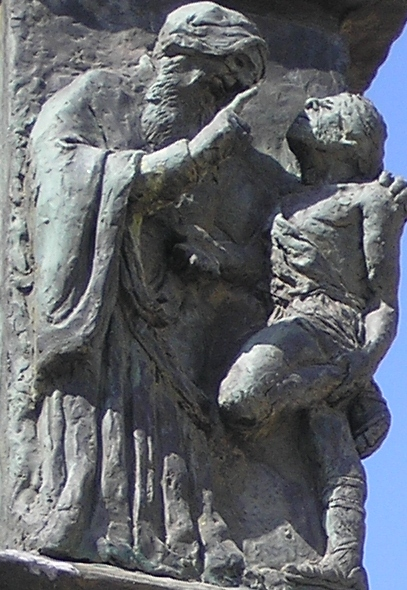
Hillel (escultura en la Menorá de la Knesset, Jerusalén)

Una baraita citó la traducción griega de la Septuaginta de Éxodo 4:20 como uno de los varios casos en los que los traductores variaron el original. Mientras que el hebreo de Éxodo 4:20 dice: «Y Moisés tomó a su esposa y a sus hijos, y los montó en un asno», la baraita informó de que la traducción griega decía: «Y Moisés tomó a su esposa y a sus hijos, y los hizo montar en un carro de hombres», para preservar la dignidad de Moisés. 
Un no judío le pidió a Shammai que lo convirtiera al judaísmo con la condición de que Shammai lo nombrara Sumo Sacerdote. Shammai lo empujó con una regla de albañil. El no judío acudió entonces a Hillel, quien lo convirtió. El converso leyó entonces la Torá, y cuando llegó a la orden de Números 1:51, 3:10 y 18:7 de que «el hombre común que se acerque será condenado a muerte», le preguntó a Hillel a quién se aplicaba la orden. Hillel respondió que se aplicaba incluso a David, rey de Israel, que no había sido sacerdote. A continuación, el converso razonó a fortiori que si la orden se aplicaba a todos los israelitas (no sacerdotes), a quienes en Éxodo 4:22 Dios había llamado «mi primogénito», con cuánta más razón se aplicaría a un simple converso, que llegó entre los israelitas con solo su bastón y su bolsa. Entonces el converso regresó a Shammai, citó el mandato y comentó lo absurdo que había sido pedirle a Shammai que lo nombrara Sumo Sacerdote.
Una baraita enseñaba que el rabino Josué ben Karha dijo que grande es la circuncisión, pues todas las acciones meritorias realizadas por Moisés no lo protegieron cuando retrasó la circuncisión de su hijo Eliezer, y ese fracaso provocó lo que relata Éxodo 4:24: «y el Señor se encontró con él y trató de matarlo». Sin embargo, el rabino José enseñó que Moisés no era apático hacia la circuncisión, sino que razonó que si circuncidaba a su hijo e inmediatamente después partía en su misión hacia el faraón, pondría en peligro la vida de su hijo. Moisés se preguntó si debía circuncidar a su hijo y esperar tres días, pero Dios le había ordenado (en Éxodo 4:19) que «regresara a Egipto». Según el rabino José, Dios trató de castigar a Moisés porque este se ocupó primero de conseguir alojamiento en una posada (en lugar de ocuparse de la circuncisión), como se relata en Éxodo 4:24: «Y sucedió en el camino, en el lugar de alojamiento». Rabán Simeon ben Gamaliel enseñó que el Acusador no buscaba matar a Moisés sino a Eliezer, pues Éxodo 4:25 relata: «Entonces Séfora tomó una piedra de afilar, le cortó el prepucio a su hijo y se lo arrojó a los pies; y dijo: «Ciertamente eres un novio de sangre para mí»». Rabán Simeón ben Gamaliel razonó que el que podía ser llamado «esposo de sangre» era el niño que había sido circuncidado. El rabino Judá bar Bizna enseñó que cuando Moisés tardó en circuncidar a Eliezer, dos ángeles llamados Af (אַף, Ira) y Ḥemah (חֵמָה, Cólera) vinieron y se tragaron a Moisés, sin dejar consumidas más que sus piernas. Zipporah dedujo de que los ángeles dejaran al descubierto la parte inferior de Moisés que el peligro provenía de no circuncidar a Eliezer, y (en palabras de Éxodo 4:25) «tomó una piedra afilada y cortó el prepucio de su hijo», e inmediatamente Af y Ḥemah dejaron ir a Moisés. En ese momento, Moisés quiso matar a Af y Ḥemah, como dice el Salmo 37:8: «Deja la ira (Af) y abandona el enojo (Ḥemah)». Algunos dicen que Moisés sí mató a Ḥemah, como dice Isaías 27:4: «No tengo ira (חֵמָה, Ḥemah)». Pero Deuteronomio 9:19 dice: «Temí el furor (אַף, Af) y la ira (חֵמָה, Ḥemah)», por lo que los dos debían de estar vivos en ese momento posterior. La Guemará postuló que podría haber habido dos ángeles llamados Ḥemah. Alternativamente, la Guemará sugirió que Moisés pudo haber matado a una de las legiones de Ḥemah.
Una baraita enseñaba que Serah, la hija de Asher mencionada en Génesis 46:17 y Números 26:46, sobrevivió desde el momento en que Israel bajó a Egipto hasta el momento de la travesía por el desierto. La Guemará enseñaba que Moisés fue a verla para preguntarle dónde habían enterrado a José los egipcios. Ella le dijo que los egipcios habían hecho un ataúd de metal para José. Los egipcios colocaron el ataúd en el Nilo para que sus aguas fueran bendecidas. Moisés fue a la orilla del Nilo y llamó a José para decirle que había llegado el momento de que Dios liberara a los israelitas, y que el juramento que José había impuesto a los hijos de Israel en Génesis 50:25 había llegado a su momento de cumplimiento. Moisés pidió a José que se mostrara, e inmediatamente el ataúd de José subió a la superficie del agua. De manera similar, un midrash enseñaba que Sara transmitió a los israelitas una contraseña secreta transmitida por Jacob para que reconocieran a su libertador. El midrash decía que cuando, como relata Éxodo 4:30, «Aarón pronunció todas las palabras» al pueblo israelita, «Y el pueblo creyó», como relata Éxodo 4:31, no creyeron solo porque hubieran visto las señales. Más bien, como se relata en Éxodo 4:31, «Oyeron que el Señor había visitado»; creyeron porque oyeron, no porque vieron las señales. Lo que les hizo creer fue la señal de la visitación de Dios que Dios les comunicó a través de una tradición de Jacob, que Jacob transmitió a José, José a sus hermanos, y Aser, el hijo de Jacob, transmitió a su hija Serah, que todavía estaba viva en la época de Moisés y Aarón. Aser le dijo a Sara que cualquier redentor que viniera y dijera la contraseña a los israelitas sería su verdadero libertador. Así que cuando Moisés vino y dijo la contraseña, la gente le creyó de inmediato. 

### Éxodo, capítulo 5
Mientras que la casa de Shamai argumentaba que el requisito para la aparición ofrenda era mayor que el de la ofrenda festiva, la casa de Hillel citó Éxodo 5:1 para demostrar que la ofrenda festiva se aplicaba tanto antes como después de la revelación en el Monte Sinaí, y por lo tanto su requisito era mayor que el de la ofrenda de aparición. 
Un midrash interpretó las palabras de Proverbios 29:23, «El orgullo del hombre lo humillará; pero el que tiene espíritu humilde alcanzará el honor», para aplicarlas al faraón y a Moisés, respectivamente. El midrash enseñó que las palabras «El orgullo de un hombre lo humillará» se aplican al faraón, quien en Éxodo 5:2 preguntó con arrogancia: «¿Quién es el Señor para que yo escuche su voz?», y así, como relata el Salmo 136:15, Dios «derrocó al faraón y a su ejército». Y el midrash enseñó que las palabras «pero el que es de espíritu humilde alcanzará el honor» se aplican a Moisés, quien en Éxodo 8:5, le preguntó humildemente al faraón: «Ten esta gloria sobre mí; ¿en qué momento rogaré por ti... para que las ranas sean destruidas?», y fue recompensado en Éxodo 9:29 con la oportunidad de decir: «Tan pronto como salga de la ciudad, extenderé mis manos al Señor [y]». . que las ranas sean destruidas», y fue recompensado en Éxodo 9:29 con la oportunidad de decir: “Tan pronto como salga de la ciudad, extenderé mis manos al Señor [y] cesarán los truenos, y no habrá más granizo”.
Los fariseos señalaron que, mientras que en Éxodo 5:2 el faraón preguntó quién era Dios, una vez que Dios lo había golpeado, en Éxodo 9:27 el faraón reconoció que Dios era justo. Citando esta yuxtaposición, los fariseos se quejaron de los herejes que ponían el nombre de los gobernantes terrenales por encima del nombre de Dios.
El rabino Nechunia, hijo de Hakkanah, citó al faraón como ejemplo del poder del arrepentimiento. El faraón se rebeló gravemente contra Dios, diciendo, como se relata en Éxodo 5:2: «¿Quién es el Señor, para que yo escuche su voz?». Pero luego el faraón se arrepintió usando los mismos términos de discurso con los que pecó, diciendo las palabras de Éxodo 15:11: «¿Quién como tú, Señor, entre los poderosos?». Así, Dios libró al faraón de la muerte. El rabino Nechunia dedujo que el faraón había muerto a partir de Éxodo 9:15, en el que Dios le dijo a Moisés que le dijera al faraón: «Porque ahora había extendido mi mano y te golpeaba».

## En la interpretación judía medieval
La parashá se discute en estas fuentes judías medievales:

### Éxodo, capítulo 2

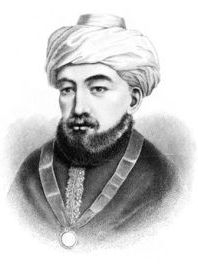
Maimónides

Maimónides leyó Éxodo 18:21, «hombres de poder», para dar a entender que los jueces deben tener un corazón valiente para salvar a los oprimidos del opresor, como informa Éxodo 2:17: «Y Moisés se levantó y los liberó».

### Éxodo, capítulo 3
Al leer la autoidentificación de Dios a Moisés en Éxodo 3:15, «El Señor, el Dios de tus padres, el Dios de Abraham, el Dios de Isaac y el Dios de Jacob, me ha enviado a ti: Este será mi nombre para siempre», Baḥya ibn Paquda explicó que Dios utilizó esta descripción porque las personas no pueden entender nada acerca de Dios, excepto el nombre de Dios y que Dios existe. Así, Dios se identificó a sí mismo ante los israelitas a través de la forma en que obtuvieron conocimiento de Dios: las tradiciones de sus antepasados de quienes lo heredaron, como dice Génesis 18:19: «Porque yo (Dios) lo he conocido (a Abraham), para que él ordene a sus hijos y a su casa después de él, que guarden el camino del Señor, para hacer justicia y equidad». Bahía sugirió que también podría ser posible que Dios se revelara a ellos a través de sus antepasados porque solo ellos en sus generaciones sirvieron a Dios cuando todos a su alrededor adoraban a otros «dioses» (como ídolos, el sol, la luna o el dinero). Bahía enseñó que esto también explica que Dios sea llamado «el Dios de los hebreos» en Éxodo 3:18. Así, Bahía concluyó que la intención de Dios en Éxodo 3:15 era que si el pueblo no podía entender las palabras de Dios y sus implicaciones a través de la razón intelectual, entonces Moisés debía decirles que Dios les era conocido a través de la tradición que recibieron de sus antepasados. Porque Dios no estableció ninguna otra forma de conocerlo, excepto a través de (1) lo que la razón intelectual testifica a través de la evidencia de los hechos de Dios que se manifiestan en las creaciones de Dios y (2) la tradición ancestral.

### Éxodo, capítulo 4
Al leer la declaración de Dios en Éxodo 4:21 de que «endureceré su corazón» y declaraciones similares en Éxodo 7:3; 9:12; 10:1, 20, 27; 11:10; y 14: 4, 8 y 17, Maimónides concluyó que es posible que una persona cometa un pecado tan grande, o tantos pecados, que Dios decrete que el castigo por estos actos voluntarios y conscientes sea la eliminación del privilegio del arrepentimiento (teshuvah). De este modo, el ofensor no podría arrepentirse y no tendría el poder de volver de la ofensa, y el ofensor moriría y se perdería a causa de la ofensa. Maimónides interpretó que esto era lo que Dios dijo en Isaías 6:10: «Engorda el corazón de este pueblo, y endurece sus oídos, y debilita sus ojos, para que no vea con sus ojos, ni oiga con sus oídos, ni su corazón entienda, se arrepienta y sea sanado». De manera similar, 2 Crónicas 36:16 relata: «Se burlaron de los mensajeros de Dios, desdeñaron sus palabras e insultaron a sus profetas hasta que la ira de Dios se levantó sobre el pueblo, sin posibilidad de curación». Maimónides interpretó estos versículos para enseñar que pecaron voluntariamente y en una medida tan atroz que merecían que se les negara el arrepentimiento. Y así, debido a que el faraón pecó por su cuenta al principio, perjudicando a los judíos que vivían en su tierra, como lo informa Éxodo 1:10, «Hagamos astutamente con ellos», Dios emitió el juicio de que el arrepentimiento sería retenido del faraón hasta que recibiera su castigo, y por lo tanto Dios dijo en Éxodo 14:4, «Endureceré el corazón del faraón». Maimónides explicó que Dios envió a Moisés para decirle al faraón que enviara a los judíos y se arrepintiera, cuando Dios ya le había dicho a Moisés que el faraón se negaría, porque Dios buscaba informar a la humanidad de que cuando Dios niega el arrepentimiento a un pecador, el pecador no podrá arrepentirse. Maimónides dejó claro que Dios no decretó que el faraón hiciera daño al pueblo judío; más bien, el faraón pecó deliberadamente por su cuenta, y por lo tanto merecía que se le negara el privilegio del arrepentimiento.

## En la interpretación moderna
La parashá se discute en estas fuentes modernas:

### Éxodo, capítulo 1
Observando que Éxodo 1:11 no identifica al faraón involucrado, Nahum Sarna escribió que el término «faraón» en el antiguo Egipto significaba simplemente «la gran casa». El término se aplicaba originalmente al palacio real y a la corte, pero a finales de la XVIII dinastía, los egipcios empezaron a utilizarlo por metonimia para referirse al monarca reinante, al igual que los angloparlantes utilizarían hoy en día «La Casa Blanca» o «Ayuntamiento». Walter Brueggemann señaló que, si bien Éxodo 1:11 no nombra al faraón, Éxodo 1:15 sí nombra a las obstétricas desafiantes Shiphrah y Puah.

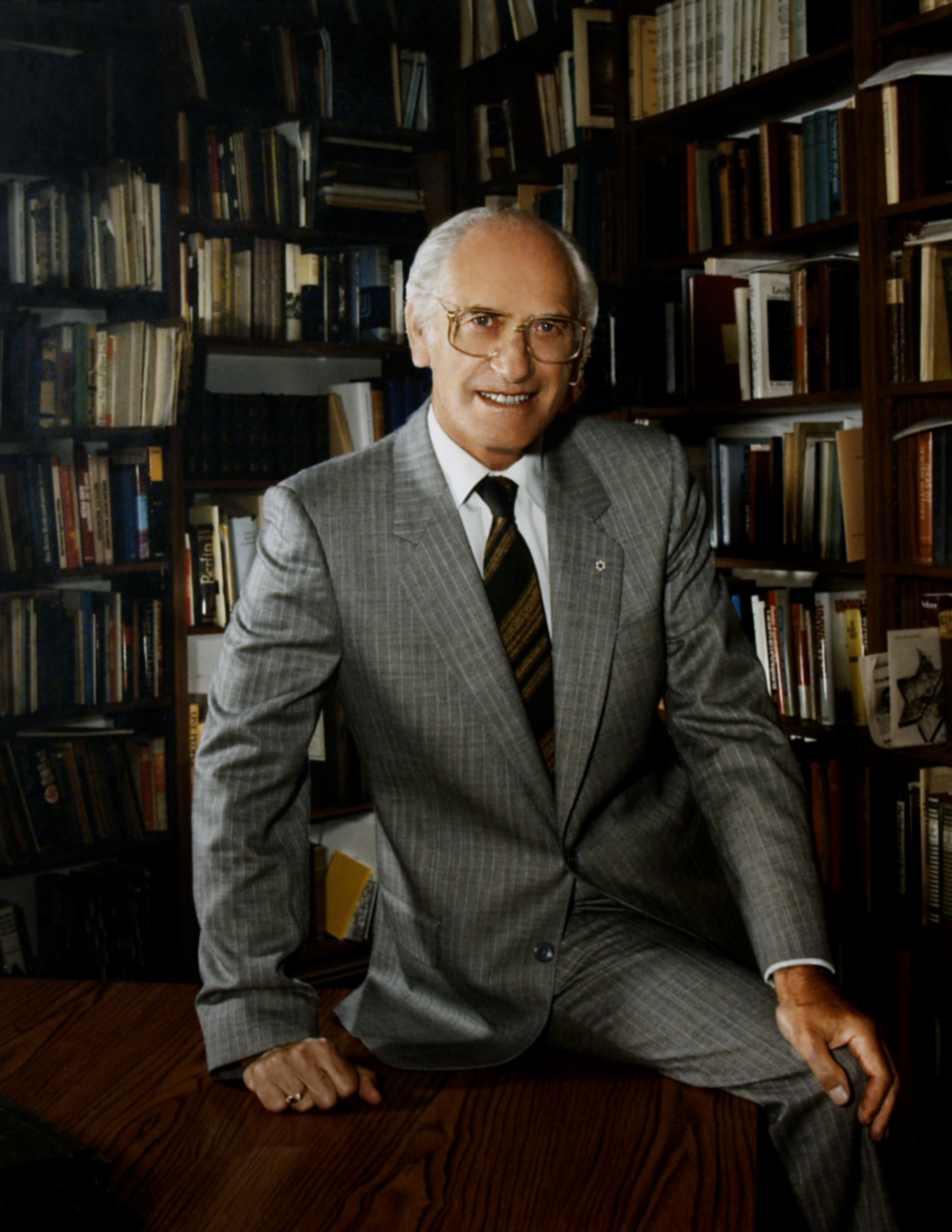
Plaut

Al leer «parteras hebreas (עִבְרִיֹּת, Ivrit)» en Éxodo 1:15, Gunther Plaut señaló que sus nombres eran semíticas noroccidentales, lo que sugiere que eran hebreas. Plaut informó de que los estudiosos en general coinciden en que el término «hebreo» (עִברִי, Ivri) proviene del nombre de un grupo llamado Habiru o Apiru, personas que habían perdido su estatus en la comunidad de la que procedían y que no estaban necesariamente emparentadas, salvo por un destino común.  Plaut escribió que los «Habiru» eran una clase de personas que vivieron en el Creciente Fértil durante los siglos XIX al XIV a. C. que podrían haber venido originalmente de Arabia, se hicieron prominentes en Mesopotamia, y más tarde se extendieron a Egipto. Los «habiru» siguieron distintas ocupaciones, en particular mercenarios y administradores. Aunque al principio eran nómadas o seminómadas, más tarde se establecieron, pero por lo general se les consideraba extranjeros y mantenían su identidad de grupo. El término «habiru» no se refería tanto a un grupo étnico o lingüístico como a un grupo social o político. Plaut informó de que las palabras «habiru» y «hebreo» (עִברִי, «ivri») parecen compartir una raíz lingüística común. Plaut concluyó que los israelitas en Egipto probablemente ocupaban puestos similares a los «habiru» o se identificaban con ellos debido a los lazos familiares. Cuando los no israelitas aplicaron repetidamente el término a los israelitas, estos mismos comenzaron a utilizar el nombre «Habiru», que pronunciaban «Ivri». Plaut consideró posible que durante algún tiempo el término «Ivri» se utilizara solo cuando los israelitas hablaban de sí mismos a los forasteros y cuando los forasteros se referían a ellos. Así, Génesis 14:13 llama a Abram «Ivri» frente a un forastero, y Jonás dice: «Soy un Ivri», cuando unos marineros no israelitas le preguntan por su identidad en Jonás 1:9, 1:9, pero por lo demás, los israelitas se referían a sí mismos por sus tribus (por ejemplo, Judá o Efraín) o por su antepasado común, Israel. 
Sarna sugirió que el narrador bíblico podría haber interpretado la aflicción de las aguas del Nilo y la plaga de ranas como una especie de castigo por los decretos del faraón que ordenaban matar a los israelitas varones al nacer en Génesis 1:16 y ahogarlos en el Nilo en Génesis 1:22. 

### Éxodo, capítulo 2

Freud

Sigmund Freud vio en la historia de Moisés en las cañas en Éxodo 2:1-10 ecos de un mito de un héroe que se enfrenta valientemente a su padre y al final lo vence. El mito remonta esta lucha a los albores de la vida del héroe, haciéndolo nacer en contra de la voluntad de su padre y salvándolo a pesar de las malas intenciones de su padre. Freud escribió que la exposición en la cesta simbolizaba el nacimiento, con la cesta como el útero y el arroyo como el agua en el nacimiento. Freud escribió que los sueños a menudo representan la relación del niño con los padres al dibujar o salvarse del agua. Un pueblo atribuiría este mito a una persona famosa para reconocerla como un héroe cuya vida se había ajustado al plan típico. Freud explicó que la fuente interna del mito era el «romance familiar» del niño, en el que el hijo reacciona al cambio en su relación interna con sus padres, especialmente con su padre. En este romance, los primeros años del niño se rigen por la sobreestimación de su padre, representado por un rey en los sueños. Más tarde, influenciado por la rivalidad y la decepción, se produce la liberación de los padres y una actitud crítica hacia el padre. Las dos familias del mito, la noble y la humilde, son, por tanto, imágenes de la propia familia del niño tal y como se le aparecen en períodos sucesivos.

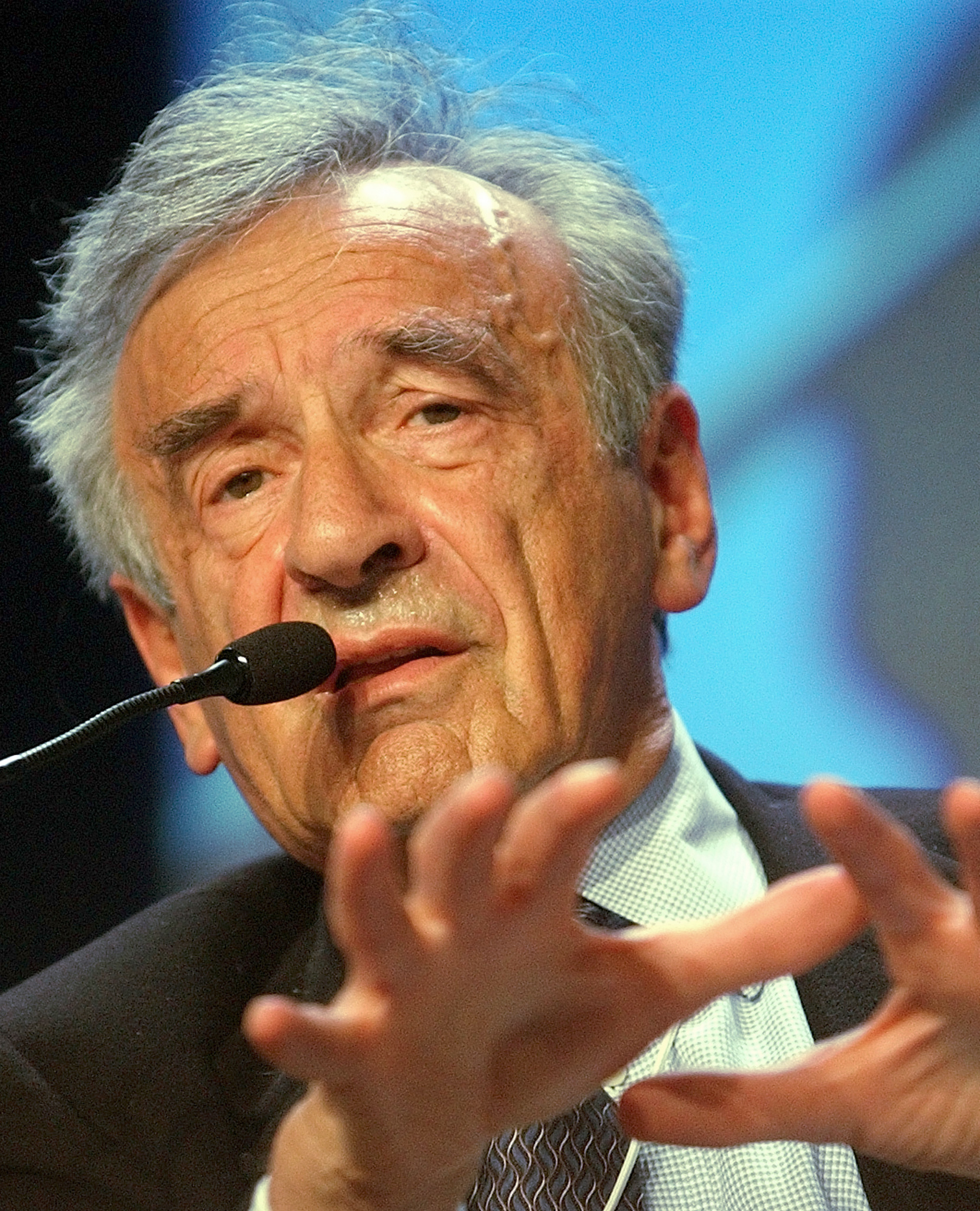
Wiesel

Elie Wiesel argumentó que Moisés huyó de Egipto en Éxodo 2:15 porque estaba decepcionado con sus compañeros judíos. El faraón no lo habría castigado por matar a un egipcio de clase baja o amonestar a un supervisor judío. Solo había tres personas presentes cuando Moisés mató al egipcio: el egipcio, que no pudo contar la historia porque estaba muerto; Moisés, que no había hablado; y el judío al que Moisés había salvado, que debió delatarle. Cuando Moisés se dio cuenta de esto, debió de ser cuando decidió huir. 

### Éxodo, capítulo 3
Moshe Greenberg escribió que se puede ver toda la historia del Éxodo como «el movimiento de la manifestación ardiente de la presencia divina». Del mismo modo, William Propp identificó el fuego (אֵשׁ, esh) como el medio en el que Dios aparece en el plano terrestre: en la Zarza Ardiente de Éxodo 3:2, la columna de nube de Éxodo 13:21-22 y 14:24, en la cima del monte Sinaí en Éxodo 19:18 y 24:17, y sobre el Tabernáculo en Éxodo 40:38. 

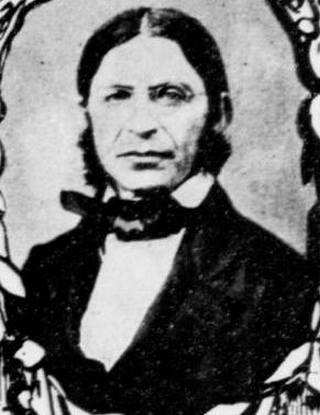
Geiger

Al leer versículos como Éxodo 3:6, 15 y 16, y 4:5, que identifican a Dios como el Dios de Abraham, Isaac y Jacob, Abraham Geiger escribió que el judaísmo no pretende ser obra de individuos, sino de todo el pueblo. «No habla del Dios de Moisés, ni del Dios de los Profetas, sino del Dios de Abraham, Isaac y Jacob, del Dios de toda la raza». 
Nathan MacDonald informó de cierta controversia sobre el significado exacto de la descripción de la Tierra de Israel como una «tierra que mana leche y miel», como en Éxodo 3:8 y 17, 13:5 y 33:3, Levítico 20:24, Números 13:27 y 14:8, y Deuteronomio 6:3, 11:9, 26:9 y 15, 27:3 y 31:20. MacDonald escribió que el término para leche (חָלָב, chalav) podría ser fácilmente la palabra para «grasa» (חֵלֶב, chelev), y la palabra para miel (דְבָשׁ, devash) podría indicar no la miel de las abejas, sino un jarabe dulce hecho de fruta. La expresión evocaba una sensación general de la generosidad de la tierra y sugería una riqueza ecológica que se manifestaba de varias maneras, no solo con leche y miel. MacDonald señaló que la expresión siempre se utilizaba para describir una tierra que el pueblo de Israel aún no había experimentado y, por lo tanto, la caracterizaba como una expectativa siempre futura. 

El Tetragrámaton en el paleohebreo (siglo X a. C. a 135 d. C.), antiguo arameo (a) y escritura hebrea cuadrada (hasta la actualidad)

Al leer Éxodo 3:14-15, Robert Oden enseñó que el nombre de Dios אֶהְיֶה אֲשֶׁר אֶהְיֶה, «Ehyeh Asher Ehyeh», «Yo soy el que soy» o «Yo seré el que seré», empleaba la primera persona del singular del verbo «ser», y luego el Nombre de Dios de cuatro letras, יְהוָה, YHVH, parece la forma causativa masculina en tercera persona del singular del verbo «ser», como en «el que hace ser», que Oden argumentó que probablemente era parte de un epíteto más largo adjunto al dios cananeo El, el dios supremo de los cananeos. Oden argumentó que «Ehyeh» era una versión alternativa, antigua y primitiva de «YHVH» que procedía de un dialecto amorreo distinto, y que por lo tanto era el mismo nombre. Oden señaló que en Éxodo 3 y 6, Dios se identificó a sí mismo en relación con las personas, no con un lugar. Oden postuló que la ocasión para la revelación del Nombre de Dios de cuatro letras, יְהוָה, YHVH, fue la unión de las 12 tribus de Israel como una nueva confederación (como se describe en Josué 24)

### Éxodo, capítulo 4
Everett Fox señaló que «gloria» (כְּבוֹד, «kevod») y «terquedad» (כָּבֵד לֵב, «kaved lev») son palabras principales a lo largo del libro del Éxodo que le dan un sentido de unidad. De manera similar, Propp identificó la raíz «kvd», que connota pesadez, gloria, riqueza y firmeza, como un tema recurrente en el Éxodo: Moisés sufrió de una boca pesada en Éxodo 4:10 y brazos pesados en Éxodo 17:12; el faraón tenía firmeza de corazón en Éxodo 7:14; 8:11, 28; 9:7, 34; y 10:1; el faraón hizo pesado el trabajo de Israel en Éxodo 5: 9; Dios, en respuesta, envió plagas severas en Éxodo 8:20; 9:3, 18, 24; y 10:14, para que Dios pudiera ser glorificado sobre el faraón en Éxodo 14:4, 17 y 18; y el libro culmina con el descenso de la Gloria ardiente de Dios, descrita como una «nube densa», primero sobre el Sinaí y más tarde sobre el Tabernáculo en Éxodo 19:16; 24:16-17; 29:43; 33:18, 22; y 40:34-38. 

Diagrama de la hipótesis documental

## En análisis crítico
Algunos eruditos que siguen la hipótesis documental encuentran pruebas de cinco fuentes distintas en la parashá. Estos eruditos ven la mayor parte de la historia como el entretejido de relatos compuestos por el jahvista —(a veces abreviado J) que escribió en el sur, en la tierra de la Tribu de Judá, posiblemente ya en el siglo X a. C.— y el elohista (a veces abreviado E) que escribió en el norte, en la tierra de la Tribu de Efraín, posiblemente ya en la segunda mitad del siglo IX a. C. Uno de esos eruditos, Richard Elliott Friedman, atribuye al jahvista los versículos 1:6 y 22; 2:1–23a; 3:2–4a, 5, 7–8 y 19–22; 4:19–20 y 24–26; y 5:1–2. Y atribuye al Elohist los versículos 1:8-12 y 15-21; 3:1, 4b, 6 y 9-18; 4:1-18, 20b-21a, 22-23 y 27-31; y 5:3-6:1 del Éxodo.  Friedman atribuye entonces tres pequeñas inserciones —Éxodo 1:7 y 13-14; y 2:23b-25— a la fuente sacerdotal que escribió en el siglo VI o V a. C.  Para una distribución similar de versículos.

## Mandamientos
Según Maimónides y el Sefer Ha-Chinuch, no hay mandamientos en la parashá.

## En la liturgia
La Hagadá de la Pascua Judía, en la sección «magid» del Séder, cita Éxodo 1:7 para aclarar el informe en Deuteronomio 26:5 de que los israelitas se habían vuelto «grandes» y «poderosos».

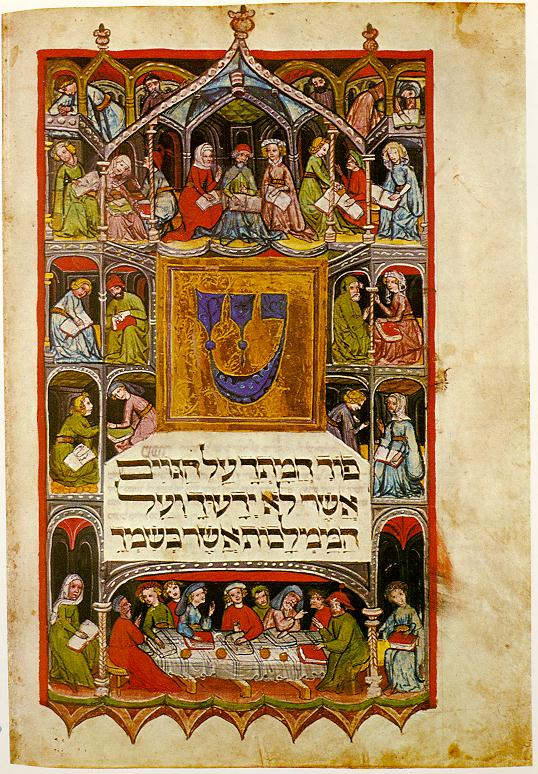
Una página de una Hagadá alemana del siglo XIV

A continuación, la Hagadá cita Éxodo 1:10-13 para aclarar el informe de Deuteronomio 26:6 de que «los egipcios nos trataron mal [a los israelitas], nos afligieron y nos impusieron una dura esclavitud». La Hagadá cita Éxodo 1:10 para la proposición de que los egipcios atribuyeron malas intenciones a los israelitas o los trataron mal. La Hagadá cita Éxodo 1:11 para la proposición de que los egipcios afligieron a los israelitas. Y la Hagadá cita Éxodo 1:13 para la proposición de que los egipcios impusieron trabajos forzados a los israelitas.
También en la sección magid, la Hagadá cita Éxodo 1:14 para responder a la pregunta: ¿Con qué propósito comen los judíos hierbas amargas (maror)? La Hagadá cita Éxodo 1:14 para la proposición de que los judíos lo hacen porque los egipcios amargaron la vida de los israelitas en Egipto.
También en la sección «magid», la Hagadá cita Éxodo 1:22, 2:23-25 y 3:9 para dilucidar el informe en Deuteronomio 26:7 de que «clamamos al Señor, Dios de nuestros padres, y el Señor oyó nuestra voz y vio nuestra aflicción, y nuestra fatiga y nuestra opresión».  La Hagadá cita Éxodo 1:22 para explicar el sufrimiento de los israelitas, interpretando ese sufrimiento como la pérdida de los bebés varones. La Hagadá cita Éxodo 2:23 para la proposición de que los israelitas clamaron a Dios. La Hagadá cita Éxodo 2:24 para la proposición de que Dios escuchó la voz de los israelitas. La Hagadá cita Éxodo 2:25 para la proposición de que Dios vio la aflicción de los israelitas, interpretando esa aflicción como la suspensión de la vida familiar. Y la Hagadá cita Éxodo 3:9 para explicar la opresión de los israelitas, interpretando esa opresión como presión o persecución.
Y poco después, la Hagadá cita Éxodo 4:17 para dilucidar el término «señales» en Deuteronomio 26:8, interpretando la «señal» como la vara de Moisés.
La identificación de Dios en Éxodo 3:6 como «el Dios de Abraham, el Dios de Isaac y el Dios de Jacob» se refleja en la primera bendición de la plegaria Amidah. 
El «grito» (tza'akah) de los israelitas que Dios reconoció en Éxodo 3:7 aparece en la oración de liberación «Ana B'khoah» recitada en el Kabbalat Shabat servicio de oración entre el Salmo 29 y Lejá Dodí.
Según un midrash, Éxodo 3:12 establece la intención de Dios al sacar a Israel de la esclavitud egipcia cuando dice: «serviréis a Dios en este monte». Y fue a este servicio al que Moisés dedicó el Tabernáculo, y fue el día en que Moisés completó el Tabernáculo que Moisés compuso el Salmo 91, que los judíos recitan en la sección Pseukei D'Zimrah del servicio de oración de la mañana (Shajarit).
El intercambio entre Moisés y Dios en Éxodo 3:13-14 sobre el nombre de Dios trata en parte de cómo nosotros, como seres humanos, podemos percibir a Dios, y eso a su vez es una de las motivaciones de la oración. 
Algunos judíos leen sobre el cayado de Moisés en Éxodo 4:17 mientras estudian Pirkei Avot  en un sabbat entre la Pascua y Rosh Hashaná.

### Antiguo
- Satire of Trades. Papyrus Sallier II, column VI, lines 1-3 Middle Kingdom of Egypt. (life of bricklayers).
- The Legend of Sargon. Assyria, 7th century BCE. In e.g. James B. Pritchard. Ancient Near Eastern Texts Relating to the Old Testament, page 119. Princeton: Princeton University Press, 1969. (child upon the water).

### Bíblico
- Genesis 15:13–16 (sojourn in Egypt); 17:7–14 (circumcision); 21:14–16 (abandoned infant); 24:10–28 (courtship at the well); 29:1–12 (courtship at the well).
- Exodus 7:3; 9:12; 10:1, 20, 27; 11:10; 14:4, 8] (hardening Pharaoh's heart).
- Deuteronomy 2:30 (hardening of heart); 15:7 (hardening of heart); 33:16 (bush).
- Joshua 11:20 (hardening of heart).
- Ezekiel 16:3–5 (abandoned infant).
- Job 38–39 (God asking who created the world).

### Antiguo no rabínico
- Ezekiel the Tragedian. Exagōgē. 2nd century BCE. Translated by R.G. Robertson. In The Old Testament Pseudepigrapha: Volume 2: Expansions of the "Old Testament" and Legends, Wisdom and Philosophical Literature, Prayers, Psalms, and Odes, Fragments of Lost Judeo-Hellenistic works. Edited by James H. Charlesworth, pages 808–15. New York: Anchor Bible, 1985.
- Romans 9:14–18. 1st century. (hardening Pharaoh's heart).
- 2 Timothy 3:8–9. Rome, 67 CE. (magicians opposing Moses).
- Hebrews 11:23–27. Late 1st century. (Moses).
- Matthew 2:16–18. Late 1st century. (slaughter of the innocents).
- Acts 7:17–35. Late 1st century. (Moses).
- Revelation 17:17. Late 1st century. (changing hearts to God's purpose).
- Josephus. Antiquities of the Jews 2:9:1–2:13:4. Circa 93–94. In, e.g., The Works of Josephus: Complete and Unabridged, New Updated Edition. Translated by William Whiston, pages 66–73. Peabody, Massachusetts: Hendrickson Publishers, 1987.
- Qur'an 20:9–48; 26:10–29; 27:7–12; 28:3–35; 79:15–19. Arabia, 7th century.

### Rabínico clásico
- Mishnah: Sotah 1:7–9; Avot 5:6; Yadayim 4:8. 3rd century. In, e.g., The Mishnah: A New Translation. Translated by Jacob Neusner, pages 449, 686, 1131. New Haven: Yale University Press, 1988.

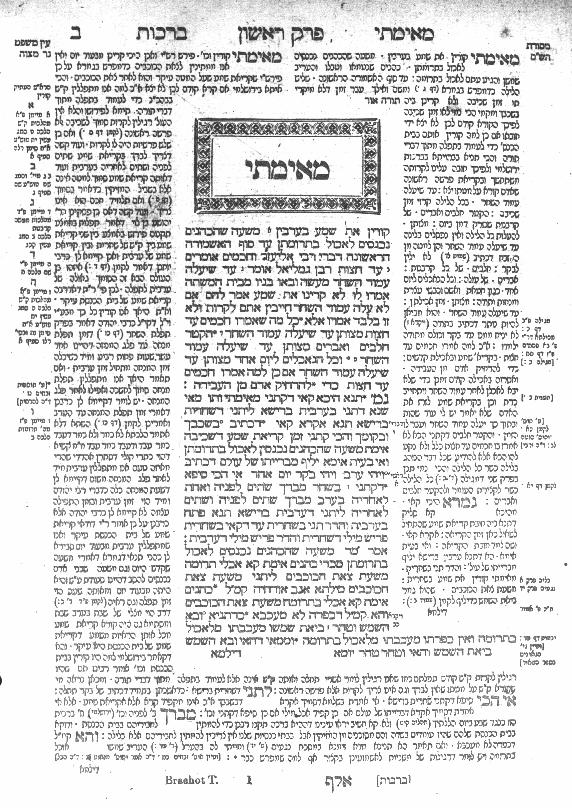
Talmud

- Tosefta: Rosh Hashanah 2:13; Chagigah 1:4; Sotah 3:13, 4:12, 10:10. 3rd–4th century. In, e.g., The Tosefta: Translated from the Hebrew, with a New Introduction. Translated by Jacob Neusner, pages 615, 665, 841, 848, 877. Peabody, Massachusetts: Hendrickson Publishers, 2002.
- Jerusalem Talmud: Berakhot 87a; Shabbat 106b; Pesachim 20b; Yoma 23b; Taanit 9b, 16b, 24b, 30a; Megillah 15b; Yevamot 43b; Nedarim 4a, 13a, 31b; Sotah 8a; Bava Kamma 24b. Tiberias, Land of Israel, circa 400 CE. In, e.g., Talmud Yerushalmi. Edited by Chaim Malinowitz, Yisroel Simcha Schorr, and Mordechai Marcus, volumes 2, 15, 18, 21, 25–26, 30, 33, 36, 41. Brooklyn: Mesorah Publications, 2006–2018. And in, e.g., The Jerusalem Talmud: A Translation and Commentary. Edited by Jacob Neusner and translated by Jacob Neusner, Tzvee Zahavy, B. Barry Levy, and Edward Goldman. Peabody, Massachusetts: Hendrickson Publishers, 2009.
- Genesis Rabbah 1:5; 4:6; 12:2; 16:5; 22:12–13; 30:8; 31:9; 33:3; 36:3; 40:6; 42:3; 43:8; 53:4; 55:6; 56:2; 60:11; 63:8, 14; 64:8; 70:11; 71:6; 76:1–2; 95 (MSV); 97:6; 100:3, 11. Land of Israel, 5th century. In, e.g., Midrash Rabbah: Genesis. Translated by Harry Freedman and Maurice Simon, volume 1, pages 2, 32, 89, 130, 191–92, 236, 243, 263, 290, 331, 343, 358, 464, 486, 492; volume 2, pages 534, 565, 570, 578, 645, 657, 701–03, 919, 943, 990, 1001. London: Soncino Press, 1939.
- Babylonian Talmud: Berakhot 7a, 55a, 62b; Shabbat 31a, 97a; Eruvin 53a; Pesachim 39a, 50a, 116b; Yoma 28b, 75a; Megillah 9a, 29a; Moed Katan 29a; Ketubot 111b–12a; 31b–32a, 64b–65a; Sotah 5a, 9b, 11a–13a, 35a, 36b; Kiddushin 13a, 71a; Bava Batra 120a; Sanhedrin 101b, 106a; Chullin 92a, 127a. Sasanian Empire, 6th century. In, e.g., Talmud Bavli. Edited by Yisroel Simcha Schorr, Chaim Malinowitz, and Mordechai Marcus, 72 volumes. Brooklyn: Mesorah Pubs., 2006.

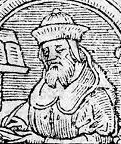
Rashi

### Medieval
- Exodus Rabbah 1:1–5:23. 10th century. In, e.g., Midrash Rabbah: Exodus. Translated by S. M. Lehrman. London: Soncino Press, 1939.
- Rashi. Commentary. Exodus 1–6. Troyes, France, late 11th century. In, e.g., Rashi. The Torah: With Rashi's Commentary Translated, Annotated, and Elucidated. Translated and annotated by Yisrael Isser Zvi Herczeg, volume 2, pages 1–51. Brooklyn: Mesorah Publications, 1994.

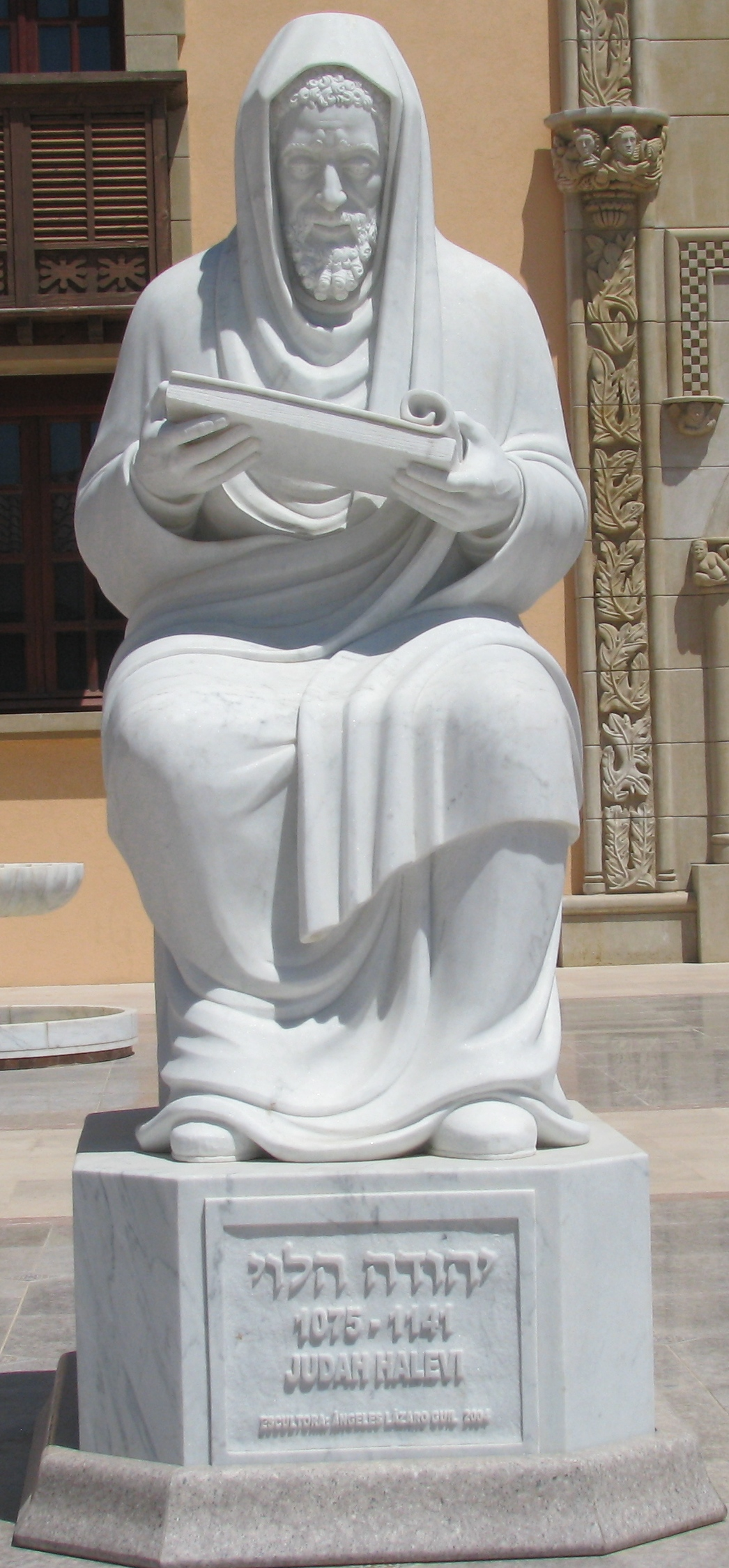
Judah Halevi

- Rashbam. Commentary on the Torah. Troyes, early 12th century. In, e.g., Rashbam's Commentary on Exodus: An Annotated Translation. Edited and translated by Martin I. Lockshin, pages 9–59. Atlanta: Scholars Press, 1997.
- Judah Halevi. Kuzari. 4:3, 15. Toledo, Spain, 1130–1140. In, e.g., Jehuda Halevi. Kuzari: An Argument for the Faith of Israel. Introduction by Henry Slonimsky, pages 202, 221. New York: Schocken, 1964.
- Abraham ibn Ezra. Commentary on the Torah. France, 1153. In, e.g., Ibn Ezra's Commentary on the Pentateuch: Exodus (Shemot). Translated and annotated by H. Norman Strickman and Arthur M. Silver, volume 2, pages 1–128. New York: Menorah Publishing Company, 1996.

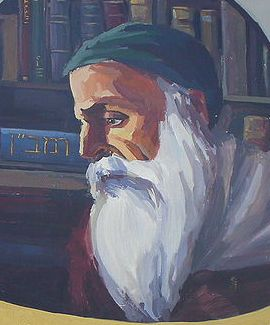
Naḥmanides

- Hezekiah ben Manoah. Hizkuni. France, circa 1240. In, e.g., Chizkiyahu ben Manoach. Chizkuni: Torah Commentary. Translated and annotated by Eliyahu Munk, volume 2, pages 348–81. Jerusalem: Ktav Publishers, 2013.
- Naḥmanides. Commentary on the Torah. Jerusalem, circa 1270. In, e.g., Ramban (Nachmanides): Commentary on the Torah. Translated by Charles B. Chavel, volume 2, pages 3–62. New York: Shilo Publishing House, 1973.

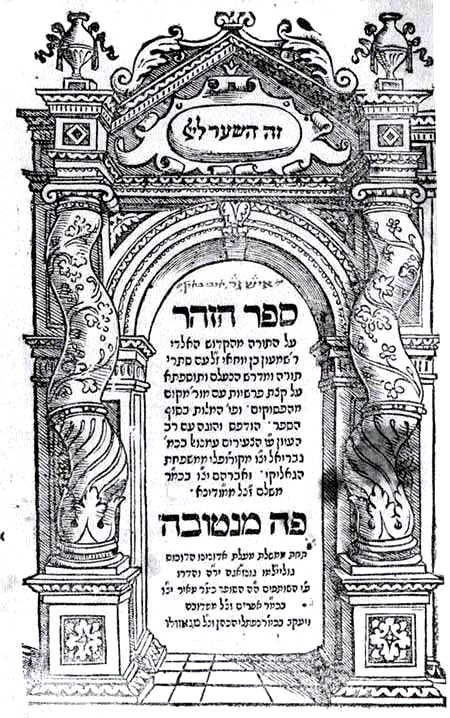
Zohar

- Zohar 2:2a–22a. Spain, late 13th century.
- Midrash ha-Ne'lam (The Midrash of the Concealed). Spain, 13th century. In, e.g., Zohar, part 2, pages 4a–22a. Mantua, 1558–1560. In, e.g., The Zohar: Pritzker Edition. Translation and commentary by Nathan Wolski, volume 10, pages 448–524. Stanford, California: Stanford University Press, 2016.
- Jacob ben Asher (Baal Ha-Turim). Commentary on the Torah. Early 14th century. In, e.g., Baal Haturim Chumash: Shemos/Exodus. Translated by Eliyahu Touger, edited and annotated by Avie Gold, volume 2, pages 513–67. Brooklyn: Mesorah Publications, 2000.
- Bahya ben Asher. Commentary on the Torah. Spain, early 14th century. In, e.g., Midrash Rabbeinu Bachya: Torah Commentary by Rabbi Bachya ben Asher. Translated and annotated by Eliyahu Munk, volume 3, pages 739–815. Jerusalem: Lambda Publishers, 2003.
- Isaac ben Moses Arama. Akedat Yizhak (The Binding of Isaac). Late 15th century. In, e.g., Yitzchak Arama. Akeydat Yitzchak: Commentary of Rabbi Yitzchak Arama on the Torah. Translated and condensed by Eliyahu Munk, volume 1, pages 298–31. New York, Lambda Publishers, 2001.

### Moderno
- Isaac Abravanel. Commentary on the Torah. Italy, between 1492–1509. In, e.g., Abarbanel: Selected Commentaries on the Torah: Volume 2: Shemos/Exodus. Translated and annotated by Israel Lazar, pages 23–84. Brooklyn: CreateSpace, 2015.

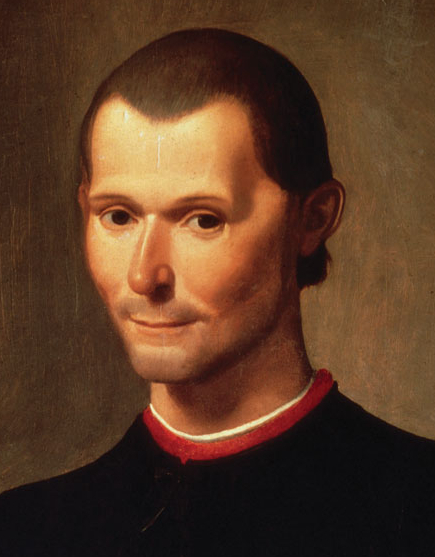
Machiavelli

- Abraham Saba. Ẓeror ha-Mor (Bundle of Myrrh). Fez, Morocco, circa 1500. In, e.g., Tzror Hamor: Torah Commentary by Rabbi Avraham Sabba. Translated and annotated by Eliyahu Munk, volume 3, pages 844–94. Jerusalem, Lambda Publishers, 2008.
- Niccolò Machiavelli. The Prince, ch. 6. Florence, Italy, 1532.
- Obadiah ben Jacob Sforno. Commentary on the Torah. Venice, 1567. In, e.g., Sforno: Commentary on the Torah. Translation and explanatory notes by Raphael Pelcovitz, pages 281–307. Brooklyn: Mesorah Publications, 1997.

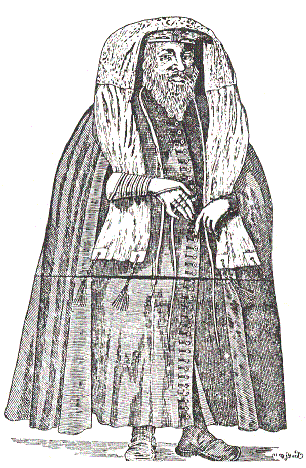
Morteira

- Moshe Alshich. Commentary on the Torah. Safed, circa 1593. In, e.g., Moshe Alshich. Midrash of Rabbi Moshe Alshich on the Torah. Translated and annotated by Eliyahu Munk, volume 2, pages 336–74. New York, Lambda Publishers, 2000.
- Shlomo Ephraim Luntschitz. Kli Yakar. Lublin, 1602. In, e.g., Kli Yakar: Shemos. Translated by Elihu Levine, volume 1, pages 23–79. Southfield, Michigan: Targum Press/Feldheim Publishers, 2002.
- Saul ha-Levi Morteira. "The People's Envy: Sermon on Shemot." Amsterdam, circa 1622. In Marc Saperstein. Jewish Preaching, 1200–1800: An Anthology, pages 270–85. New Haven: Yale University Press, 1989.

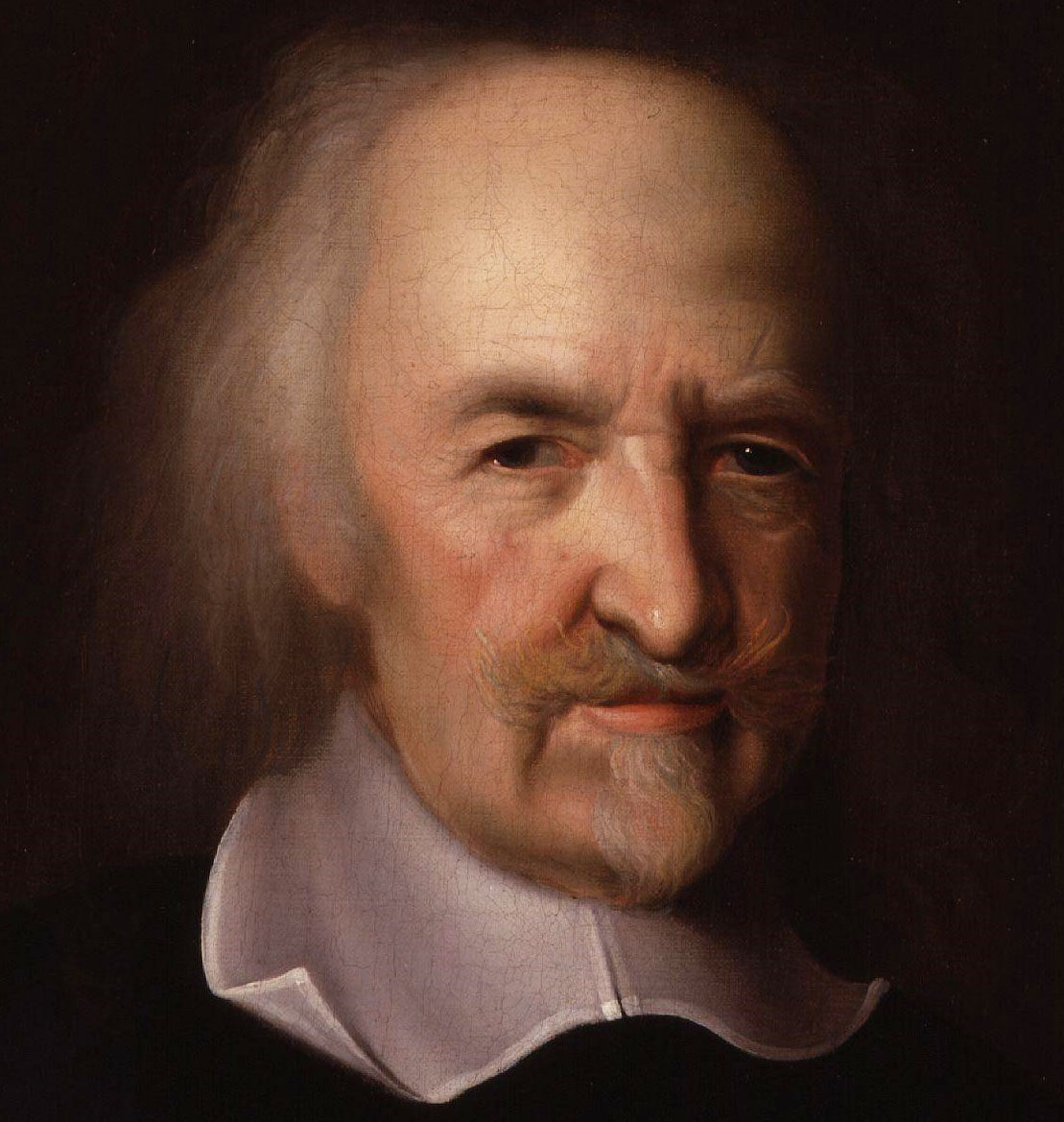
Hobbes

- Avraham Yehoshua Heschel. Commentaries on the Torah. Cracow, Poland, mid 17th century. Compiled as Chanukat HaTorah. Edited by Chanoch Henoch Erzohn. Piotrkow, Poland, 1900. In Avraham Yehoshua Heschel. Chanukas HaTorah: Mystical Insights of Rav Avraham Yehoshua Heschel on Chumash. Translated by Avraham Peretz Friedman, pages 117–24. Southfield, Michigan: Targum Press/Feldheim Publishers, 2004.
- Thomas Hobbes. Leviathan, 3:36, 37; 4:45. England, 1651. Reprint edited by C. B. Macpherson, pages 456, 460, 472, 671. Harmondsworth, England: Penguin Classics, 1982.
- Moshe Chaim Luzzatto Mesillat Yesharim, chapter 2. Amsterdam, 1740. In Mesillat Yesharim: The Path of the Just, page 31. Jerusalem: Feldheim, 1966.

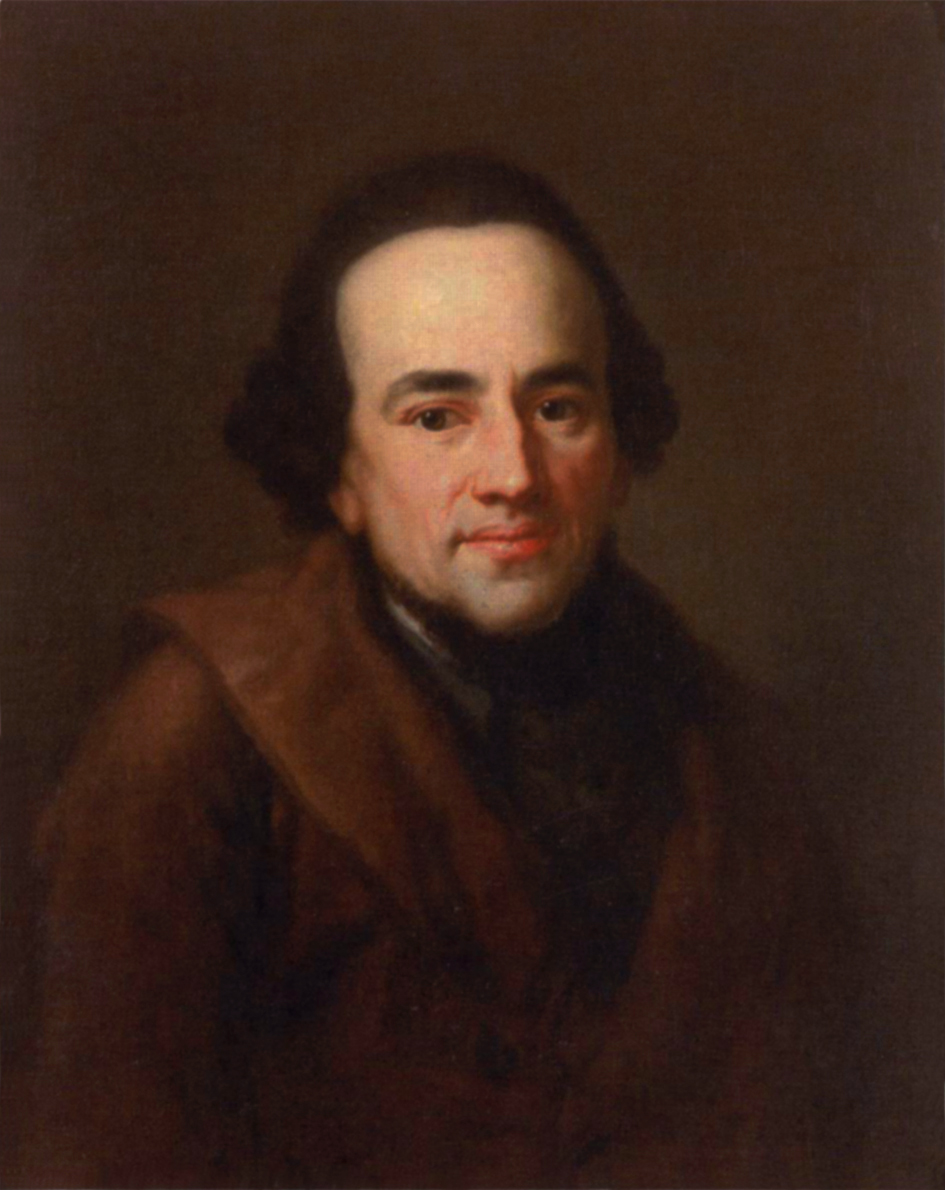
Mendelssohn

- Chaim ibn Attar. Ohr ha-Chaim. Venice, 1742. In Chayim ben Attar. Or Hachayim: Commentary on the Torah. Translated by Eliyahu Munk, volume 2, pages 441–99. Brooklyn: Lambda Publishers, 1999.
- Moses Mendelssohn. Sefer Netivot Hashalom (The “Bi’ur,” The Explanation). Berlin, 1780–1783. In Moses Mendelssohn: Writings on Judaism, Christianity, and the Bible. Edited Michah Gottlieb, pages 216–19. Waltham, Massachusetts: Brandeis University Press, 2011.
- Naḥman of Breslov. Teachings. Bratslav, Ukraine, before 1811. In Rebbe Nachman's Torah: Breslov Insights into the Weekly Torah Reading: Exodus-Leviticus. Compiled by Chaim Kramer, edited by Y. Hall, pages 21–55. Jerusalem: Breslov Research Institute, 2011.

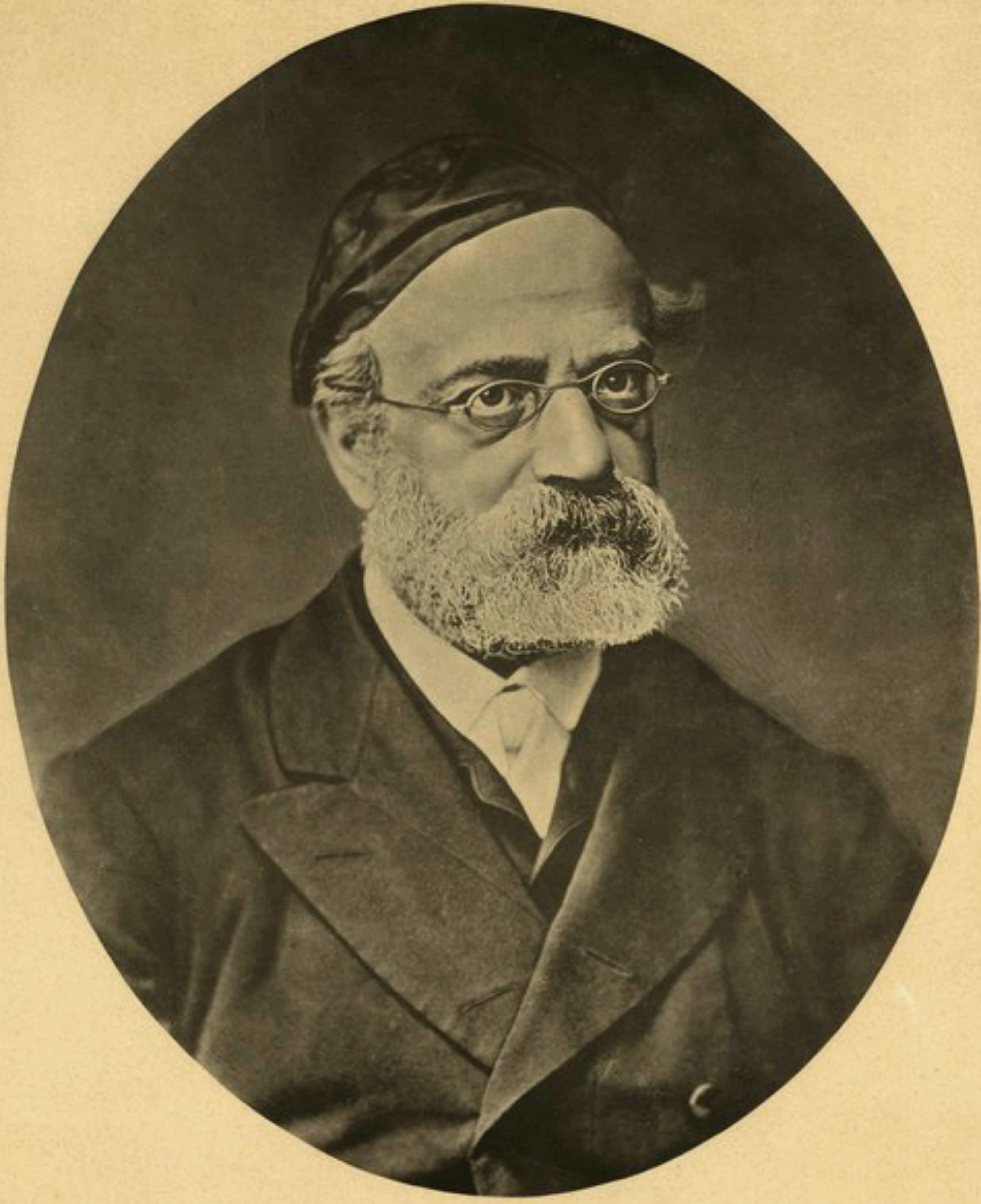
Hirsch

- J.H. Ingraham. The Pillar of Fire: Or Israel in Bondage. New York: A. L. Burt, 1859. Reprinted Ann Arbor, Michigan: Scholarly Publishing Office, University of Michigan Library, 2006.
- Samson Raphael Hirsch. The Pentateuch: Exodus. Translated by Isaac Levy, volume 2, pages 3–63. Gateshead: Judaica Press, 2nd edition 1999. Originally published as Der Pentateuch uebersetzt und erklaert. Frankfurt, 1867–1878.

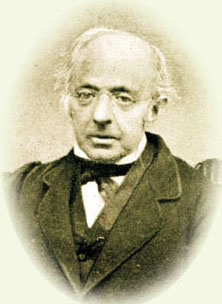
Luzzatto

- Samuel David Luzzatto (Shadal). Commentary on the Torah. Padua, 1871. In, e.g., Samuel David Luzzatto. Torah Commentary. Translated and annotated by Eliyahu Munk, volume 2, pages 505–60. New York: Lambda Publishers, 2012.

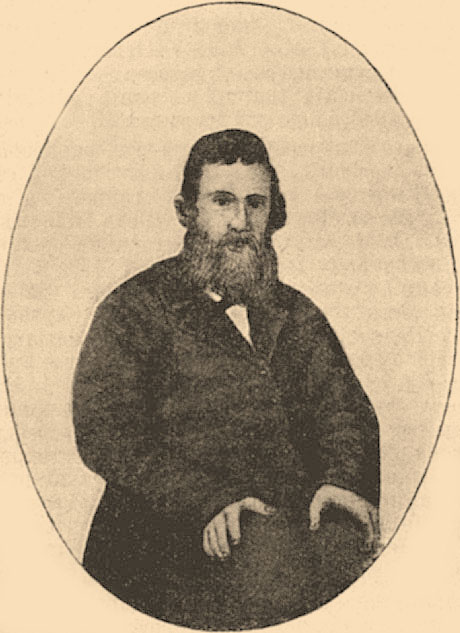
Malbim

- Malbim. The Torah and the Commandments. Warsaw, 1874–80. In, e.g., Malbim: Rabbenu Meir Leibush ben Yechiel Michel. Commentary on the Torah. Translated by Zvi Faier, volume 4, pages 1–156. Israel: M.P. Press/Hillel Press, 1984. OCLC 187452464 (1982).
- Yehudah Aryeh Leib Alter. Sefat Emet. Góra Kalwaria (Ger), Poland, before 1906. Excerpted in The Language of Truth: The Torah Commentary of Sefat Emet. Translated and interpreted by Arthur Green, pages 81–86. Philadelphia: Jewish Publication Society, 1998. Reprinted 2012.

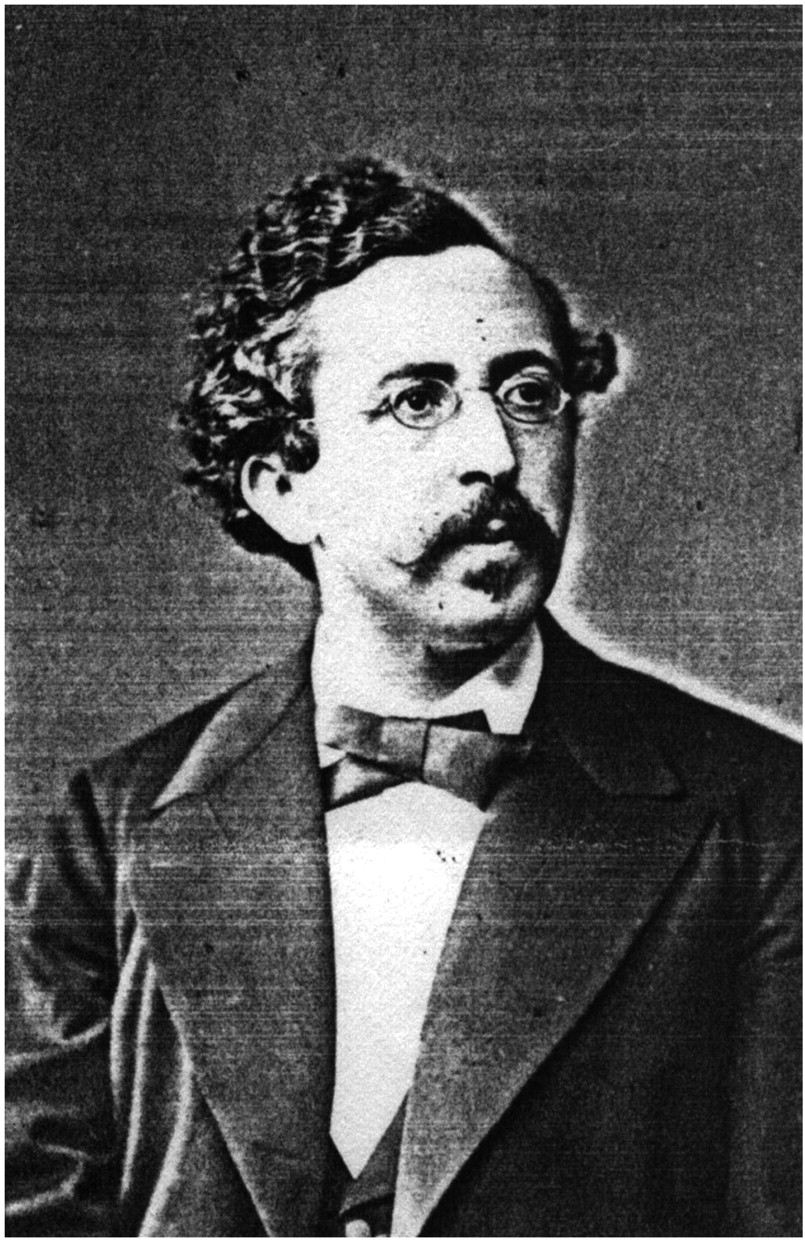
Cohen

- Hermann Cohen. Religion of Reason: Out of the Sources of Judaism. Translated with an introduction by Simon Kaplan; introductory essays by Leo Strauss, pages 42–43. New York: Ungar, 1972. Reprinted Atlanta: Scholars Press, 1995. Originally published as Religion der Vernunft aus den Quellen des Judentums. Leipzig: Gustav Fock, 1919.
- Alexander Alan Steinbach. Sabbath Queen: Fifty-four Bible Talks to the Young Based on Each Portion of the Pentateuch, pages 39–42. New York: Behrman's Jewish Book House, 1936.
- Arthur E. Southon. On Eagles' Wings. London: Cassell and Co., 1937. Reprinted New York: McGraw-Hill, 1954.
- Sigmund Freud. Moses and Monotheism. 1939. Reprint, New York: Vintage, 1967.
- Zora Neale Hurston. Moses, Man of the Mountain. J.B. Lippincott, 1939. Reprint, Harper Perennial Modern Classics, 2008.
- Benno Jacob. The Second Book of the Bible: Exodus. London, 1940. Translated by Walter Jacob, pages 3–141. Hoboken, New Jersey: KTAV Publishing House, 1992.

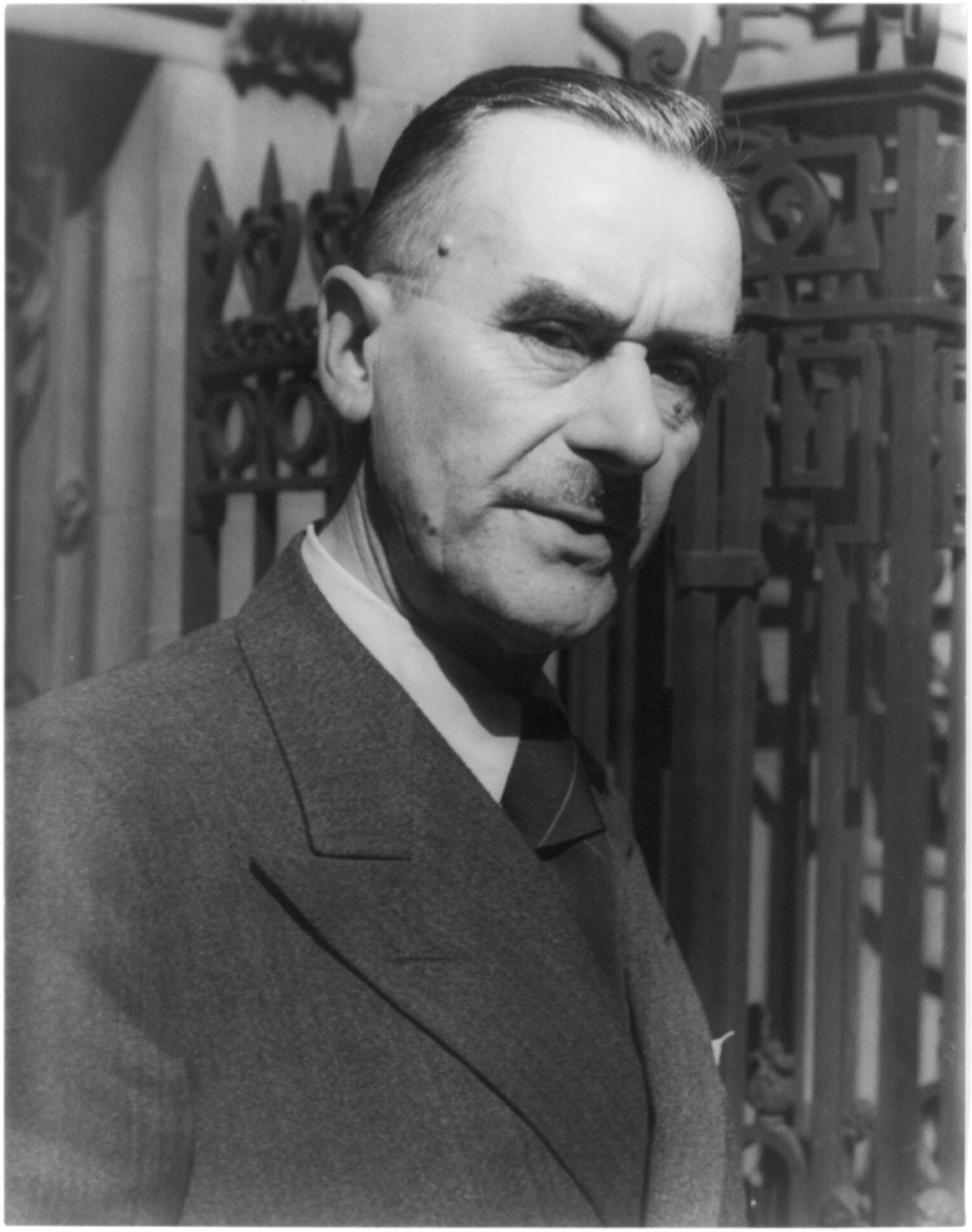
Mann

- Thomas Mann. Joseph and His Brothers. Translated by John E. Woods, pages 101, 492–93, 729, 788, 859. New York: Alfred A. Knopf, 2005. Originally published as Joseph und seine Brüder. Stockholm: Bermann-Fischer Verlag, 1943.
- Thomas Mann. "Thou Shalt Have No Other Gods Before Me." In The Ten Commandments, pages 3–70. New York: Simon & Schuster, 1943.
- Dorothy Clarke Wilson. Prince of Egypt. Philadelphia: Westminster Press, 1949.
- Sholem Asch. Moses. New York: Putam, 1951.

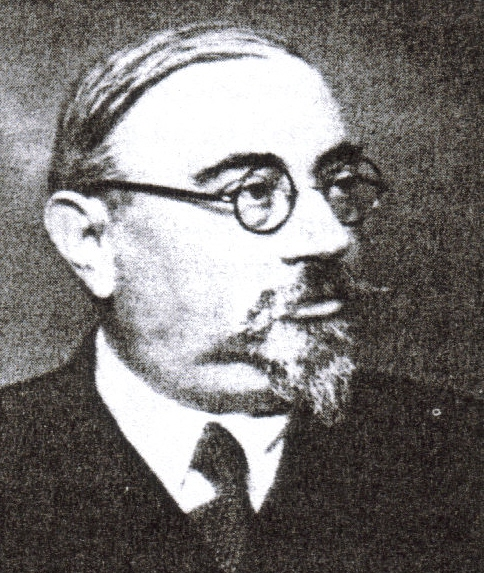
Cassuto

- Umberto Cassuto. A Commentary on the Book of Exodus. Jerusalem, 1951. Translated by Israel Abrahams, pages 5–75. Jerusalem: The Magnes Press, The Hebrew University, 1967.

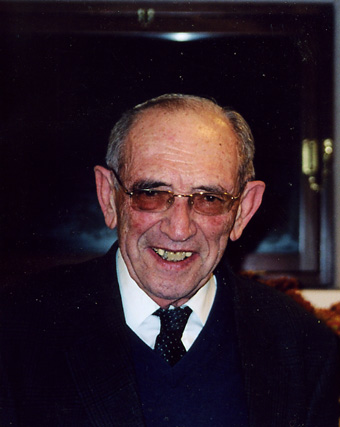
Blau

- Martin Buber. Moses: The Revelation and the Covenant. New York: Harper, 1958. Reprint, Humanity Books, 1988.
- Howard Fast. Moses, Prince of Egypt. New York: Crown Pubs., 1958.
- Martin Noth. Exodus: A Commentary. Translated by John S. Bowden, pages 19–56. London: SCM Press, 1962. Translation of Das zweite Buch Mose, Exodus. Göttingen: Vandenhoeck & Ruprecht, 1959.
- Dorothy M. Slusser. At the Foot of the Mountain: Stories from the Book of Exodus, pages 9–31. Philadelphia: Westminster Press, 1961.
- Hans Kosmala. “The ‘Bloody Husband,’” Vetus Testamentum, volume 12 (1962): pages 14–28.
- Bertil Albrektson. "On the Syntax of אֶהְיֶה אֲשֶׁר אֶהְיֶה in Exodus 3:14." In Words and Meanings: Essays Presented to David Winton Thomas. Edited by Peter R. Ackroyd and Barnabas Lindars, pages 15–28. Cambridge: Cambridge University Press, 1968.
- Martin Buber. On the Bible: Eighteen studies, pages 44–62, 80–92. New York: Schocken Books, 1968.
- Moshe Greenberg. Understanding Exodus, pages 18–130. New York: Behrman House, 1969.
- Roland de Vaux. "The Revelation of the Divine Name YHVH." In Proclamation and Presence: Old Testament Essays in Honour of Gwynne Henton Davies. Edited by John I. Durham and J. Roy Porter, pages 48–75. London: SCM Press, 1970.
- Samuel Sandmel. Alone Atop the Mountain. Garden City, New York: Doubleday, 1973.
- A. M. Klein. "The Bitter Dish." In The Collected Poems of A. M. Klein, page 144. Toronto: McGraw-Hill Ryerson, 1974.
- James S. Ackerman. "The Literary Context of the Moses Birth Story (Exodus 1–2)." In Literary Interpretations of Biblical Narratives. Edited by Kenneth R.R. Gros Louis, with James and Thayer S. Warshaw, pages 74–119. Nashville: Abingdon Press, 1974.

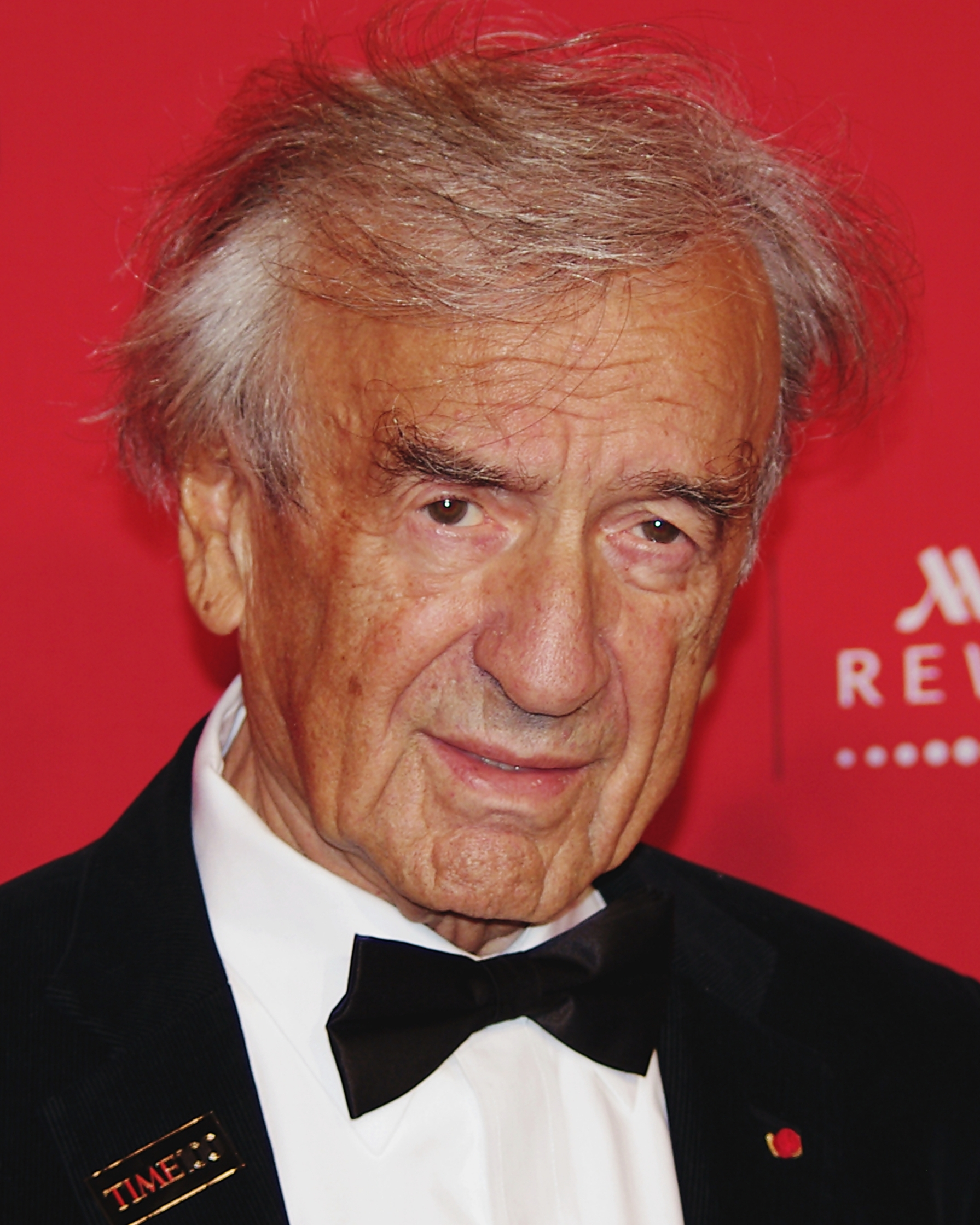
Wiesel

- David Daiches. Moses: The Man and his Vision. New York: Praeger, 1975.
- Elie Wiesel. "Moses: Portrait of a Leader." In Messengers of God: Biblical Portraits & Legends, pages 174–210. New York: Random House, 1976.
- Michael Fishbane. “Exodus 1–4/The Prologue to the Exodus Cycle.” In Text and Texture: Close Readings of Selected Biblical Texts, pages 63–76. New York: Schocken Books, 1979.
- Robert R. Wilson, "The Hardening of Pharaoh's Heart." Catholic Biblical Quarterly, volume 41, number 1 (1979): pages 18–36.
- Elie Munk. The Call of the Torah: An Anthology of Interpretation and Commentary on the Five Books of Moses. Translated by E.S. Mazer, volume 2, pages 2–73. Brooklyn: Mesorah Publications, 1995. Originally published as La Voix de la Thora. Paris: Fondation Samuel et Odette Levy, 1981.
- Judith R. Baskin. Pharaoh's Counsellors: Job, Jethro, and Balaam in Rabbinic and Patristic Tradition. Brown Judaic Studies, 1983.
- Nahum M. Sarna. “Exploring Exodus: The Oppression.” The Biblical Archaeologist, volume 49, number 2 (June 1986): pages 68–80.
- Pinchas H. Peli. Torah Today: A Renewed Encounter with Scripture, pages 55–58. Washington, D.C.: B'nai B'rith Books, 1987.
- Marc Gellman. Does God Have a Big Toe? Stories About Stories in the Bible, pages 65–71, 77–83. New York: HarperCollins, 1989.
- Mark S. Smith. The Early History of God: Yahweh and the Other Deities in Ancient Israel, pages 10, 92, 98, 166. New York: HarperSanFrancisco, 1990.
- Harvey J. Fields. A Torah Commentary for Our Times: Volume II: Exodus and Leviticus, pages 7–16. New York: UAHC Press, 1991.
- Nahum M. Sarna. The JPS Torah Commentary: Exodus: The Traditional Hebrew Text with the New JPS Translation, pages 3–30, 265–68. Philadelphia: Jewish Publication Society, 1991.
- Lawrence Kushner. God Was in This Place and I, I Did Not Know: Finding Self, Spirituality and Ultimate Meaning, pages 24–25. Jewish Lights Publishing, 1993. (the Burning Bush).
- Nehama Leibowitz. New Studies in Shemot (Exodus), volume 1, pages 1–113. Jerusalem: Haomanim Press, 1993. Reprinted as New Studies in the Weekly Parasha. Lambda Publishers, 2010.
- Ilana Pardes. “Zipporah and the Struggle for Deliverance.” In Countertraditions in the Bible: A Feminist Approach, pages 79–97. Cambridge, Massachusetts: Harvard University Press, 1993. (Exodus 4:24–26).
- Aaron Wildavsky. Assimilation versus Separation: Joseph the Administrator and the Politics of Religion in Biblical Israel, pages 1, 8, 13–15. New Brunswick, N.J.: Transaction Publishers, 1993.
- Walter Brueggemann. “The Book of Exodus.” In The New Interpreter's Bible. Edited by Leander E. Keck, volume 1, pages 675–731. Nashville: Abingdon Press, 1994.
- J. Cheryl Exum. “‘You Shall Let Every Daughter Live’: A Study of Exodus 1:8–2:10.” In A Feminist Companion to Exodus to Deuteronomy. Edited by Athalya Brenner, pages 37–61. Sheffield: JSOT Press, 1994. Reprinted Bloomsbury T&T Clark, 2000.
- Sandy Eisenberg Sasso. In God's Name. Woodstock, Vermont: Jewish Lights Publishing, 1994.
- Judith S. Antonelli. "Yokheved and Miriam." In In the Image of God: A Feminist Commentary on the Torah, pages 137–45. Northvale, New Jersey: Jason Aronson, 1995.
- Ellen Frankel. The Five Books of Miriam: A Woman’s Commentary on the Torah, pages 93–101. New York: G. P. Putnam's Sons, 1996.
- W. Gunther Plaut. The Haftarah Commentary, pages 122–30. New York: UAHC Press, 1996.
- Walter Wangerin, Jr. The Book of God: The Bible as a Novel, pages 101–11. Grand Rapids, Michigan: Zondervan, 1996.
- Jan Assmann. Moses the Egyptian: The Memory of Egypt in Western Monotheism. Harvard University Press, 1997.
- Beginning the Journey: Toward a Women's Commentary on Torah. Edited by Emily H. Feigenson, pages 61–111, 153–55. Women of Reform Judaism, The Federation of Temple Sisterhoods, 1997.

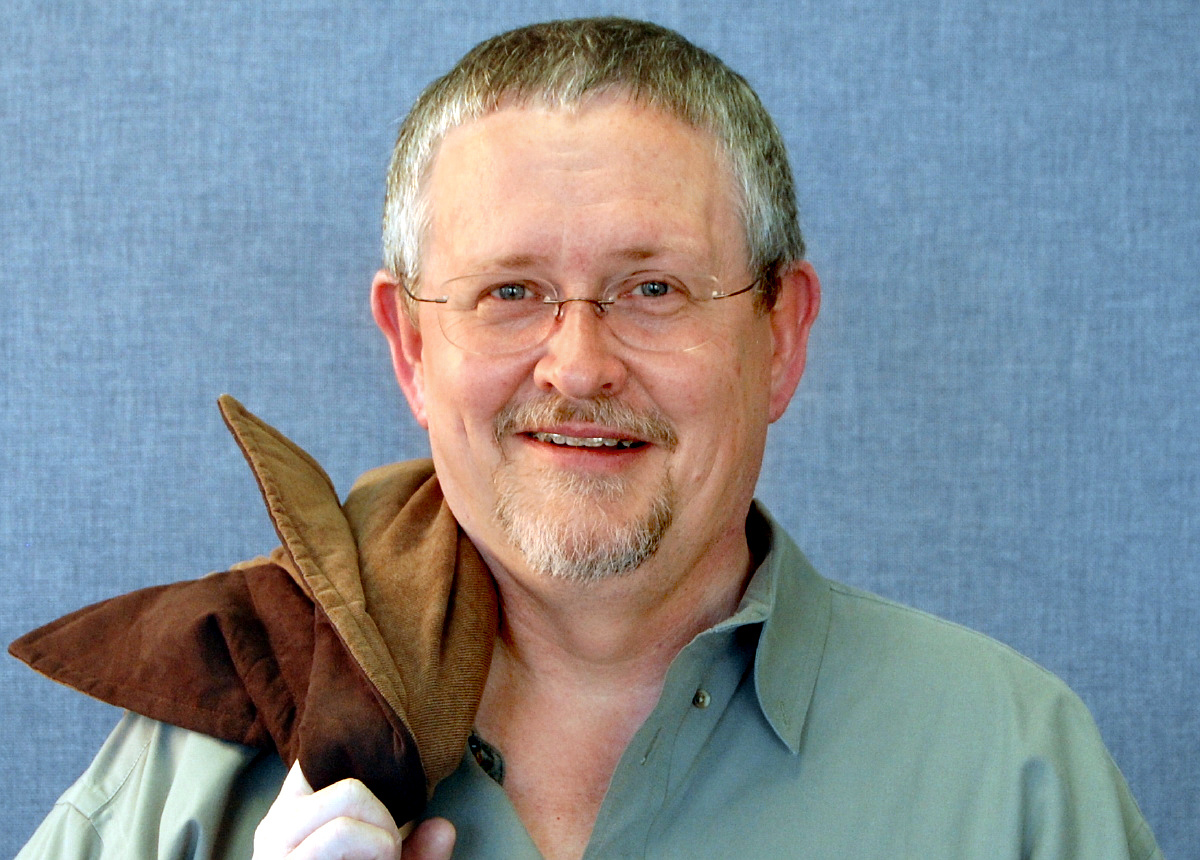
Card

- Sorel Goldberg Loeb and Barbara Binder Kadden. Teaching Torah: A Treasury of Insights and Activities, pages 87–93. Denver: A.R.E. Publishing, 1997.
- Orson Scott Card. Stone Tables. Salt Lake City: Deseret Book Company, 1998.
- Jonathan Kirsch. Moses: A Life. New York: Ballantine, 1998.
- Jacob Milgrom. Leviticus 1–16, volume 3, page 747. New York: Anchor Bible, 1998. (bridegroom of blood).
- William H.C. Propp. Exodus 1–18, volume 2, pages 119–261. New York: Anchor Bible, 1998.
- Elie Wiesel. "The Agony of Power, the Story of Moses." In Great Figures of the Bible, part 5. New York: Yale Roe Films, 1998.
- Rachel Adelman. “Serah bat Asher: Songstress, Poet, and Woman of Wisdom.” In Torah of the Mothers: Contemporary Jewish Women Read Classical Jewish Texts. Edited by Ora Wiskind Elper and Susan Handelman, pages 218–43. New York and Jerusalem: Urim Publications, 2000.
- Exodus to Deuteronomy: A Feminist Companion to the Bible (Second Series). Edited by Athalya Brenner, pages 14, 21–31, 33–34, 37, 39–40, 47–50, 52–53, 56, 59, 75–77, 83–87, 89, 92–96, 98–99, 101, 105, 107, 117, 159, 163–64, 196, 198. Sheffield: Sheffield Academic Press, 2000.
- Ora Wiskind Elper. “Exodus and the Feminine in the Teachings of Rabbi Yaakov of Izbica.” In Torah of the Mothers: Contemporary Jewish Women Read Classical Jewish Texts. Edited by Ora Wiskind Elper and Susan Handelman, pages 447–70. New York and Jerusalem: Urim Publications, 2000.
- Bryna Jocheved Levy. “Moshe: Portrait of the Leader as a Young Man.” In Torah of the Mothers: Contemporary Jewish Women Read Classical Jewish Texts. Edited by Ora Wiskind Elper and Susan Handelman, pages 398–429. New York and Jerusalem: Urim Publications, 2000.
- Brenda Ray. The Midwife's Song: A Story of Moses' Birth. Port St. Joe, Florida: Karmichael Press, 2000.

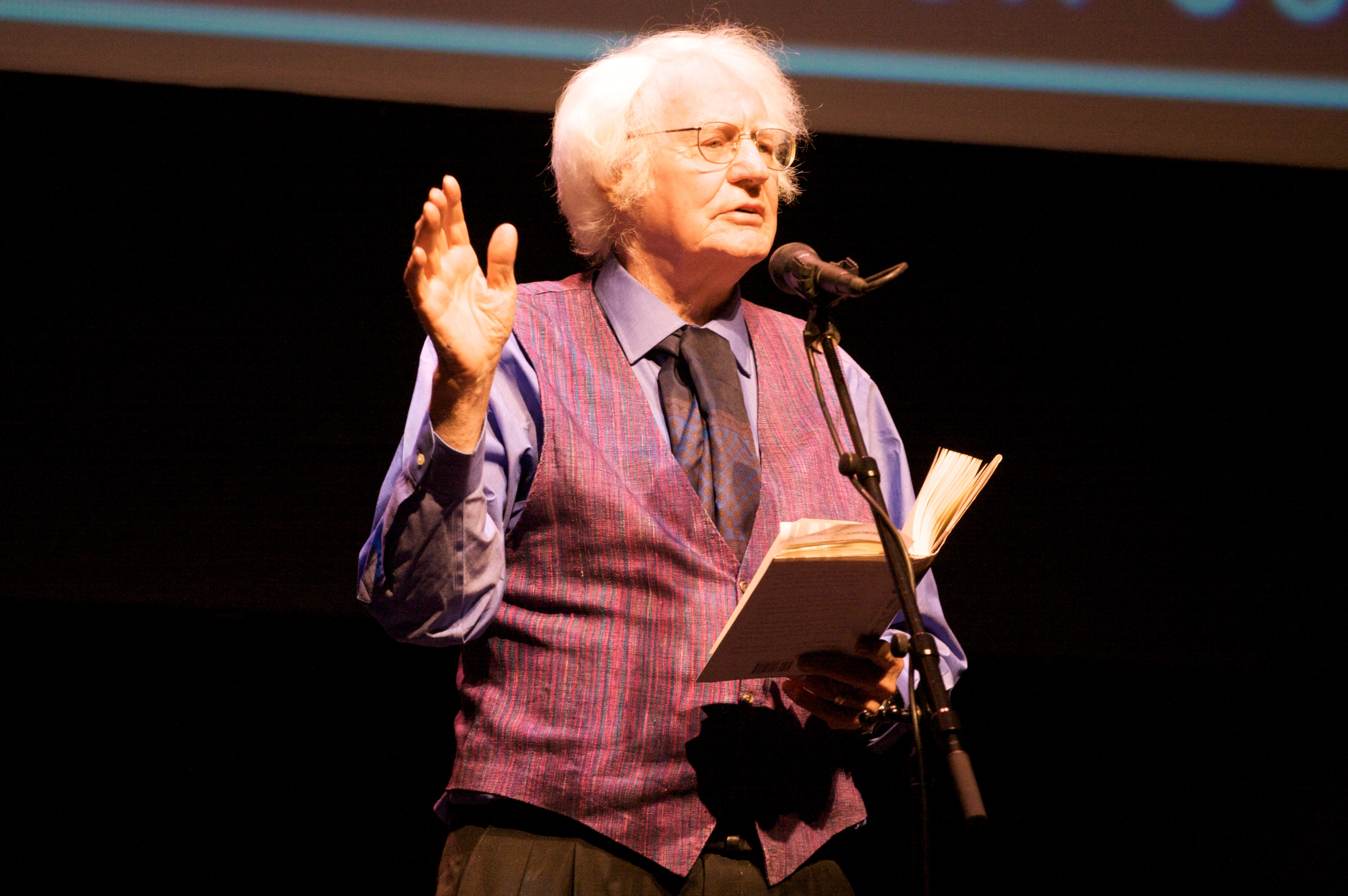
Bly

- Robert Bly. "Moses' Cradle." In The Night Abraham Called to the Stars: Poems, page 9. New York: HarperCollins/Perennial, 2001.
- Avivah Gottlieb Zornberg. The Particulars of Rapture: Reflections on Exodus, pages 17–80. New York: Doubleday, 2001.
- Lainie Blum Cogan and Judy Weiss. Teaching Haftarah: Background, Insights, and Strategies, pages 244–52, 364–73. Denver: A.R.E. Publishing, 2002.
- Michael Fishbane. The JPS Bible Commentary: Haftarot, pages 80–87, 255–62. Philadelphia: Jewish Publication Society, 2002.
- Joel Cohen. Moses: A Memoir. Mahwah, New Jersey: Paulist Press, 2003.
- Ogden Goelet. "Moses' Egyptian Name." Bible Review, volume 19, number 3 (June 2003): pages 12–17, 50–51.
- Reuven Hammer. Or Hadash: A Commentary on Siddur Sim Shalom for Shabbat and Festivals, page 30. New York: The Rabbinical Assembly, 2003. (The Name of God).
- Scott N. Morschauser. “Potters' Wheels and Pregnancies: A Note on Exodus 1:16.” Journal of Biblical Literature, volume 122, number 4 (Winter 2003): pages 731–33.
- Robert Alter. The Five Books of Moses: A Translation with Commentary, pages 307–38. New York: W.W. Norton & Co., 2004.
- Jeffrey H. Tigay. "Exodus." In The Jewish Study Bible. Edited by Adele Berlin and Marc Zvi Brettler, pages 107–15. New York: Oxford University Press, 2004.
- Marek Halter. Zipporah, Wife of Moses, 1–245. New York: Crown, 2005.
- Professors on the Parashah: Studies on the Weekly Torah Reading Edited by Leib Moscovitz, pages 89–93. Jerusalem: Urim Publications, 2005.
- Rebecca Kohn. Seven Days to the Sea: An Epic Novel of the Exodus. New York: Rugged Land, 2006.
- Lawrence Kushner. Kabbalah: A Love Story, pages 78, 112. New York: Morgan Road Books, 2006.
- Kevin McGeough. “Birth Bricks, Potter's Wheels, and Exodus 1,16.” Biblica, volume 87, number 3 (2006): pages 305–18.
- W. Gunther Plaut. The Torah: A Modern Commentary: Revised Edition. Revised edition edited by David E.S. Stern, pages 343–78. New York: Union for Reform Judaism, 2006.
- Suzanne A. Brody. "Torah Sparks" and "Holy Ground." In Dancing in the White Spaces: The Yearly Torah Cycle and More Poems, pages 11, 75. Shelbyville, Kentucky: Wasteland Press, 2007.

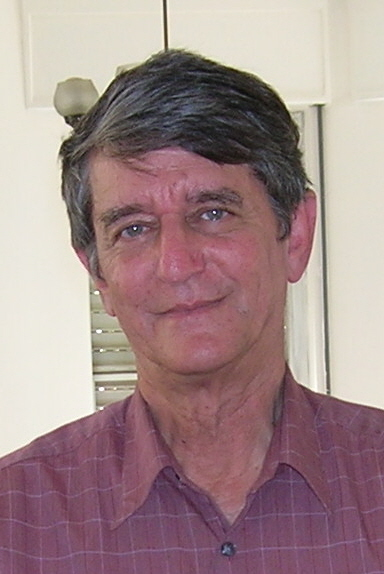
kugel

- James L. Kugel. How To Read the Bible: A Guide to Scripture, Then and Now, pages 60, 65, 159, 198–216, 365, 425, 440, 533, 550, 562, 571, 578. New York: Free Press, 2007.
- Joseph Blenkinsopp. “The Midianite-Kenite Hypothesis Revisited and the Origins of Judah.” Journal for the Study of the Old Testament, volume 33, number 2 (December 2008): pages 131–53.

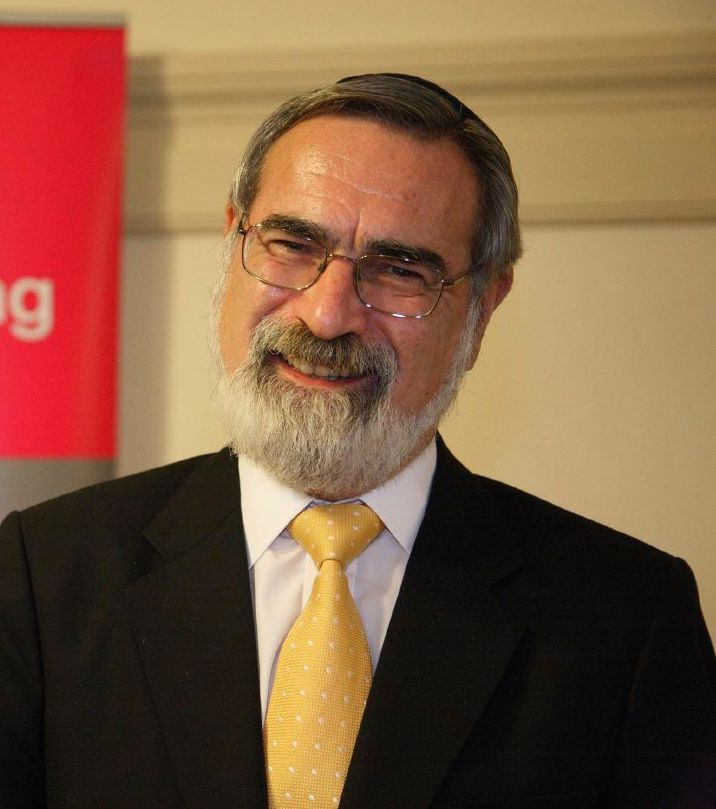
Sacks

- Shmuel Goldin. Unlocking the Torah Text: An In-Depth Journey into the Weekly Parsha: Shmot, pages 1–35. Jerusalem: Gefen Publishing House, 2008.
- The Torah: A Women's Commentary. Edited by Tamara Cohn Eskenazi and Andrea L. Weiss, pages 305–30. New York: URJ Press, 2008.
- Thomas B. Dozeman. Commentary on Exodus, pages 55–159. Grand Rapids, Michigan: William B. Eerdmans Publishing Company, 2009.
- Reuven Hammer. Entering Torah: Prefaces to the Weekly Torah Portion, pages 77–82. New York: Gefen Publishing House, 2009.
- Edward M. Kennedy. True Compass, pages 190–91. New York: Twelve, 2009. (Senator Willis Robertson's interpretation of Pharaoh's daughter's finding of Moses).
- Elliot Kukla. “Making Noise for Social Change: Parashat Shemot (Exodus 1:1–6:1).” In Torah Queeries: Weekly Commentaries on the Hebrew Bible. Edited by Gregg Drinkwater, Joshua Lesser, and David Shneer; foreword by Judith Plaskow, pages 75–79. New York: New York University Press, 2009.
- Alicia Jo Rabins. "Snow/Scorpions and Spiders." In Girls in Trouble. New York: JDub Music, 2009. (Miriam watching over the infant Moses).
- Bruce Wells. "Exodus." In Zondervan Illustrated Bible Backgrounds Commentary. Edited by John H. Walton, volume 1, pages 165–82. Grand Rapids, Michigan: Zondervan, 2009.
- Nick Wyatt. “Circumcision and Circumstance: Male Genital Mutilation in Ancient Israel and Ugarit.” Journal for the Study of the Old Testament, volume 33, number 4 (June 2009): pages 405–31. (Exodus 4:24–26).
- Rebecca G.S. Idestrom. “Echoes of the Book of Exodus in Ezekiel.” Journal for the Study of the Old Testament, volume 33, number 4 (June 2009): pages 489–510. (Motifs from Exodus found in Ezekiel, including the call narrative, divine encounters, captivity, signs, plagues, judgment, redemption, tabernacle/temple, are considered.).
- Jonathan P. Burnside. “Exodus and Asylum: Uncovering the Relationship between Biblical Law and Narrative.” Journal for the Study of the Old Testament, volume 34, number 3 (March 2010): pages 243–66. (Exodus 2:11–22).
- Idan Dershowitz. “A Land Flowing with Fat and Honey.” Vetus Testamentum, volume 60, number 2 (2010): pages 172–76.
- Brad Embry. “The Endangerment of Moses: Towards a New Reading of Exodus 4:24–26.” Vetus Testamentum, volume 60, number 2 (2010): pages 177–96.
- Jean-Pierre Sonnet. “Ehyeh asher ehyeh (Exodus 3:14): God’s ‘Narrative Identity’ among Suspense, Curiosity, and Surprise.” Poetics Today, volume 31, number 2 (Summer 2010): pages 331–51.
- Julie Cadwallader-Staub. Joy. In Face to Face: A Poetry Collection. DreamSeeker Books, 2010. ("land of milk and honey").
- Adam J. Howell. “The Firstborn Son of Moses as the ‘Relative of Blood’ in Exodus 4.24–26.” Journal for the Study of the Old Testament, volume 35, number 1 (September 2010): pages 63–76.
- Stuart Lasine. “Everything Belongs to Me: Holiness, Danger, and Divine Kingship in the Post-Genesis World.” Journal for the Study of the Old Testament, volume 35, number 1 (September 2010): pages 31–62. (Exodus 3; 4:24–26).

- Adriane Leveen. “Inside Out: Jethro, the Midianites and a Biblical Construction of the Outsider.” Journal for the Study of the Old Testament, volume 34, number 4 (June 2010): pages 395–417.
- Jonathan Sacks. Covenant & Conversation: A Weekly Reading of the Jewish Bible: Exodus: The Book of Redemption, pages 19–40. Jerusalem: Maggid Books, 2010.

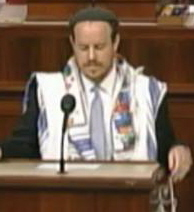
Herzfeld

- Shmuel Herzfeld. "No Excuses for a Recalcitrant Husband." In Fifty-Four Pick Up: Fifteen-Minute Inspirational Torah Lessons, pages 73–79. Jerusalem: Gefen Publishing House, 2012.
- John Makujina. “Literary Solutions to Legal Problems: The Contribution of Exodus 2.13–14 to Exodus 21.22–23.” Journal for the Study of the Old Testament, volume 37, number 2 (December 2012): pages 151–65.
- Torah MiEtzion: New Readings in Tanach: Shemot. Edited by Ezra Bick and Yaakov Beasley, pages 1–59. Jerusalem: Maggid Books, 2012.
- Walter Brueggemann. “Truth Speaks to Power: Moses.” In Truth Speaks to Power: The Countercultural Nature of Scripture, pages 11–42. Louisville, Kentucky: Westminster John Knox Press, 2013. (Pharaoh is a metaphor embodying raw, absolute, worldly power).
- Mathilde Frey. “Sabbath in Egypt? An Examination of Exodus 5.” Journal for the Study of the Old Testament, volume 39, number 3 (March 2015): pages 249–63.
- David Pettit. “When the Lord Seeks to Kill Moses: Reading Exodus 4.24–26 in its Literary Context.” Journal for the Study of the Old Testament, volume 40, number 2 (December 2015): pages 163–77.
- Jonathan Sacks. Lessons in Leadership: A Weekly Reading of the Jewish Bible, pages 61–65. New Milford, Connecticut: Maggid Books, 2015.
- David Fohrman. The Exodus You Almost Passed Over. Aleph Beta Press, 2016.
- “The Hittites: Between Tradition and History.” Biblical Archaeology Review, volume 42, number 2 (March/April 2016): pages 28–40, 68.
- Jean-Pierre Isbouts. Archaeology of the Bible: The Greatest Discoveries From Genesis to the Roman Era, pages 80–103. Washington, D.C.: National Geographic, 2016.
- Jonathan Sacks. Essays on Ethics: A Weekly Reading of the Jewish Bible, pages 79–83. New Milford, Connecticut: Maggid Books, 2016.
- Kenneth Seeskin. Thinking about the Torah: A Philosopher Reads the Bible, pages 71–84. Philadelphia: The Jewish Publication Society, 2016.
- Shai Held. The Heart of Torah, Volume 1: Essays on the Weekly Torah Portion: Genesis and Exodus, pages 123–33. Philadelphia: Jewish Publication Society, 2017.
- James L. Kugel. The Great Shift: Encountering God in Biblical Times, pages 6, 15, 29, 139, 164, 349, 384. Boston: Houghton Mifflin Harcourt, 2017.

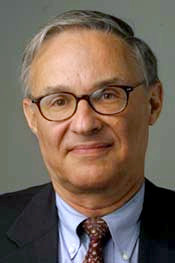
Kass

- Steven Levy and Sarah Levy. The JPS Rashi Discussion Torah Commentary, pages 41–43. Philadelphia: Jewish Publication Society, 2017.
- Tina Dykesteen Nilsen. “Memories of Moses: A Survey Through Genres.” Journal for the Study of the Old Testament, volume 41, number 3 (March 2017): pages 287–312.
- Pekka Pitkänen. “Ancient Israelite Population Economy: Ger, Toshav, Nakhri and Karat as Settler Colonial Categories.” Journal for the Study of the Old Testament, volume 42, number 2 (December 2017): pages 139–53.
- Leon R. Kass. Founding God's Nation: Reading Exodus, pages 21–107. New Haven: Yale University Press, 2021.

## Enlaces exxternos

### Textos
- Masoretic text and 1917 JPS translation
- Hear the parashah chanted
- Hear the parashah read in Hebrew

### Comentarios
- Academy for Jewish Religion, California
- Academy for Jewish Religion, New York
- Aish.com
- American Jewish University—Ziegler School of Rabbinic Studies
- Chabad.org
- Hadar Institute
- Jewish Theological Seminary
- MyJewishLearning.com
- Orthodox Union
- Pardes from Jerusalem
- Reconstructing Judaism
- Union for Reform Judaism
- United Synagogue of Conservative Judaism
- Yeshiva University

- Datos: Q2095877